# Liste de maladies rares
- Haut – A
- B
- C
- D
- E
- F
- G
- H
- I
- J
- K
- L
- M
- N
- O
- P
- Q
- R
- S
- T
- U
- V
- W
- X
- Y
- Z
- 0-9

## A
- AAA syndrome, Syndrome d'Algrove, insuffisance surrénale, déficit isolé en glucocorticoïdes, achalasie, alacrymie, dysfonction autonomique, neurodégénerescence
- Aagenaes, syndrome d'
- Aarskog, syndrome d' Voir Facio-digito-génital, syndrome
- Aarskog like, syndrome d' (voir Aarskog, syndrome d')
- Aarskog Ose Pande, syndrome d', lipoatrophie, syndrome de Rieger, petite taille, diabète insulinodépendant, macrocéphalie, macrostomie
- Aase Smith, syndrome d', Syndrome d'hydrocéphalie, fente palatine, raideur articulaire, malformation de Dandy-Walker.
- Aase, syndrome d', anémie de Diamond-Blackfan de type 6
- ABCD, syndrome
- Abcès aseptique cortico-sensible
- Abdallat Davis Farrage, syndrome d'
- A-bêta-lipoprotéinémie
- Ablépharie-macrostomie
- Abruzzo Erickson, syndrome d'
- Absence congénitale d'utérus et de vagin
- Absence de cils nasaux, forme familiale
- Abuelo-Forman-Rubin, syndrome, alpha-thalassémie liée à l'X, anomalies des mains, anomalies de pieds, anomalies génitales.
- Acanthocytose
- Acanthocytose chorée
- Acanthocytose troubles neurologiques
- Acanthosis-hirsutisme-diabète
- Acanthosis nigricans
- Acanthosis nigricans crampes extrémités bouffies
- Acatalasémie
- Accident vasculaire cérébral héréditaire
- Acéruléoplasminémie
- Acétyl-CoA alpha-glucosaminide-N-acétyl transférase, déficit en
- Achalasie-addisonisme-alacrymie
- Achalasie-alacrymie (syndrome Allgrove)
- Achalasie microcéphalie
- Achalasie œsophagienne familiale
- Acheiropodie, syndrome, amputation congénitale épiphyse humérale, diaphyse tibiale, aplasie du radius, du cubitus, du péroné, aplasie des mains et des pieds.
- Achondrogenèse
- Achondroplasie
- Achondroplasie-agammaglobulinémie, type suisse
- Achromatopsie complète
- Achromatopsie incomplète, liée à l'X
- Acidémie isovalérique
- Acidémie méthylmalonique avec homocystinurie
- Acidémie méthylmalonique isolée, vitamine B12 sensible
- Acidémie pipécolique, hyperpipécolatémie, anomalie de la biogenèse du péroxysome-maladie du spectre de Zellweger
- Acidémie propionique, déficit en propionyl coenzyme A carboxylase, dysfonction neurologique, décompensation métabolique, cardiomyopathie
- Acidémie succinique
- Acide phytanique oxydase, déficit en
- Acides aminés aromatiques décarboxylés, double déficit en
- Acide valproïque, exposition anténatale à l'
- Acidose distale primitive familiale, polyurie, polydipsie, ostéomalacie ou une ostéopénie, hypercalciurie, néphrolithiase, néphrocalcinose
- Acidose lactique congénitale infantile
- Acidose rénale tubulaire surdité progressive, hyperchlorémie, hypokaliémie, normokaliémie.
- Acidose tubulaire distale
- Acidose tubulaire proximale
- Acidurie 2-hydroxyglutarique, retard psychomoteur, taxie cérébelleuse, macrocéphalie variable, épilepsie.
- Acidurie 3-hydroxy-3-méthylglutarique, déficit en 3-hydroxy-méthylglutaryl-CoA-lyase, hypoglycémie hypocétosique, infections diverses
- Acidurie 3 hydroxy-isobutyrique, acidose cétosique, anomalies cérébrales, dysmorphologie faciale, micrognathie, microcéphalie, philtrum long
- Acidurie 3-méthylglutaconique
- Acidurie 4 hydroxy-butyrique
- Acidurie argininosuccinique, déficit en argino-succinate lyase, hyperammoniémie, vomissements, hypothermie, léthargie , dysfonctionnement hépatique
- Acidurie D-glycérique, déficit en D-glycérate kinase, encéphalopathie sévère, acidose métabolique, retard de développement, déficience intellectuelle, microcéphalie, crises convulsives
- Acidurie éthylmalonique
- Acidurie formiminoglutamique, déficit en formiminotransférase cyclodésaminase, excès d'acide hydantoïne-5-propionique
- Acidurie fumarique
- Acidurie glutarique type 1, macrocrânie, lésions striatales séquellaires, dystonie, hypotonie axiale plus ou moins marquée, syndrome pyramidal.
- Acidurie glutarique type 2, déficit en acyl-CoA déshydrogénase multiple (MADD), acidose métabolique, cardiomyopathie sévère, hépatopathie, hypoglycémie hypocétosique, insuffisance respiratoire
- Acidurie glutarique type 3, syndrome de Costeff, déficit en glutaryl-CoA oxydase péroxisomale,
- Acidurie malonique, déficit en malonyl-CoA décarboxylase (MCD), retard de développement, hypotonie, épilepsie, acidose métabolique, cardiomyopathie, diarrhée
- Acidurie méthylmalonique avec homocystinurie
- Acidurie méthylmalonique isolée, vitamine B12 résistante, mut-zéro
- Acidurie méthylmalonique isolée, vitamine B12 sensible
- Acidurie méthylmalonique microcéphalie cataracte
- Acidurie mévalonique
- Acidurie orotique héréditaire, déficit en uridine monophosphate synthase, oroticacidurie, anémie mégaloblastique, retard de développement
- Acidurie oxoglutarique, retard de développement néonatal, hypotonie, hépatomégalie, acidémie lactique, anomalies neurologiques, convulsions
- Acidurie pyroglutamique, déficit en glutathion synthétase, anémie hémolytique, acidose métabolique, atteinte neurologique, infections bactériennes
- Acitrétine, exposition anténatale à l'
- Ackerman syndrome, Syndrome de dermatite granulomateuse interstitielle-arthrite, arthrite inflammatoire, lésions cutanées érythémateuses
- Aconitase, déficit en
- Acranie, absence d'os de la voûte crânienne, de la dure-mère et des muscles associés.
- Acrocalleux, syndrome, type Schinzel, Syndrome d'Al Awadi-Raas-Rothschild, malformations squelettiques de os pelviens, fémur, péroné, cubitus
- Acrocéphalie sténose pulmonaire retard mental
- Acro-céphalo-syndactylie (terme générique)
- Acro-céphalo-synostoses
- Acro-cranio-faciale, dysostose
- Acro-dento-ostéo-dysplasie
- Acrodermatite entéropathique, déficit en zinc, dermatite acrale, alopécie, retard de croissance staturo-pondérale
- Acrodysostose
- Acrodysplasie scoliose
- Acrofaciale dysostose post axiale type Richieri Costa, dysostose acrofaciale type Genee-Wiedemann, hypoplasie mandibulaire, ectropion, hypoplasie ulnaire
- Acrofaciale dysostose type Preis
- Acrofaciale dysostose type Weyers, onychodystrophie, anomalies de la mâchoire inférieure, du vestibule de la bouche, polydactylie post-axiale
- Acrokératodermie ponctuée pigmentation en taches
- Acrokératoélastoïdose de Costa
- Acromégalie
- Acromégalie Cutis Verticis Gyrata
- Acromégaloïde, faciès
- Acromégaloïde hypertrichose, syndrome
- Acromélanose progressive
- Acro-ostéolyse neurogénique
- Acro-ostéolyse type dominant
- Acro-pectoro-rénale, anomalie
- Acro-pectoro-vertébrale, dysplasie
- Acropigmentation de Dohi
- Acrorénal, syndrome récessif
- Acro-réno-mandibulaire, syndrome
- Acro-réno-oculaire, syndrome
- Acro-scypho-dysplasie métaphysaire
- ACTH, résistance à l'
- Activité continue de la fibre musculaire
- Acyl-CoA déshydrogénase des acides gras à chaîne courte, déficit en
- Acyl-CoA déshydrogénase des acides gras à chaîne moyenne, déficit en
- Acyl-CoA déshydrogénase des acides gras à chaîne très longue, déficit en
- Acyl-CoA oxydase, déficit en
- Adactylie unilatérale
- Adamantinome
- Adams Nance, syndrome de
- Adams Oliver, syndrome d'
- Addison liée à l'X, maladie d'
- Adénolipomatose de Launois-Bensaude
- Adénomatose du foie
- Adénome surrénalien familial
- Adénosine désaminase, déficit en
- Adénosine monophosphate désaminase, déficit en
- Adénosine phosphoribosyltransférase, déficit en
- Adénylosuccinase, déficit en
- Adénylosuccinate lyase, déficit en
- Adipose douloureuse
- Adrénoleucodystrophie liée à l'X
- Adrénoleucodystrophie néonatale autosomique (ALD)
- Adrénomyéloneuropathie (AMN)
- Adrénomyodystrophie
- ADULT syndrome, syndrome de pigment anormal-ectrodactylie-hypodontie, syndrome de Propping-Zerres, hypoplasie mammaire, taches de rousseur en quantité excessive, hypotrichose, onychodysplasie
- Adynamie épisodique de Gamstorp, paralysie périodique hyperkaliémique (PPHK), faiblesse musculaire, taux de potassium sérique élevé
- Adysplasie urogénitale héréditaire
- AEC syndrome (Hay-Wells) : Ankyloblépharon-anomalies Ectodermiques-fente labiopalatine
- Afibrinogénémie familiale, déficit en fibrinogène-facteurs de coagulation, afibrinogénémie (absence totale), hypofibrinogénémie (taux faible), dysfibrinogénémie (mauvais fonctionnement), ecchymoses, hémorragies, rupture de la rate, hémarthroses
- Agammaglobulinémie liée à l'X, Agammaglobulinémie type Bruton, mutations du gène BTK (Xq21.33-q22), infections bactériennes récurrentes
- Agammaglobulinémie type alymphocytosique
- Agammaglobulinémie type autosomique récessif
- Agénésie bilatérale des canaux déférents (ABCD), développement incorrect du canal déférent, stérilité masculine
- Agénésie de la carotide interne, céphalées, convulsions, accidents ischémiques transitoires (AIT), anévrismes cérébraux
- Agénésie des cellules bêta pancréatiques avec diabète néonatal
- Agénésie des valves pulmonaires
- Agénésie diaphragmatique
- Agénésie du corps calleux - anomalie choriorétinienne
- Agénésie du corps calleux liée à l'X, avec mutations dans le gène Alpha 4
- Agénésie du pancréas
- Agénésie gonadique
- Agénésie isolée du corps calleux
- Agénésie pénienne
- Agénésie pulmonaire
- Agénésie rénale
- Agénésie rénale bilatérale dominante
- Agénésie rénale myéloméningocèle structures mullériennes absentes
- Agénésie sacrée, pied bot bilatéral, oligohydramnios, une artère ombilicale unique.
- Agénésie splénique (absence de rate), septicémie, méningite, otite, infection par la bactérie Streptococcus pneumoniae
- Agénésie tibiale polydactylie
- Agglutinines froides, maladie des
- Aglossie adactylie
- Agnathie holoprosencéphalie situs inversus
- Agonadie
- Agonadisme dextrocardie hernie diaphragmatique
- Agyrie pachygyrie polymicrogyrie
- Ahn - Lerman-Sagie, syndrome de, syndrome Zellweger-like sans anomalies peroxysomales, dysmorphie faciale, fentes palpébrales, hypotonie profonde, retard de développement
- Aicardi-Goutières, syndrome d'
- Aicardi, syndrome d'
- Akaba Hayasaka, syndrome de, poitrine sous-développée, front proéminent, corps calleux sous-développé, vertèbres aplaties, Ilium sous-développé, ossification épiphysaire retardée
- Akesson, syndrome de, syndrome de cutis verticis gyrata-aplasie de la thyroïde-déficience intellectuelle
- Akinésie fœtale séquence
- Akinésie fœtale, syndrome lié à l'X, arthrogrypose multiple congénitale, hypoplasie pulmonaire, dysmorphie faciale, immobilité fœtale
- Alagille, syndrome d'
- Alanine-glyoxylate aminotransférase, déficit en (hyperoxalurie type 1)
- Al Attia-Adams, syndrome de
- Al Awadi Farag Teebi, syndrome de, hypogonadisme, alopécie partielle, hypoplasie müllérienne (femmes), ovaires absents, microcéphalie, occiput plat, cyphose dorsale
- Albers-Schonberg, maladie d', Ostéopétrose autosomique dominante type 2, syndrome des « vertèbre sandwich » (scléroses denses aux plateaux vertébraux).
- Albinisme avec surdi-mutité
- Albinisme cutané phénotype hermine
- Albinisme-déficit immunitaire
- Albinisme oculaire
- Albinisme oculaire surdité sensorielle tardive
- Albinisme oculo-cutané
- Albrecht Schneider Belmont, syndrome de, atrophie olivopontocérébelleuse (AOPC), syndrome pyramidal akinésie hypertonique, troubles sphinctériens, troubles intellectuels
- Albright, Ostéodystrophie d' (type 3), Syndrome de brachydactylie-déficience intellectuelle, retard de développement, déficience intellectuelle, hypotonie (50 à 65 % des patients), convulsions (20 à 35 % des patients), brachymétaphalangisme (50 % des patients), petite taille (23 % des patients), dysmorphie faciale, cheveux clairsemés, visage rond, front proéminent, sourcils peu fournis et arqués, hypoplasie médiofaciale, columelle proéminente, palais ogival, obésité, mamelons très écartés ou surnuméraires, clinodactylie du cinquième doigt, syndactylie des doigts/orteils, micro ou macrocéphalie, malformations cardiaques, gastrointestinales (30 % des patients), génitales (11 % des patients).
- Alcalose hypokaliémique avec hypercalciurie
- Alcaptonurie
- Alcoolisme fœtal, syndrome d'
- Aldolase A musculaire, déficit en
- Aldostérone synthase, déficit en
- Aldostérone synthétase, déficit en
- Aleucocytose congénitale, Absence ou réduction de leucocytes, degré avancé de leucopénie
- Alexander, maladie d'
- Al Frayh Facharzt Haque, syndrome de, syndrome d'anophtalmie-insuffisance hypothalamo-hypophysaire, microdélétion ou monosomie du chromosome 14q22
- Al Gazali Al Talabani, syndrome, syndrome Al Gazali-Lytle, syndrome de malformations oculaires-arachnodactylie-cardiopathie
- Al Gazali Aziz Salem, syndrome de, Syndrome de petite taille-pterygium colli-cardiopathie congénitale, déficit intellectuel, dysmorphie faciale, cou palmé, anomalies cutanées
- Al Gazali Donnai Muller, syndrome de, syndrome de Hirschsprung, hypoplasie unguéale et dysmorphie mineure
- Al Gazali Hirschsprung, maladie de
- Al Gazali Khidr Prem Chandran, syndrome de, atrophie optique, petite taille, prognathisme , ganglions lymphatiques hypertrophiés
- Al Gazali Sabrinathan Nair, syndrome, hypertélorisme, ostéogenèse imparfaite, retard de développement, os wormiens, épilepsie
- Algie vasculaire de la face
- Allain Babin Demarquez, syndrome de, fusion huméroradiale, occiput plat, camptodactylie, protéinurie, pseudohermaphrodisme féminin, diaphyse.
- Allan-Herndon-Dudley, syndrome d', hypotonie, hypoplasie musculaire, paraparésie spastique, déficience intellectuelle sévère.
- Allanson Pantzar Mac Leod, syndrome d', Dysgénésie tubulaire rénale, traits du visage plats, dysurie, insuffisance respiratoire, hypotension artérielle , détérioration de la fonction rénale
- Allgrove, syndrome d',
- Aloi Tomasini Isaia, syndrome de, Nævus basocellulaires, agénésie dentaire, ostéoporose, ostéopénie, déformations squelettiques
- Alopécie anosmie surdité hypogonadisme
- Alopécie circonscrite polydactylie
- Alopécie congénitale, liée à l'X
- Alopécie contractures nanisme retard mental
- Alopécie déficit immunitaire
- Alopécie dégénérescence maculaire petite taille
- Alopécie épilepsie oligophrénie
- Alopécie épilepsie pyorrhée retard mental
- Alopécie focale congénitale mégalencéphalie
- Alopécie hyperkératose palmoplantaire
- Alopécie hypogonadisme syndrome extrapyramidal
- Alopécie ptosis retard mental
- Alopécie retard mental
- Alopécie retard mental hypogonadisme
- Alpha-1,4-glucosidase acide, déficit en
- Alpha 1-antitrypsine, déficit en
- Alpha-cétoglutarate déshydrogénase, déficit en
- Alpha-D-mannosidase lysosomale, déficit en
- Alpha-galactosidase A, déficit en
- Alpha-L-fucosidase, déficit en
- Alpha-L-iduronidase, déficit en
- Alpha-mannosidose
- Alpha méthyl acétoacétyl-CoA thiolase, déficit en
- Alpha-N-acétyl-galactosaminidase (NAGA), déficit en, Maladie de Schindler, surcharge lysosomale
- Alpha-sarcoglycanopathie, Dystrophie musculaire des ceintures autosomique récessive type 2C, faiblesse des ceintures scapulaire et pelvienne, hypertrophie des mollets, faiblesse diaphragmatique, anomalies cardiaques
- Alpha-thalassémie-morphogénèse anormale,
- Alport, avec inclusions leucocytaires et macrothrombocytopénie, syndrome d'
- Alport avec léiomyomatose, syndrome d'
- Alport, avec plaquettes géantes, syndrome d'
- Alport, syndrome d'
- Alström, syndrome d'
- Alvéolite allergique extrinsèque
- Alves Dos Santos Castello, syndrome, syndrome de dysplasie ectodermique-hypotrichose-onychodysplasie, hyperkératose, cyphoscoliose, catartacte
- Alzheimer, maladie d' (forme familiale)
- Amaurose congénitale de Leber
- Amaurose hypertrichose
- Ambras, syndrome d'
- Amégacaryocytose, Thrombocytopénie amégacaryocytaire congénitale, déficit de plaquettes et mégacaryocytes, insuffisance médullaire, pancytopénie
- Amélie dysmorphie faciale, Syndrome de dysmorphie faciale-petite taille-atrésie choanale-déficience intellectuelle lié à l'X limité à la femme, atrésie des choanes, scoliose, anomalies cardiaques, anomalies urogénitales, hypotonie, crises convulsives, anomalies cérébrales structurelles
- Amélie dysplasie ectodermique (terme général), hypohidrotique, anhidrotique, incontinentia pigmenti, microdontie
- Amélo-cérébro-hypohidrotique, syndrome
- Amélogénèse imparfaite dominante type hypoplasique
- Amélogénèse imparfaite liée à l'X
- Amélogénèse imparfaite néphrocalcinose (calcinose du rein)
- Amélo onycho hypohidrotique, syndrome
- Amibiase à amibes libres
- Amibiase à Entamoeba histolytica
- Aminoacidurie dibasique type 1, Intolérance aux protéines dibasiques avec lysinurie, retard de croissance staturo-pondérale, hépatosplénomégalie, atteintes hématologiques (syndrome d'activation macrophagique ou lymphohistiocytose hémophagocytaire)
- Aminoacidurie dibasique type 2, idem avec hyperferritinémie, protéinose alvéolaire, lupus érythémateux disséminé
- Aminoptérine, exposition anténatale à l'
- Amniotique, maladie, acrosyndactylies, pieds bots, fente labiopalatine, exencéphalie, anencéphalie
- Ampola, syndrome, retard mental, anomalies faciales, hypotonie, petite taille, convulsions, anomalies des doigts, anomalie des orteils
- Amylo-1,6-glucosidase, déficit en
- Amyloïdose
- Amylopectinose, Myopathie à polyglucosans, déficit en glycogénine
- Amylose
- Amylose cutanée papuleuse
- Amyoplasie congénitale, arthrogrypose, pieds équinovarus, rotation des épaules, abduction/adduction des hanches
- Amyoplasie oculomélique
- Amyotrophie bulbo-spinale, liée à l'X
- Amyotrophie névralgique de l'épaule
- Amyotrophie spinale proximale
- Amyotrophie tissu graisseux anomalie
- Anadysplasie metaphysaire, dysplasie metaphysaire, micromélie, ostéopénie
- Anasarque fœtale
- Anasarque fœtale anémie déficit immunitaire pouce hypoplasique
- Anasarque fœtale idiopathique
- Andermann, syndrome d'
- Andersen-Tawil, syndrome d'
- Anderson, maladie d'
- Anderson, syndrome d' (ou syndrome d'Anderson-Fabry)
- Anémie à hématies falciformes
- Anémie de Cooley
- Anémie de Fanconi
- Anémie due au déficit en adénosine triphosphatase
- Anémie dysérythropoïétique congénitale, (CDA 1-2-3-4-thrombocytopénie) troubles de l'érythropoïèse, anomalies érythrocytaires
- Anémie hémolytique acquise, auto-immune
- Anémie hémolytique létale anomalies génitales
- Anémie mégaloblastique congénitale, paresthésies, carence en vitamine B12 et folates B9, réticulocytopénie
- Anémie mégaloblastique thiamine-sensible
- Anémie pernicieuse progressive
- Anémie pouce triphalangique
- Anémie sidéroblastique
- Anémie sidéroblastique liée à l'X avec ataxie
- Anencéphalie
- Anencéphalie-spina bifida, liée à l'X
- Anesthésie cornéenne anomalies rétiniennes surdité
- Aneuploïdie en mosaïque microcéphalie, syndrome d'
- Anévrisme artério-veineux pulmonaire
- Anévrisme de l'aorte abdominale, forme familiale
- Anévrisme de la veine de Galien
- Anévrisme du sinus de Valsalva
- Anévrisme fœtal ventriculaire gauche
- Anévrismes congénitaux des gros vaisseaux
- Anévrismes crâniaux anomalies multiples
- Anévrysme miliaire de Leber, syndrome de Coats, télangiectasies rétiniennes, œdème maculaire cystoïde, des exsudats péri-fovéolaires
- Angéite allergique granulomateuse
- Angelman, syndrome d'
- Angioœdème
- Angiokératome - retard mental - faciès grossier
- Angiokératose de Fabry
- Angiomatose caverneuse du cerveau
- Angiomatose cutanée et digestive
- Angiomatose cutanéo-méningo-spinale
- Angiomatose kystique des os, diffuse
- Angiomatose kystique, syndrome de Berardinelli-Seip
- Angiomatose méningée fente cardiopathie
- Angiomatose neurocutanée héréditaire
- Angiome en touffes
- Angiostrongylose
- Anguillulose
- Aniridie - agénésie rénale - retard psychomoteur
- Aniridie, ataxie cérébelleuse, avec retard mental
- Aniridie - cristallin luxation - retard mental
- Aniridie - ptosis - retard mental - obésité
- Aniridie retard mental, syndrome de
- Aniridie rotule absence
- Aniridie sporadique
- Aniridie-tumeur de Wilms
- Aniridie type 2
- Anisakiase
- Ankyloblépharon anomalies ectodermiques fente labiopalatine
- Ankyloblépharon fente palatine
- Ankyloblépharon filiforme imperforation anale
- Ankyloglossie
- Ankyloglossie, hétérochromie irienne et pouces en flexion
- Ankyloglossie - micrognathie - oreilles anomalies
- Ankylose dentaire
- Ankylose des pouces - brachydactylie - retard mental
- Ankylose glossopalatine - cataracte - polydactylie
- Ankylostomiase
- Anomalie acrorénale dysplasie ectodermique diabète
- Anomalie congénitale des artères coronaires
- Anomalie d'Axenfeld-Rieger avec hydrocéphalie et squelette anormal, dysgénésie de l'oeil, malformations congénitales multiples
- Anomalie de la migration neuronale
- Anomalie réductionnelle des membres (terme générique)
- Anomalie réductionnelle transverse des membres
- Anomalies craniofaciales multiples cardiopathie retard de croissance
- Anomalies digitales avec fentes palpébrales courtes, atrésie œsophagienne ou duodénale
- Anomalies du canal de Muller galactosémie
- Anomalies du développement de la ligne médiane
- Anomalies endocriniennes multiples - dysfonctionnement de l'adénylate cyclase
- Anomalies rénales génitales oreille moyenne
- Anonychie ectrodactylie, absence d'ongles.
- Anonychie microcéphalie
- Anonychie onychodystrophie brachydactylie type b ectrodactylie
- Anonychie phalanges distales hypoplasiques
- Anophtalmie clinique
- Anophtalmie fente palatine micrognathie
- Anophtalmie hypoplasie pulmonaire
- Anophtalmie - insuffisance hypothalamo-hypophysaire
- Anophtalmie mégalocornée cardiopathie squelette anomalies
- Anophtalmie petite taille obésité
- Anophtalmie plus, syndrome de, microphtalmie de Fryns, hypertélorisme, clinodactylie, une atrésie/sténose choanale, dysgénésie du sacrum, syringomyélie, hypoplasie du corps calleux, ventriculomégalie cérébrale
- Anorchidie
- Anorexie mentale, formes génétiques
- Anotie, malformation de l'oreille externe, voire microtie (absence complète) absence du conduit auditif, surdité,troubles de l'attention
- Ansell Bywaters Elderking, syndrome d', raideur articulaire, anomalies squelettiques, retards de croissance, capacités cognitives et motrices réduites
- Anticorps anti-membrane basale glomérulaire (MBG), maladie des
- Antidépresseurs tricycliques, intoxication aiguë par les
- Antigène-peptide-transporteur, déficit en, vascularite, bronchopneumopathie, inflammation des voies respiratoires, lésions cutanées granulomateuses
- Antinolo Nieto Borrego, syndrome de, syndrome de paraplégie spastique-neuropathie-poïkilodermie, neuropathie démyélinisante, amyotrophie distale
- Antiphospholipides, syndrome des
- Antiplasmine alpha2, déficit congénital en, défaut de fibrinolyse, hémorragie, ecchymoses
- Antisynthétases, syndrome des, Syndrome anti-Jo1, myosite, arthrite, pneumopathie interstitielle, arthralgie, éruption héliotrope, dysmotilité distale de l'œsophage, hyperkératose fissuraire des doigts
- Antithrombine, déficit congénital en
- Antley-Bixler, syndrome d', craniosynostose, hypoplasie du visage, synostose radiohumérale, incurvation fémorale, contractures articulaires, malformations rénales, atrésie vaginale
- Anyane Yeboa, syndrome de, syndrome d'aneuploïdie en mosaïque, microcéphalie, retard de développement, anomalies structurelles du Système Nerveux Central, malformation de Dandy-Walker, rhabdomyosarcomes, leucémies lymphoblastiques
- Aorte face anomalies retard mental
- Aortique annulo-ectasiante, maladie
- APECED syndrome
- Apert like polydactylie syndrome
- Apert, syndrome d'
- Aphalangie hémivertébrés
- Aphalangie syndactylie microcéphalie
- Aplasie cutanée circonscrite du vertex
- Aplasie cutanée congénitale autosomique récessive
- Aplasie cutanée congénitale dermoïdes épibulbaires
- Aplasie cutanée congénitale des membres forme récessive
- Aplasie cutanée congénitale lymphangiectasie intestinale
- Aplasie cutanée fente palatine épidermolyse
- Aplasie cutanée myopie
- Aplasie du péroné ectrodactylie
- Aplasie médullaire
- Aplasie médullaire anomalies neurologiques
- Aplasie moniliforme
- Aplasie pulmonaire anomalie cardiaque pouce triphalange
- Aplasie radiale aplasie tibiale
- Aplasie radiale pied fendu
- Apolipoprotéine A-I, déficit en
- Apolipoprotéine B-100, déficience familiale en
- Apolipoprotéine C-II, déficit en
- Appendice caudal surdité
- Apple Peel, syndrome, atrésie de l'intestin grêle, dû à une occlusion de l'artère mésentérique supérieure, nécrose intestinale
- Apraxie oculaire type Cogan
- Apraxie oculomotrice
- Aprosencéphalie dysgénésie cérébelleuse, syndrome XK, absence de télencéphale et de diencéphale, hypotélorisme ou cyclopie, organes génitaux ambigus, imperforation anale, anomalies vertébrales
- Arachnodactylie hyperlaxité spondylolisthésis
- Arachnodactylie, ossification anormale, retard mental
- Arachnodactylie, retard mental, dysmorphie
- Arbovirose
- Arc branchial, syndrome lié à l'X
- Arcs aortiques anormaux, dysmorphie craniofaciale, microcéphalie, déficit intellectuel
- ARC, syndrome, syndrome d'arthrogrypose-insuffisance rénale-cholestase, deficit en gamma-glutamyl transférase
- AREDYLD, syndrome d', syndrome d'anomalie acrorénale-dysplasie ectodermique-diabète, malformations squelettiques, hépatosplénomégalie, aplasie mammaire, anomalies génito-urinaires, anomalies rénales
- Arginine-glycine amidinotransférase, déficit en, déficit en AGAT, retard de développement, déficience intellectuelle, myopathie
- Argininémie
- Argininosuccinate synthétase, déficit en
- Arginosuccinase Lyase, déficit en (ASLD), trichothiodystrophie, complications neurocognitives, hépatiques et hypertensives
- Arhinie
- Arhinie atrésie des choanes microphtalmie
- Arnold-Chiari, malformation d'
- Arnold Stickler Bourne, syndrome d', agénésie musculaire, myopathie, anomalies urétérales, anomalie pharyngée, nystagmus
- Aromatase, déficit en
- ARSACS syndrome, SPAX6, Ataxie spastique autosomique récessive de Charlevoix-Saguenay
- Artère pulmonaire, absence d'une
- Artère pulmonaire aorte hypoplasie uropathie obstructive
- Artère pulmonaire naissant de l'aorte
- Artérite à cellules géantes
- Artérite temporale
- Artérite temporale juvénile
- Arthrite chronique juvénile
- Arthrite juvénile idiopathique
- Arthrite petite taille surdité
- Arthrite psoriatique
- Arthrite réactionnelle
- Arthrite rhumatoïde juvénile
- Arthrogrypose amyotrophie spinale
- Arthrogrypose anomalies rénales cholestase
- Arthrogrypose congénitale multiple type neurogénique
- Arthrogrypose de la main surdité
- Arthrogrypose distale liée à l'X
- Arthrogrypose distale type 1, contractures des mains et des pieds, dysmorphie faciale légère, petite bouche, limitation de l'ouverture buccale
- Arthrogrypose distale type 2, Syndrome de Freeman-Sheldon like, contractures congénitales des articulations et des membres, visage triangulaire, fentes palpébrales inclinées vers le bas, petite bouche, palais ogival.
- Arthrogrypose distale type Moore Weaver, poings serrés, flexion permanente des orteils et des doigts, anomalies crâniennes et faciales
- Arthrogrypose dysfonction rénale cholestase
- Arthrogrypose dysplasie ectodermique autres anomalies
- Arthrogrypose épilepsie migration neuronale anormale
- Arthrogrypose létale avec maladie de la corne antérieure
- Arthrogrypose like, syndrome
- Arthrogrypose multiple congénitale hypoplasie pulmonaire
- Arthrogrypose multiple face de siffleur, Syndrome d'Illum, microstomie, bouche en aspect de sifflment, difficultés d'alimentation, de déglutition et d'élocution, retard de développement sévère, dysfonctionnement du système nerveux central, salivation excessive, épilepsie myocloniques, bradycardie
- Arthrogrypose multiple létale calcifications cérébrales
- Arthrogrypose multiplex congénital lissencéphalie
- Arthrogrypose myopathies convulsions
- Arthrogrypose néonatale transitoire
- Arthrogrypose ophtalmoplégie rétinopathie
- Arthrogrypose par dystrophie musculaire
- Arthrogrypose retard de croissance thorax anomalie
- Arthrogrypose spondylo hypoplasie pterygion poplité
- Arthrogrypose type Hermann Opitz
- Arthro-ophtalmoplégie héréditaire progressive
- Arthropathie camptodactylie
- Arthropathie pseudorhumatoïde progressive infantile
- Arylsulfatase A, déficit en, mucosulfatidose retard de développement, détérioration neurologique, hydrocéphalie, hypotonie, rétinopathie, anomalies squelettiques, hépatomégalie, ichtyose
- Arylsulfatase B, déficit en
- Asbestose
- Ascite gélatineuse ou Pseudomyxome péritonéal
- Ascites chyleuses
- Aspartoacylase, déficit en
- Aspartylglucosaminidase, déficit en, dysmorphie faciale, déficience intellectuelle, détérioration psychomotrice
- Aspartylglucosaminurie, dysmorphie faciale, déficience intellectuelle, détérioration psychomotrice
- ASPED, syndrome (dysplasie phalango-épiphysaire en forme d'ange)
- Aspergillose
- Aspergillose broncho-pulmonaire allergique
- Asplénie syndrome
- Astrocytome
- Asymétrie du cri
- Asymétrie faciale épilepsie temporale
- Ataxie acidose lactique 1
- Ataxie spinocérebelleuse amyotrophie surdité
- Ataxie apraxie oculomotrice = Ataxie du regard
- Ataxie atrophie optique surdité
- Ataxie avec déficit isolé en vitamine E
- Ataxie cérébelleuse aréflexie pied creux atrophie optique et surdité neurosensorielle
- Ataxie cérébelleuse autosomique dominante
- Ataxie cérébelleuse autosomique récessive
- Ataxie cérébelleuse autosomique récessive type III
- Ataxie cérébelleuse avec hypogonadisme
- Ataxie cérébelleuse dysplasie ectodermique
- Ataxie cérébelleuse, liée à l'X
- Ataxie cérébelleuse précoce avec conservation des réflexes tendineux
- Ataxie de Friedreich
- Ataxie dégénérescence tapéto-rétinienne
- Ataxie de Harding, ataxie cérébelleuse, réflexes tendineux vifs, perte de la sensibilité profonde
- Ataxie déviation supérieure des yeux
- Ataxie diabète goître insuffisance gonadique
- Ataxie épisodique avec myokymie
- Ataxie épisodique type 1
- Ataxie épisodique type 2
- Ataxie, Friedreich-like, par déficit en vitamine E
- Ataxie hypogonadisme dystrophie choroïdienne
- Ataxie infantile avec hypomyélination diffuse du système nerveux central
- Ataxie myoclonies dégénérescence maculaire
- Ataxie myosis congénital
- Ataxie opsoclonie myoclonie
- Ataxie pancytopénie
- Ataxie paroxystique familiale
- Ataxie photosensibilité petite taille
- Ataxie spastique de type Charlevoix-Saguenay
- Ataxie spinocérébelleuse dysmorphie
- Ataxie spinocérébelleuse infantile
- Ataxie surdité atrophie optique létalité
- Ataxie surdité retard mental
- Ataxie surdité type Reardon-Baraitser, retard de développement, déficience intellectuelle, neuropathie, fonte musculaire, contractures du talon
- Ataxie télangiectasie
- Atélencéphalie
- Atélostéogénèse de type 1
- Atélostéogénèse de type 2
- Atélostéogénèse de type 3
- Athérosclérose diabète épilepsie surdité
- Athérosclérose épilepsie surdité
- Atkin Flaitz Patil Smith, syndrome d', déficience intellectuelle, macrocéphalie, petite taille, dysmorphie faciale, convulsions, macro-orchidie post-pubertaire, obésité
- ATP synthétase, déficit en, déficit isolé en complexe V de la chaîne respiratoire mitochondriale, hypotonie musculaire, cardiomyopathie hypertrophique, retard psychomoteur, encéphalopathie, neuropathie
- Atransferrinemie
- Atrésie
- Atrésie colique
- Atrésie de l'œsophage
- Atrésie de l'urètre
- Atrésie des choanes surdité cardiopathie
- Atrésie des voies biliaires
- Atrésie du grêle
- Atrésie du larynx
- Atrésie duodénale
- Atrésie duodénale tétralogie de Fallot
- Atrésie jéjunale
- Atrésie mitrale
- Atrésie œsophagienne, malformations associées
- Atrésie pulmonaire avec communication interventriculaire
- Atrésie pulmonaire septum ventriculaire intact
- Atrésie tricuspide
- Atrichie retard mental et staturoponderal
- Atrophie corticale postérieure
- Atrophie dentato-rubro-pallido-luysienne (ADRPL), ataxie, épilepsie, déficit cognitif, important phénomène d'anticipation.
- Atrophie du péroné parkinsonisme ptosis strabisme
- Atrophie gyrée choriorétinienne
- Atrophie hémifaciale agénésie du noyau caudé
- Atrophie hémifaciale progressive
- Atrophie lobaire cérébrale
- Atrophie microvilleuse congénitale (MVID), diarrhée chronique congénitale, anomalies des microvillosités entérocytaires, signes histologiques de l'épithélium intestinal
- Atrophie multisystématisée (AMS-MSA), défaillance cardiovasculaire, défaillance urinaire, parkinson, signes cérébelleux, atteinte du faisceau cortico-spinal, spasticité
- Atrophie musculaire spinale et bulbaire
- Atrophie optique
- Atrophie optique de Leber
- Atrophie optique ophthalmoplegie ptosis surdité myopathie
- Atrophie optique surdité neuropathie
- Atrophie spinale bénigne dominante
- Atrophie spinale ophthalmoplégie syndrome pyramidal
- Audry, syndrome d', Cutis verticis gyrata, Pachydermie plicaturée primaire non essentielle du cuir chevelu
- Aughton Hufnagle, syndrome, syndrome d'ankyloblépharon filiforme-imperforation anale, bords des paupières supérieures et inférieures liés, atrésie anale, fente palatine, hydrocéphalie, méningomyélocèle
- Aughton Sloan Milal, syndrome de, Tumeur nasopharyngée, hernie diaphragmatique, anomalie de Dandy–Walker
- Aughton, syndrome, petits yeux, fente palatine, retard mental, dextrocardie (cœur situé du côté droit)
- Auriculo-ostéodysplasie, luxations articulaires multiples, multiples dysplasies osseuses, oreilles d'une forme caractéristique (allongement du lobe, accompagné d'un petit lobule en position légèrement postérieure) petite taille.
- Auro céphalo syndactylie
- Aur, syndrome de
- Ausems Wittebol-Post Hennekam, syndrome, syndrome de fente labiale-dystrophie cone-rod, fente labiale, rétinopathie
- Auto-anticorps anti-FVIII c, syndrome des, alloanticorps inhibiteurs anti-FVIII, hémophilie acquise, coagulopathie
- Auto-immune avec anticorps anti-facteur VIII, maladie
- Axenfeld-Rieger, syndrome d', dysgénésie de l'œil, malformations congénitales multiples
- Ayazi, syndrome de, syndrome de délétion du chromosome 21 Xq21, déficience intellectuelle, surdité à la naissance, obésité, choroïdérémie, vision altérée, dégénérescence de la choroïde
- Azoospermie infections pulmonaires sinusite, syndrome de Young, infections sino-pulmonaires, bronchectasies, obstruction du transport des spermatozoïdes

## B
- Babésiose ou Babésiellose
- Bader, syndrome de, Syndrome de dysphagie odontome, dysplasie et aplasie dentaire, anomalies crâniofaciales, dysphagie, sténoses œsophagiennes
- Baelz, syndrome de
- Bagatelle Cassidy, syndrome, macrocéphalie, hypertélorisme, membres courts, perte auditive et retard de développement
- Bahemuka Brown, syndrome de, paraplégie spastique, éruption faciale desquamante, dysarthrie
- Baker Vinters, syndrome de, anomalies craniofaciales, front proéminent, hypertélorisme, retards de développement, déficiences intellectuelles, perte auditive, anomalies dentaires, atteintes articulaires
- Balantidiase
- Balantidiose
- Ballard, syndrome de, Brachydactylie de Pitt-Williams, métacarpes courts, phalanges distales de la main latérales et ulnaires hypoplasiques
- Baller Gerold, syndrome de
- Ballinger-Wallace, syndrome
- Bamforth-Lazarus, syndrome de, syndrome d'hypothyroïdie par athyréose-cheveux hérissés-fente palatine
- Bangstad, syndrome de, Syndrome d'ataxie-diabète-goitre-insuffisance gonadique, ataxie progressive, goitre, hypogonadisme primaire, diabète sucré insulinorésistant.
- Banki, syndrome de, synostose luno-triquetrale, clinodactylie, clinométacarpie, brachymétacarpie, leptométacarpie (diaphyses fines).
- Bannayan-Riley-Ruvalcaba, syndrome de
- Baraitser Brett Piesowicz, syndrome de, microcéphalie, calcifications intracrâniennes, retard neurologique, convulsions, hépatosplénomégalie, hypoplasie, atrophie cérébelleuse, cataracte congénitale
- Baraitser Burn Fixen, syndrome de, syndrome de Mohr-Majewski, hamartome lingual, polysyndactylie postaxiale des mains et des pieds, raccourcissement mésomélique des jambes avec des pieds en varus équin supiné
- Baraitser Rodeck Garner, syndrome de, déficience intellectuelle, dysmorphie du visage,hypertélorisme, anomalies squelettiques, hypermobilité articulaire, scoliose, symptômes neurologiques, convulsions, hypotonie, retard de croissance, petite taille
- Baraitser-Winter, syndrome de, dysmorphie faciale, hypertélorisme, ptosis, colobome oculaire, pachygyrie et/ou hétérotopie, raideur des articulations, déficience intellectuelle, épilepsie sévère.
- Barber-Say, syndrome de
- Bardet-Biedl, syndrome de
- Barnicoat Baraitser, syndrome de, doigts supplémentaires, polydactylie, croissance excessive, augmentation du poids, augmentation de la taille à la naissance
- Barrow Fitzsimmons, syndrome de, Syndrome cardiofacial des membres courts, Membres courts, dysmorphie faciale, cardiopathie congénitale.
- Barth, syndrome de,
- Bart Pumphrey, syndrome de, kératodermie palmoplantaire avec coussinets articulaires, leuconychie et surdité, hyperkératose aux articulations métacarpo-phalangienne
- Bartsocas Papas, syndrome, Syndrome des ptérygiums poplités autosomique récessif, microcéphalie, palmature du poplité, oligosyndactylie, anomalies génitales, fentes palpébrales courtes, ankyloblépharon, nez hypoplasique
- Bartter, syndrome de
- Basan-Baird, syndrome de, syndrome d'absence de dermatoglyphes-miliaire congénital, grains de milium (papules blanches sur le visage)
- Basaran Yilmaz, syndrome de, trichorrhexis noueuse, trichoptilose, kératose, leuconychie, kératodermie palmoplantaire, lésions hyperkératosiques (genoux, coudes, région périanale)
- Basel-Vanagaite-Marcus-Klinger, syndrome de
- Basel-Vanagaite-Smirin-Yosef, Syndrome de, retard de développement global, microcéphalie, anomalies cardiaques, urogénitales et squelettiques, dysmophie craniofaciale, fentes palpébrales, hypertélorisme
- Bassen-Kornzweig, maladie de
- Bassoe syndrome, syndrome de dystrophie musculaire congénitale-cataracte infantile-hypogonadisme, agénésie ovarienne.
- Battaglia-Neri, syndrome de, Syndrome d'épilepsie-microcéphalie-dysplasie squelettique, dysmorphie faciale, hirsutisme
- Baughman, syndrome de, syndrome CHAND, Dysplasie ectodermique , ankyloblépharon, dysplasie unguéale, hypertélorisme, synéchies alvéolaires, vagin imperforé.
- Bazex-Dupré-Christol, syndrome de, Atrophodermie folliculaire et carcinomes basocellulaires, BDCS, génodermatose, carcinomes basocellulaires.
- Bazopoulou Kyrkanidou, syndrome de, petite taille, déficience intellectuelle, dysmorphie faciale (front proéminent, hypertélorisme ) pied bot, luxation de la hanche
- Bbb syndrome lié à l'X
- Bd syndrome
- Beals, Syndrome de, Beals-Hecht, CCA
- Bean, syndrome de, Angiomatose cutanée et digestive, lésions cutanées et viscérales, hémorragies, anémie
- Beare Stevenson, syndrome, Syndrome de cutis gyrata-acanthosis nigricans-craniosynostose, appendices cutanés, sténose ou atrésie des choanes, anomalies génito-urinaires (antéposition anale, lèvres hypoplasiques, hypospadias)
- Bébé-charbon, syndrome, intoxication au monoxyde de carbone CO
- Bébé collodion, syndrome de
- Bébé gris, syndrome du, collapsus circulatoire, taux élevés de chloramphénicol, flaccidité, cyanose, séquelles neurologiques
- Beckwith-Wiedemann, syndrome de
- Beemer Ertbruggen, syndrome de, Syndrome létal d'hydrocéphalie-malformation cardiaque-hyperdensité osseuse, dysmorphie faciale, fentes palpébrales, micrognathie, lèvre supérieure longue
- Beemer Langer, syndrome de, Syndrome des côtes courtes-polydactylie, thorax hypoplasique, cubitus et ulna arqués,
- Behçet, maladie de
- Behrens Baumann Dust, syndrome de, Dysplasie oculo-cérébrale, Microphtalmie, anomalie de Dandy-Walker, anomalies oculaires (atrophie du disque optique, ankyloblépharon)
- Behr, syndrome de, atrophie optique, dégénérescence spinocérébelleuse, ataxie, signes pyramidaux, neuropathie, retard de développement
- Bellini-Chiumello-Rinoldi, syndrome de, retard de développement, déficiences intellectuelles, dysmorphie faciale, faiblesse musculaire, troubles de la coordination, convulsions
- Benallegue Lacete, syndrome de, syndrome de crâne en trèfle-dysplasie asphyxiante du thorax, déformation des os longs, larges métaphyses, absence d'ossification des phalanges terminales
- Ben Ari Shuper Mimouni, syndrome de, petite taille, retard de développement, trigonocéphalie (fusion prématurée des os du crâne donnant au front une forme triangulaire)
- Bencze, syndrome de, Syndrome d'hyperplasie hémifaciale-strabisme, ésotropie, amblyopie, strabisme convergent, fente palatine
- Bennion Patterson, syndrome de, syndrome de kératodermie palmoplantaire-carcinome de l'œsophage
- Benson, syndrome de, atrophie corticale postérieure
- Bentham Driessen Hanveld, syndrome de, cryptorchidie, Arachnodactylie, retard mental, scoliose, faible tonus musculaire
- Berardinelli-Seip, syndrome de, lipodystrophie congénitale
- Berdon, syndrome de, Syndrome d'hypopéristaltisme intestinal-mégavessie-microcôlon-hydronéphrose MMIHS,
- Berger, maladie de
- Berk Tabatznik, syndrome de, petite taille , atrophie optique congénitale, Brachydactylie, Clinodactylie
- Bernard-Soulier, maladie de
- Bérylliose chronique
- Besnier-Boeck-Schaumann, maladie de
- Bessel-Hagen, maladie de, Ostéochondromes multiples
- Best, maladie de
- Bêta-cétotrioses, déficit en
- Bêta-galactosidase, déficit en, syndrome de Morquio type B, ostéodysplasie spondylaire-épiphysaire-métaphysaire,  gangliosidose,
- Bêta-glucuronidase, déficit en
- Bêta-mannosidase lysosomale, déficit en, retard de développement, surdité
- Bêta-mannosidose
- Bêta-sarcoglycanopathie, dystrophies musculaires des ceintures pelvienne et scapulaire, cardiopathies, pneumopathies
- Beveridge, syndrome de
- Bicuspidie valvulaire aortique
- BIDS syndrome, syndrome amish-cheveux cassants , trichothiodystrophie
- Biemond syndrome, syndrome d'hypogonadisme-petite taille-colobome-polydactylie préaxiale
- Biermer, maladie de
- Bietti, maladie de
- Bilharziose
- Bilirubine uridinediphosphate glucuronosyltransférase, déficit en
- Billard Toutain Maheut, syndrome de, dysphasie associée à FOXP2
- Billet Bear, syndrome de, absence complète ou partielle des reins, duplication partielle de la partie inférieure de la jambe.
- Bindewald Ulmer Muller, syndrome de
- Binswanger, maladie de
- Birt-Hogg-Dubé, syndrome de
- Bixler Christian Gorlin, syndrome de, Syndrome d'hypertélorisme-microtie-fente faciale
- Björnstadt, syndrome de, surdité neuro-sensorielle, pili torti
- BK-mole, syndrome de, syndrome familial atypique de mélanome multiple (FAMMM), nævus, mélanomes multiples
- Blackfan-Diamond, anémie de
- Blaichman, syndrome de, Fistule trachéo-oesophagienne-symphalangie
- Blastogénèse, anomalies de
- Blau, syndrome de, éruptions cutanées, arthrite, uvéite
- Blépharochalasis lèvre double
- Blépharo cheilo odontique syndrome, Syndrome d'Elschnig, syndrome BCD, ectropion, distichiasis, euryblépharon, fente labiale et palatine bilatérale, dents de forme conique
- Blépharo facio squelettique syndrome
- Blépharo naso facial syndrome
- Blépharo naso facial syndrome type Van Maldergem, Syndrome cérébrofacioarticulaire, dysmorphie faciale (blépharophimosis, hypoplasie maxillaire, télécanthus, microtie, atrésie du méat auditif externe), anomalies articulaires et squelettiques (camptodactylie, syndactylie cutanée, pieds varus équins, contractures des articulations interphalangées, subluxation du coude ou de la hanche, laxité articulaire).
- Blépharophimosis nez fendu retard de croissance
- Blépharophimosis-ptosis-épicanthus
- Blépharophimosis ptosis ésotropie syndactylie petite taille, Syndrome de Frydman-Cohen-Karmon, faiblesse des muscles, prognathisme, hypertrophie et fusion des sourcils
- Blépharophimosis ptosis syndactylie retard mental
- Blépharophimosis retard mental obésité
- Blépharophimosis syndrome  type Ohdo, Syndrome d'hypothyroïdie-dysmorphie-polydactylie post-axiale-déficience intellectuelle, Syndrome de Say-Barber-Biesecker-Young-Simpson SBBYS, microcéphalie, hypothyroïdie, polydactylie, hypoplasie/agénésie de la rotule
- Blépharophimosis synostose radio cubitale
- Blépharophimosis telecanthus microstomie
- Blépharoptosis anomalie aortique
- Blépharoptosis fente palatine ectrodactylie anomalies dentaires
- Blépharoptosis myopie ectopie du cristallin
- Blethen Wenick Hawkins, syndrome de, Syndrome d'hypopituitarisme-petite taille-anomalies squelettiques
- Bloc cardiaque progressif familial
- Bloc sino-auriculaire familial
- Blomstrand, syndrome de, Chondrodysplasie, Ostéochondrodysplasie BOCD, nanisme,
- Bloom, syndrome de
- Blount, maladie de, Ostéochondrose déformante du tibia
- Bochdalek, hernie diaphragmatique de, hernie à la région postéro-latérale, dyspnée, douleurs abdominales, malformations du système nerveux central (SNC), malformation cardiaque, insuffisance de développement pulmonaire
- BOD syndrome, Syndrome de Senior, Syndrome de brachymorphie-onychodysplasie-dysphalangie, dysmorphie faciale
- Boeck, maladie de
- Bonneau-Beaumont, syndrome de, hyperferritinémie, cataractes bilatérales
- Bonneman Meinecke Reich, syndrome de, Syndrome d'encéphalopathie-calcification intracérébrale-dégénérescence rétinienne, dysmorphie, craniosynostose, nanisme, déficit intellectuel, spasticité, ataxie
- Bonnet-Dechaume-Blanc, syndrome de, Syndrome de Wyburn-Mason, Syndrome métamérique artérioveineux cérébro-facial, malformations vasculaires cérébro-faciales
- Böök, syndrome de, Dysplasie ectodermique, hyperhidrose, grisonnement prématuré des cheveux, ongles hypoplasiques, dermatoglyphes peu formés
- Boomerang dysplasie de, dysplasie squelettique, nanisme micromélique, luxations articulaires, pieds bots, dysmorphie faciale,  os longs avec déformation en forme de boomerang
- Booth Haworth Dilling, syndrome de, Syndrome d'encéphalomyopathie mitochondriale-aminoacidopathie, hypotonie, retard de croissance, déclin neurologique, polyneuropathie, cardiomyopathie, dysfonctionnement des tubules rénaux
- Borjeson-Forssman-Lehmann, syndrome de
- Bork Stender Schmidt, syndrome de, Syndrome tricho-rétino-dento-digital, cheveux incoiffables, dystrophie pigmentaire rétinienne, anomalies dentaires et brachydactylie, oligodontie, hyperdontie, brachymétacarpie
- Borréliose
- Borrone Di Rocco Crovato syndrome, Peau épaisse, Acné conglobata, Ostéolyse, Gencives hypertrophiées, Camptodactylie, Prolapsus de la valve mitrale, Insuffisance cardiaque, Anomalies vertébrales, Cyphoscoliose, Petite taille
- BOR syndrome
- Boscherini Galasso Manca Bitti syndrome,  Douleur thoracique, essoufflement, péricarde gauche absent, anomalies faciales, retard mental, déficit en hormone de croissance
- Bosma Henkin Christiansen, syndrome de, hypoplasie nasale et oculaire-hypogonadisme hypogonadotrope, hyposmie, hypogeusie
- Bothriocéphalose
- Botulisme
- Boucher Neuhauser, syndrome de, Syndrome d'ataxie-hypogonadisme-dystrophie choroïdienne,
- Boudhina Yedes Khiari, syndrome de, Petite taille, microcéphalie, Petite tête, déficience mentale, convulsions, surdité, lésions cutanées
- Bourneville, syndrome de
- Bouwes Bavinck Weaver Ellis, syndrome de, microcéphalie, anomalies oculaires, petites oreilles, déficience mentale légère, petite taille
- Bowen Conradi, syndrome de, retard de croissance prénatale et postnatale, macrocéphalie, dysmorphie faciale, retard psychomoteur, contractures de la hanche et des genoux, pieds en piolet
- Bowen, syndrome de
- Bowen, syndrome de type huttérite
- Boyadjiev - Jabs, syndrome de, dysplasie cranio-lenticulo-suturale, fontanelles larges et à fermeture tardive, hypertélorisme, cataracte, dysplasie squelettique
- Boylan Dew, syndrome de, myélinisation insuffisante des nerfs périphériques, réflexes réduits, mobilité articulaire altérée, tonus musculaire réduit, détresse respiratoire, contractures à la naissance
- Brachmann-de Lange, syndrome de
- Brachycéphalie
- Brachycéphalie surdité cataracte retard mental
- Brachy céphalo fronto nasale dysplasie
- Brachydactylie absence de phalanges distales
- Brachydactylie anonychie
- Brachydactylie clinodactylie
- Brachydactylie coudes poignets dysplasie
- Brachydactylie hypertension artérielle
- Brachydactylie mésomalie retard mental malformations cardiaques
- Brachydactylie petite taille face anomalies
- Brachydactylie préaxiale hallux varus
- Brachydactylie scoliose fusion des carpes
- Brachydactylie surdité anomalies squelettiques
- Brachydactylie symphalangisme
- Brachydactylie (terme générique)
- Brachydactylie tibia hypoplasie
- Brachydactylie type A1, Brachydactylie type Farabee, raccourcissement des phalanges moyennes, fusion ponctuelle des phalanges terminales
- Brachydactylie type A1 nanisme retard mental
- Brachydactylie type A2, Brachydactylie de Mohr-Wriedt, hypoplasie/aplasie des phalanges moyennes de l'index
- Brachydactylie type A3, doigts et orteils courts
- Brachydactylie type A4, Brachydactylie type Temtamy, Brachymésophalangie II et V, phalanges moyennes courtes (deuxième et cinquième doigts), absence de phalanges moyennes (deuxième au cinquième orteil), syndactylie, polydactylie, asymétrie des os, symphalangisme
- Brachydactylie type A5, voir Brachydactylie type B
- Brachydactylie type A6, Syndrome d'Osebold-Remondini, brachymésophanlangie avec des membres courts mésoméliques, anomalies des os carpiens et du tarse
- Brachydactylie type A7
- Brachydactylie type B, hypoplasie/aplasie des doigts 2 à 5, absence d'ongles, syndactylie des tissus mous, symphalangie, fusions carpiennes/tarsiennes, raccourcissement métacarpiens et/ou métatarsiens
- Brachydactylie type C, hypoplasie des phalanges moyennes (2e, 3e et 5e doigts),  hyperphalangie (2e et 3e doigts)
- Brachydactylie type D, doigts et orteils courts
- Brachydactylie type E, accourcissement variable des métacarpes
- Brachydactylie type A2, Mohr Wriedt, raccourcissement, hypoplasie ou aplasie des phalanges de l'index ou du petit doigt.
- Brachydactylie types B et E combinés
- Brachydactylie type Smorgasbord, type A7, Dysostose, symphalangisme, pouces luxables, déviation latérale du deuxième orteil avec élévation du premier orteil
- Brachydactylie type Temtamy, hyperphalangie, retard de développement moteur, déficience intellectuelle, surdité neurosensorielle, cuspides talons, microdontie, dysmorphie faciale, plagiocéphalie, hypertélorisme, hypoplasie malaire, malformations auriculaires, microstomie, micro/rétrognathie.
- Brachymésomélie rénal syndrome
- Brachymésophalangie membres courts mésoméliques os anomalies
- Brachymésophalangie type 2, Syndrome de Feingold type 2, FGLDS2, Syndrome de microcéphalie-déficience intellectuelle-fistule trachéo-oesophagienne type 2, microcéphalie, petite taille, brachymésophalangie, clinodactylie du 5e doigt, syndactylie des orteils, hypoplasie du pouce, déficience intellectuelle, pas d'atrésie gastro-intestinale.
- Brachymésophalangie types 2 et 5
- Brachymorphisme onchodysplasie dysphalangisme syndrome
- Brachyolmie,  tronc court, petite taille, scoliose, platyspondytie
- Brachytelephalangie Kallman syndrome, télécanthus, petit nez, hypoplasie malaire, philtrum lisse, anosmie, hypogonadisme hypogonadotrope
- Braddock Carey, syndrome de, Syndrome de thrombocytopénie-séquence de Robin
- Braddock Jones Superneau, syndrome de, syndrome de craniosynostose-malformation de Dandy-Walker-hydrocéphalie
- Braddock, syndrome de, hypertension pulmonaire, brides laryngées, sclères bleues, anomalies auriculaire, retard de croissance
- Branchiale dysplasie retard mental hernie
- Branchio-oculo-facial syndrome
- Branchio-otique, syndrome, anomalies du deuxième arc branchial, fistules et kystes branchiaux, surdité neurosensorielle, dysplasie de l'oreille moyenne et/ou interne, hypoplasie cochléaire, vestibulaire, malformation des osselets.
- Branchio-Oto-Rénal, syndrome
- Branchio squeletto génital syndrome, hypertélorisme, hypoplasie maxillaire, prognathisme mandibulaire, déficience intellectuelle, , une luette bifide, fente palatine, kystes dentaires, nodules de Schmorl, un pectus excavatum, hypospadias
- Braun Bayer, syndrome de, Syndrome de néphrose-surdité-voies urinaires-malformations digitales, phalanges distales courtes et bifides des pouces et des gros orteils
- Bride poplitée, syndrome de la
- Bride poplitée syndrome forme létale
- Broca, Aphasie de
- Brocq, pseudo-pelade de
- Brodie Chole Griffin, syndrome de, macrothrombocytopénie et surdité neurosensorielle progressive
- Bronchiectasies oligospermie
- Bronchiolite constrictive
- Bronchiolite oblitérante avec organisation pneumonique
- Bronchiolite oblitérante avec trouble ventilatoire obstructif
- Bronspiegel Zelnick, syndrome de, syndrome d'aplasie cutanée congénitale-lymphangiectasie intestinale
- Brooke-Spiegler, syndrome de, syndrome CYLD cutané, multiples tumeurs annexielles, cylindromes, spiradénomes, trichoépithéliomes
- Brucellose
- Bruce Winship, syndrome de, retards de développement, déficiences intellectuelles, dysmorphie faciale
- Bruck, syndrome de
- Brugada, syndrome de
- Brunner-Winter, syndrome de, Syndrome de microcéphalie-déficience intellectuelle-fistule trachéo-oesophagienne type 2, brachymésophalangie, clinodactylie du cinquième doigt, syndactylie des orteils, hypoplasie du pouce
- Brunoni, syndrome de, mésomélie, hypoplasie radiale, pouce bifide, Anomalie du bassin, membres courts, radius sous-développé, dermatoglyphes anormaux, maladie pulmonaire inflammatoire chronique
- Bruyn Scheltens, syndrome de, neuropathies, perte de mémoire, perception spatiale altérée, jugement ou raisonnement altéré
- Buckley, syndrome de, Syndrome d'hyperimmunoglobuline E autosomique dominant par déficit en STAT3 (signal transducer and activator of transcription 3), immunodéficience, abcès cutanés récidivants à staphylocoques, pneumonie récidivante, formation de pneumatocèles
- Budd-Chiari, syndrome de
- Buerger, maladie de
- Bull Nixon, syndrome de, Anomalie osseuse (jonction du crâne et des vertèbres), anomalies neurologiques, hydrocéphalie
- Buntinx Lormans Martin, syndrome de, syndrome de synostose radio-cubitale-rétinite pigmentaire
- Burnett Schwartz Berberian, syndrome de, peau rouge, bouchons cornés sur les sourcils, bouchons folliculaires sur les joues, atrophie de la peau des sourcils, alopécie cicatricielle des sourcils
- Burn Goodship, syndrome de, syndrome de Burn-McKeown (BMKS), fente labiale et/ou palatine, micrognathie, arête nasale plate, surdité, malformations cardiaques, des anomalies rénales et des retards de développement
- Buschke-Fischer-Brauer, syndrome de, Kératodermie palmoplantaire ponctuée type 1, hyperkératose épidermique papuleuse
- Buschke-Ollendorff, syndrome de,  sclérose tubéreuse, pseudoxanthome élastique, neurofibrome, lipome
- Bustos Simosa Pinto Cisternas, syndrome de, anomalies craniofaciales, microcéphalie, retards de développement, déficience intellectuelle, anomalies musculo-squelettiques, laxité articulaire, scoliose, cardiopathies
- Buttiens Fryns, syndrome de, syndrome marfanoïde avec déficience intellectuelle liée à l'X, grande taille marfanoïde, dysmorphie faciale
- Butyrylcholinestérase, déficit en, apnée prolongée après administration d'anesthésiques myorelaxants (par exemple succinylcholine et mivacurium)

## C
- Cacchi-Ricci, maladie de
- CACH, syndrome
- CADASIL
- Caffey, maladie de, Hyperostose corticale infantile, Dysplasie ostéosclérotique, néoformation osseuse,
- CAHMR syndrome, Syndrome de cataracte-hypertrichose-déficience intellectuelle,
- Calcification artérielle généralisée, forme infantile
- Calcifications du plexus choroïde, forme infantile
- Calcifications thalamiques symétriques
- Calcinose tumorale
- Calcinosis universalis
- Calderon Gonzalez Cantu, syndrome, Syndrome de défaut capillaire-photosensibilité-déficience intellectuelle
- Calpaïnopathie
- Cals, maladie des
- Caméra Lituania Cohen, syndrome, Syndrome de Gênes, craniosynostose, holoprosencéphalie, clinodactylie, phalanges hypoplasiques, épiphyses coniques, corps vertébraux courts, scoliose, coxa valga, asymétrie craniofaciale, microcéphalie, brachy-plagiocéphalie
- Caméra-Marugo-Cohen, syndrome de, syndrome d'obésité, de retard mental, d'asymétrie corporelle et de faiblesse musculaire, asymétrie corporelle,  mixoploïdie, diploïdie
- CAMAK, CAMFAK, syndrome, Syndrome de cataracte-microcéphalie-arthrogrypose-cyphose
- Camisa, maladie de, Variante du syndrome de Vohwinkel, avec ichtyose
- Campomélie type Cumming, malformation des membres, anomalies multiviscérales
- Camptobrachydactylie
- Camptocormie, flexion antérieure du tronc, insuffisance musculaire paravertébrale lombaire, anomalies myogènes, anomalies neurogènes, adipose avec fibrose endomysiale
- Camptodactylie avance staturopondérale dysmorphie
- Camptodactylie de Goodman, Syndrome de camptodactylie-hyperplasie fibreuse-anomalies squelettiques, syndrome malformatif chondrodysplasique, dysmorphie faciale
- Camptodactylie dysplasie osseuse
- Camptodactylie ichtyose syndrome
- Camptodactylie raideur articulaire face squelette, anomalies
- Camptodactylie taurinurie, syndrome de Bonnemann-Meinecke-Reich, encéphalopathie, craniosynostose, nanisme, déficit intellectuel, spasticité, ataxie, dégénérescence rétinienne, hypoplasie surrénale, hypoplasie utérine
- Camptodactylie type Guadalajara type 1, retard de croissance, dysmorphie faciale, camptodactylie, anomalies squelettiques.
- Camptodactylie type Guadalaraja type 2, retard de croissance intra-utérine, dysplasie squelettique, malformations multiples, camptodactylie, hallux valgus bilatéral, rotule hypoplasique, microcéphalie, corps vertébraux cuboïdes, pectus excavatum, luxation de la hanche, hypoplasie de la région pubienne et des organes génitaux
- Camurati Engelmann, syndrome de
- Canal atrio-ventriculaire complet
- Canal atrio-ventriculaire partiel
- Canal carpien, syndrome du
- Canale-Smith, syndrome de
- Canaux de Müller, syndrome de persistance des
- Canavan, maladie de
- Cancer anaplasique de la thyroïde
- Cancer colorectal héréditaire sans polypose
- Cancer de la prostate, forme familiale
- Cancer de l'estomac de type Borrmann 4, Linite gastrique (LG), adénocarcinome gastrique.
- Cancer de l'estomac, familial
- Cancer des parathyroïdes
- Cancer du côlon non polyposique
- Cancer du sein et de l'ovaire
- Cancer du sein, familial
- Cancer médullaire de la thyroïde
- Cancer pancréatique familial
- Cancer papillaire de la thyroïde
- Cancer papillaire rénal, familial
- Candidose cutanéomuqueuse chronique
- Cantalamessa Baldini Ambrosi, syndrome de, Syndrome d'hypogonadisme-prolapsus de la valve mitrale-déficience intellectuelle
- Cantrell Haller Ravitsch, syndrome de, Syndrome de malformations congénitales, paroi abdominale, sternum, diaphragme, péricarde, cœur
- Cantu Sanchez Corona Fragoso, syndrome de,  retard mental, nanisme, retard de la puberté
- Cantu Sanchez Corona Hernandes, syndrome de, SCHC, nanisme disproportionné, tête volumineuse, philtrum long, malformations osseuses
- CAPOS, syndrome, Syndrome d'ataxie cérébelleuse-aréflexie-pieds creux-atrophie optique-surdité neurosensorielle,
- Caratolo Cilio Pessagno, syndrome de, Syndrome d'hypoplasie de la substance blanche-agénésie du corps calleux-déficience intellectuelle, retard de croissance, dysmorphie faciale, hypertélorisme, micrognathie
- Carbamoyl-phosphate synthétase, déficit en, léthargie, vomissements, hypothermie, convulsions, coma
- Carboxylases, déficit multiple en
- Carcinome de la vésicule biliaire
- Carcinome embryonnaire intracrânien
- Carcinome folliculaire de la thyroïde
- Carcinome nasopharyngé
- Carcinome rénal familial
- Cardiaque anomalie hamartomes de la langue polysyndactylie
- Cardio acrofacial syndrome
- Cardio crânien syndrome type Pfeiffer, Acro-céphalo-syndactylie type 5, ACST5, craniosynostose, hypoplasie du visage, malformation des mains, malformation des pieds
- Cardiofacial, syndrome membres courts
- Cardiofacio-cutané, syndrome
- Cardio génital, syndrome
- Cardiomélique syndrome type espagnol, syndrome de persistance du canal artériel-bicuspidie valvulaire aortique-anomalie des mains
- Cardiomélique syndrome type Holt-Oram, HOS, Dysplasie atrio-digitale type 1, anomalies squelettiques des membres supérieurs, malformations cardiaques congénitales
- Cardiomélique syndrome  type slovène, tachyarythmie, cardiomyopathie dilatée, brachidactylie, faiblesse musculaire
- Cardiomélique syndrome type Stratton
- Cardiomyopathie auriculaire avec bloc cardiaque
- Cardiomyopathie cataracte anomalies spondylo-pelviennes
- Cardiomyopathie-diabète-surdité
- Cardiomyopathie dilatée avec déficit de conduction
- Cardiomyopathie dilatée familiale
- Cardiomyopathie dilatée idiopathique, mitochondriale
- Cardiomyopathie hypertrophique familiale
- Cardiomyopathie infantile fatale, liée à l'X
- Cardiomyopathie-surdité type tARN-lys muté
- Cardiopathie anomalie des membres type 2
- Cardiopathie anomalies de latéralité
- Cardiopathie blépharophimosis radius anomalie
- Cardiopathie congénitale membres courts
- Cardiopathie conotroncale familiale
- Cardiopathie face ronde petite taille
- Cardiopathie ptosis hypodontie craniosténose
- Cardiopathie synostose radio cubitale retard mental
- Carey Fineman Ziter, syndrome
- Carnevale Canum Mendoza, syndrome de, Néphropathie par ostéolyse, ostéolyse des os du carpe, visage triangulaire, exophtalmie, opacification cornéenne, micrognathie, rétrognathie, hypertension artérielle, glomérulonéphrite, protéinurie, azotémie
- Carnevale Hernandez Castillo, syndrome de, Syndrome de pouce triphalangé-brachyectrodactylie, polydactylie, syndactylie, hyperphalangie, absence d'ongles éventuelle
- Carnevale Krajewska Fischetto, syndrome de, dysmorphie faciale, luxation de la hanche, musculature abdominale diminuée
- Carney, complexe de
- Carnitine-acylcarnitine translocase, déficit en, CACT, hypoglycémie hypocétotique, hyperammoniémie, cardiomyopathie, arythmie, insuffisance hépatique, faiblesse des muscles squelettiques, encéphalopathie
- Carnitine cellulaire, défaut de captation de la
- Carnitine palmitoyltransférase I, déficit en
- Carnitine palmitoyltransférase II, déficit en
- Carnosinase, déficit en, carnosinurie, carnosinémie
- Carnosinémie
- Caroli, maladie de, dilatations kystiques non obstructives des voies biliaires intrahépatiques et, plus rarement, extra-hépatiques
- Carpe, anomalies micrognathie microstomie
- Carrington, syndrome de, pneumopathie chronique idiopathique à éosinophiles (PCIE), syndrome d'infiltration du tissu conjonctif pulmonaire par des éosinophiles
- Carvajal, syndrome de, kératodermie palmoplantaire striée-cheveux laineux-cardiomyopathie, cardiomyopathie (dilatation du ventricule gauche)
- Cassia Stocco Dos Santos, syndrome de, retards de développement, déficience intellectuelle, dysmorphie faciale, hyperactivité, impulsivité, agressivité,
- Castleman, maladie de
- Castro-Gago-Pombo-Novo, syndrome de, Syndrome d'anomalies digitales microcéphalie albinisme, syndrome de Vizianagaram, retards de développement, déficiences intellectuelles, symptômes neurologiques, albinisme
- Catalase, déficit en, Acatalasémie
- cataracte alopécie sclérodactylie
- Cataracte antérieure polaire dominante
- Cataracte ataxie surdité
- Cataracte cardiomyopathie
- Cataracte cervelet atrophie myopathie retard mental
- Cataracte congénitale
- Cataracte congénitale avec microphtalmie
- Cataracte congénitale, dysmorphie faciale et neuropathie
- Cataracte freins buccaux retard de croissance
- Cataracte-glaucome
- Cataracte-hyperferritinémie
- Cataracte hyperostose frontale luxation de la rotule
- Cataracte hypertrichose retard mental
- Cataracte ichtyose syndrome
- Cataracte-microcornée
- Cataracte microphtalmie cardiopathie
- Cataracte néphropathie encéphalopathie
- Cataracte retard mental atrésie anale uropathie
- Cataracte squelette anormal
- Cataracte surdité hypogonadisme
- Cataracte type Hutterite
- Cataracte type Volkmann
- Cataracte zonulaire dominante
- Cataracte retard mental hypogonadisme
- CATCH 22, Syndrome de délétion 22q11.2
- Catel Manzke, syndrome de, Syndrome de Pierre Robin-hyperphalangie-clinodactylie,  micrognathie, fente palatine, glossoptose
- Cat-eye, syndrome du
- Cavernomes cérébraux
- Cayler, syndrome de, dysmorphie crâniofaciale, cardiopathie (tétralogie de Fallot), déformation de la lèvre inférieure, microcéphalie, micrognathie, microphtalmie
- CCA syndrome
- CGE syndrome, complexe granulome éosinophilique
- CDG syndrome
- Cecato De Lima Pinheiro, syndrome de, Syndrome de dysplasie ectodermique, rétinite pigmentaire bilatérale, trichodysplasie, hypotrichose, anomalies dentaires, onychodysplasie, peau squameuse
- Cécité corticale retard mental polydactylie
- Cécité des rivières
- Cécité libraïque
- Cécité nocturne congénitale stationnaire
- Cécité nocturne squelette anomalies dysmorphie faciale
- Cellules à inclusions, maladie des
- Cellulite à éosinophiles
- Cellulite disséquante du cuir chevelu
- Célosomie thoracique (malformation), pectus excavatum, pectus carinatum, pectus arcuatum
- Cenani Lenz syndactylie, malformations de l'avant-bras, malformations des membres inférieurs
- Céphalée névralgique unilatérale brève avec injection conjonctivale
- Céphalopolysyndactylie
- Céphalosquelettique dysplasie
- Céramidase, déficit en, Maladie de Farber
- Cérébro costo mandibulaire, syndrome
- Cérébro facio articulaire, syndrome
- Cérébro facio thoracique, dysplasie
- Cérébro-hépato-rénal, syndrome
- Cérébro oculo dento auriculo squelettique, syndrome
- Cérébro oculo facio squelettique, syndrome
- Cérébro oculo génital, syndrome
- Cérébro oculo squeletto rénal, syndrome
- Cérébro réno digital, syndrome
- Céroïde-lipofuscinose neuronale
- Cervelet aplasie hydrocéphalie
- Cervelet hypoplasie
- Cervico oculo acoustique, syndrome
- Céto-acide décarboxylase, déficit en
- Céto-acidurie retard mental ataxie surdité
- CFC syndrome colonne de Bertin, Syndrome cardio-facio-cutané
- Chagas, maladie de
- Chaînes lourdes, maladie des
- Chaîne respiratoire, déficits multiples de la
- Chaîne respiratoire malformations, déficit de la
- Chalazodermie granulomateuse, Dermatochalasie granulomateuse, lymphoprolifération cutanée
- Chanarin-Dorfman, maladie de (CDS), lipidose, ichtyose cutanée, kératite, atteinte neurologique, rhabdomyolyse
- Chands, syndrome, cheveux bouclés, ongles hypoplasiques, fusion des paupières.
- Chang Davidson Carlson, syndrome de, Syndrome d'hypogonadisme hypogonadotrope-rétinite pigmentaire,
- Charcot, maladie de
- Charcot-Marie-Tooth, maladie de
- Charcot Marie Tooth maladie de surdité forme dominante
- Charcot Marie Tooth maladie de surdité forme récessive
- Charcot Marie Tooth maladie de surdité retard mental
- Charcot Marie Tooth type 1 aplasie cutanée
- Char Douglas Dungan, syndrome de, Syndrome d'extrasystoles-petite taille-hyperpigmentation-microcéphalie, syncope cardiaque
- CHARGE, syndrome, Syndrome de Hall-Hittner, Association CHARGE 4C, colobome, atrésie/sténose choanale, anomalies des nerfs crâniens, anomalie de l'oreille
- CHARGE like syndrome
- Charles Bonnet, syndrome de (CBS)
- Charlevoix-Saguenay, maladie de, SPAX6,  ARSACS, Ataxie spastique autosomique récessive, ataxie cérébelleuse, syndrome pyramidal, neuropathie périphérique
- Charlie M, syndrome, hypogenèse des membres, hypoglossie/hypodactylie, glossopalatine, hypoplasie mandibulaire, syndactylie, ectrodactylie, microstomie, fente palatine, hypodontie, paralysie faciale
- Char, syndrome de
- Chediak-Higashi like, syndrome de
- Chediak-Higashi, syndrome de
- Cheilite glandulaire
- Chemke Oliver Mallek, syndrome de, cataracte, microphtalmie, dysplasie rétinienne, opacification cornéenne, cécité, brachydactylie, dysplasie des ongles
- Chérubinisme
- Chérubinisme atrophie optique petite taille
- Chérubinisme fibromatose gingivale retard mental, Syndrome de Ramon, dysplasie osseuse, déficience intellectuelle, hypertrichose, polyarthrite rhumatoïde, rétinopathie pigmentaire, pâleur du disque optique, anomalie d'Axenfeld
- Chérubisme
- Cheveux anagènes caducs, maladie des, absence de gaine épithéliale externe, colobome
- Cheveux annelés, maladie des, Pili annulati, alternance de bandes claires et de bandes foncées
- Cheveux anomalies photosensibilité retard mental
- Cheveux bambous, syndrome des, Syndrome de Comèl-Netherton, érythrodermie ichtyosiforme congénitale (CIE), anomalie capillaire, trichorrhexie invaginata (TI)
- Cheveux cassants retard mental
- Cheveux crépus hypotrichose lèvres éversées oreilles décollées
- Cheveux frises ankyloblepharon dysplasie des ongles
- Cheveux incoiffables, syndrome des
- Cheveux laineux kératose palmoplantaire cardiopathie, Syndrome de Carvajal
- Cheveux laineux, syndrome des, (sans cardiomyopathie) KWWH type IV, hypotrichose, leuconychie, kératodermie palmoplantaire striée, pseudo-aïnhum
- Cheville anomalies petite taille
- CHILD, syndrome
- Chitayat Haj Chahine, syndrome de, doigts courts, gros orteil chevauchant, hypertélorisme, doigts palmés, pneumopathies
- Chitayat Meunier Hodgkinson, syndrome de, séquence de Pierre Robin, dysmorphies faciales, rétrognathisme, glossoptose, fente palatine, anomalies digitales, clinodactylie du cinquième doigt, brachyphalangie distale, pouce triphalangien
- Chitayat Moore Del Bigio, syndrome de, anomalies cérébelleuses, malformation de type Dandy‑Walker, macrocrânie, hypertélorisme, macrognathie, hypotonie, ataxie, retard mental
- Chitty Hall Baraitser, syndrome, Surdité , petite taille, canaux lacrymaux obstrués, retard mental, hernie inguinale
- Chitty Hall Webb, syndrome de, Délétion 1q -Acidurie 2-hydroxyglutarique, Arthrogrypose distale, microstomie, blépharophimosis, télécanthus, fractures, os du tibia courbé, os du radius anormal, masse osseuse réduite
- Choc toxique staphylococcique, syndrome du, SCT, fièvre élevée, éruption cutanée, desquamation, hypotension, vomissements, diarrhée,  insuffisance organique multisystémique.
- Cholangite sclérosante
- Cholémie familiale
- Choléra
- Cholestase lymphœdème
- Cholestase rétinopathie pigmentaire fente palatine
- Cholestases intrahépatiques familiales progressives
- Cholestase insuffisance rénale tubulaire
- Chondrocalcinose articulaire
- Chondrodysplasie à cellules géantes
- Chondrodysplasie létale néonatale
- Chondrodysplasie létale platyspondylique, Syndrome d'Akaba-Hayasaka
- Chondrodysplasie létale type Moerman
- Chondrodysplasie létale type Seller
- Chondrodysplasie létale type de la Chapelle
- Chondrodysplasie métaphysaire récessive
- Chondrodysplasie métaphysaire type Jansen
- Chondrodysplasie métaphysaire type McKusick
- Chondrodysplasie métaphysaire type Schmid
- Chondrodysplasie ponctuée dominante liée à l'X, Syndrome de Conradi-Hünermann-Happle, CDPXD
- Chondrodysplasie ponctuée non rhizomélique
- Chondrodysplasie ponctuée type rhizomélique
- Chondrodysplasie pseudohermaphrodisme
- Chondrodysplasie récessive létale, Syndrome de Maroteaux-Stanescu-Cousin, nanisme micromélique, membres courts et incurvés,  dysmorphie faciale, hypotonie musculaire, hyperlaxité des extrémités, thorax étroit.
- Chondrodysplasie situs inversus anus imperforé polydactylie
- Chondrodysplasie type Blomstrand, membres très courts, nanisme, létalité prénatale
- Chondrodysplasie type Chassaing-Lacombe, retard de croissance intra-utérin (RCIU), hydrocéphalie, dysmorphie faciale, microphtalmie
- Chondrodysplasie type Grebe, déformation  des os, soudure carpes-tarses, polydactylie, absence d'articulations, pas de dysmorphie faciale, intelligence normale
- Chondrodystrophie calcifiante congénitale
- Chondromalacie
- Chondrosarcome
- Chorde dorsale fendue, syndrome de la, Dipygus, duplication des structures dérivées du cloaque et de la notochorde embryonnaires
- Chordome, tumeurs du système nerveux central, tumeurs osseuses primaires des reliquats embryonnaires de la notochorde
- Chorée acanthocytose
- Chorée de Huntington
- Chorée familiale bénigne
- Choreo acanthocytose amyotrophique
- Choréoathétose et spasticité, épisodiques
- Choreoathetose paroxystique familiale
- Choriorétine dysplasie microcéphalie retard mental
- Choriorétinopathie type Birdshot
- Choroïde atrophie, alopécie
- Choroïdérémie
- Choroïdérémie hypopituitarisme
- Choroïdérémie obésité surdité
- Choroïdite serpigineuse
- Choroïdopathie géographique hélicoïdale péripapillaire, Choroïdite serpigineuse, inflammation de choroïde, épithélium pigmentaire rétinien, choriocapillaires
- Christian Demyer Franken, syndrome de, Scoliose, coccyx sous-développé, vertèbres cervicales fusionnées, Os métopiques striés du crâne, doigts courts, hyperglycémie ,diabète sucré, intolérance au glucose,
- Christian Johnson Angenieta, syndrome de, fatigue chronique, douleurs articulaires, éruptions cutanées, symptômes neurologiques, maux de tête, troubles cognitifs
- Christianson Fourie, syndrome de, dysplasie ectodermique, trichodysplasie, onychodysplasie, tachycardie supraventriculaire, bradycardie sinusale
- Christ-Siemens-Touraine, syndrome de
- Chromomycose
- Chromosome 10 en anneau
- Chromosome 12 en anneau
- Chromosome 14 en anneau
- Chromosome 17 en anneau
- Chromosome 18 en anneau
- Chromosome 19 en anneau
- Chromosome 1 en anneau
- Chromosome 20 en anneau
- Chromosome 21 en anneau
- Chromosome 22 en anneau
- Chromosome 4 en anneau
- Chromosome 6 en anneau
- Chromosome 7 en anneau
- Chromosome 8 en anneau
- Chronique, Infantile, Neurologique, Cutané, Articulaire, syndrome
- Chudley Lowry Hoar, syndrome, Syndrome ATR-X, alpha-thalassémie, déficience intellectuelle liée à l'X, retard de développement, dysmorphie faciale, anomalies génitales
- Chudley Rozdilsky, syndrome, Syndrome de déficience intellectuelle-myopathie-petite taille-défaut endocrinien,  hypogonadisme hypogonadotrophique, petite fosse pituitaire
- Churg-Strauss, syndrome de
- Cilliers beighton, syndrome de
- Cils longs retard mental
- Cimeterre, syndrome du
- CINCA, syndrome
- Cirrhose biliaire primitive
- Citrullinémie
- Clarkson, maladie de
- Clayton Smith Donnai, syndrome de, Syndrome d'ichtyose-doigts fusiformes-sillon labial médian,
- Cleidocraniale dysplasie micrognathisme pouces absents
- Cleido rhizomelique, syndrome
- Clouston, syndrome de
- CMV, infection anténatale au
- COACH syndrome, Syndrome de Joubert avec atteinte hépatique, Syndrome d'hypoplasie du vermis cérébelleux-oligophrénie-ataxie congénitale-colobome-fibrose hépatique, Syndrome de Gentile
- Coarctation aortique, forme atypique
- Coarctation de l'aorte abdominale
- Coarctation de l'aorte à transmission dominante
- Coarctation isthmique
- Coats, maladie de, syndrome de Leber, télangiectasie rétinienne, exsudats intra-rétiniens, décollement de rétine, cécité unilatérale
- Cobb, syndrome de, SAMS 1-31, Angiomatose cutanéo-méningo-spinale, lésions veinulaires ou artérioveineuses, lésions musculaires artérioveineuses, lésions osseuses artérioveineuses et médullaires artérioveineuses
- Cocaïne, exposition anténatale à la, Embryofœtopathie à la cocaïne, retard de croissance intra-utérin, crises convulsives, détresse respiratoire, troubles cognitifs
- Cockayne, syndrome de
- Cockayne-Touraine, maladie de, Epidermolyse bulleuse dystrophique autosomique, aplasie cutanée
- CODAS syndrome, Syndrome cérébro-oculo-dento-auriculo-squelettique,
- Cœliaque, maladie
- Coenzyme Q 10 (CoQ10), déficit en, Atrophie cérébelleuse, encéphalomyopathie, ataxie, crises d'épilepsie, syndrome néphrotique cortico-résistant, et/ou myopathie
- Coenzyme Q cytochrome C-réductase, déficit en
- Cœur avec ventricules entrecroisés
- Cœur croisé
- Cœur droit hypoplasie microcéphalie
- Cœur triatrial gauche, Cor triatriatum sinister, tachypnée, dyspnée, hémoptysie, douleurs thoraciques, syncope, œdème pulmonaire, hypertension pulmonaire, insuffisance cardiaque
- Cœur univentriculaire
- Coffin-Lowry, syndrome de
- Coffin-Siris, syndrome de
- Coffin, syndrome de
- COFS, syndrome de, Syndrome cérébro-oculo-facio-squelettique, Syndrome de Pena-Shokeir de type 2
- Cogan, syndrome de
- Cohen, syndrome de
- Cohen-Gorlin, syndrome de,
- Cohen Hayden, syndrome de, retard mental, une malformation oculaire, décollement de la rétine, Cataracte , yeux de couleurs différentes, prognathie, macrocéphalie
- Cohen Lockwood Wyborney, syndrome de, retards de développement, déficiences intellectuelles, dysmorphies faciales, ataxie musculaire, troubles de la coordination, convulsions
- Cohen, syndrome de
- Colavita Kozlowski, syndrome de, Syndrome de nanisme létal C-K
- Colchicine, intoxication par la, symptômes gastro-intestinaux, douleurs abdominales, nausées, vomissements, leucocytose, insuffisance médullaire, insuffisance rénale, coagulation intravasculaire disséminée CIVD, déséquilibre électrolytique, déséquilibre acido-basique, insuffisance/arrêt cardiaque, choc anaphylactique
- Cole-Carpenter, syndrome de, Syndrome de fragilité osseuse-craniosynostose-proptose-hydrocéphalie, ostéogenèse imparfaite, dysmorphie faciale, bosse frontale, hypoplasie de l'étage moyen du visage, micrognathie
- Colite collagène
- Collagénome cutané, familial, nævus du tissu conjonctif, nodules asymptomatiques
- Collins Pope, syndrome de, syndrome de dysmorphie de la hanche, luxation congénitale bilatérale de la hanche, aplatissement du visage, hypertélorisme, épicanthus, Hyperlaxité articulaire, troubles cardiaques rares
- Collins Sakati, syndrome de, déficience intellectuelle, hypogonadisme, microcéphalie, petite taille, hypotonie
- Colobome avec néphropathie
- Colobome cheveux anomalie
- Colobome choriorétinien aplasie vermis cérébelleux
- Colobome de la macula brachydactylie
- Colobome de l'iris, fente de l'iris en « trou de serrure » (pupille ovale) et/ou une photophobie
- Colobome de l'iris poumon unilobe endocarde anormal
- Colobome du cristallin fente narinaire
- Colobome-fente labiopalatine-retard mental
- Colobome microphtalmie cardiopathie surdité
- Colobome oculaire
- Colobome oculaire-anus imperforé, Syndrome des yeux de chat, fissures palpébrales obliques, atrésie anale
- Colobome porencéphalie hydronéphrose
- Colver Steer Godma, syndrome de
- Comèl-Netherton, Syndrome de, Syndrome des cheveux bambous, érythrodermie ichtyosiforme congénitale (CIE), anomalie capillaire, trichorrhexie invaginata (TI)
- Communication inter-auriculaire
- Communication inter-auriculaire avec trouble de conduction
- Communication inter-ventriculaire
- Complément C1, C2, C4, déficit en, Immunodéficence due à un déficit des composés classiques de la voie classique du complément, infections bactériennes, maladie auto-immune, lupus érythémateux disséminé (LED), d'une maladie de type LED, du purpura de Henoch-Schönlein, polymyosite, arthralgie
- Complexe 1 de la chaîne respiratoire mitochondriale, déficit en, déficit isolé en NADH-coenzyme Q réductase, acidose lactique, cardiomyopathie, leukoencéphalopathie, myopathie, hépatopathie, syndrome de Leigh, neuropathie optique de Leber, syndrome MELAS
- Complexe 2 de la chaîne respiratoire mitochondriale, déficit en, déficit en succinate déshydrogénase, encéphalopathie, atteinte musculaire, rhabdomyolyse, cardiomyopathie, syndrome de Leigh
- Complexe 3 de la chaîne respiratoire mitochondriale, déficit en, déficit isolé en coenzyme Q-cytochrome C oxydoréductase, myopathie, hépatopathie, hypotonie, retard de croissance, retard psychomoteur, cardiomyopathie, encéphalopathie, tubulopathie rénale, déficience auditive, acidose lactique, hypoglycémie
- Complexe 4 de la chaîne respiratoire mitochondriale, déficit en, Déficit isolé en complexe cytochrome oxydase (COX4) de la chaîne respiratoire mitochondriale, myopathie mitochondriale, acidose métabolique, dysfonctionnement du cœur, syndrome de Leigh, encéphalopathie sévère,  acidose lactique congénitale type Saguenay Lac Saint-Jean (type franco-canadien)
- Complexe 5 de la chaîne respiratoire mitochondriale, déficit en, déficit en ATP Synthétase 6 et 8, Encéphalo-cardio-myopathie mitochondriale par déficit isolé en ATP synthase, hypotonie, apnée, acidose lactose, hyperammoniémie, acidurie 3-méthylglutaconique
- Complexe sarcosine déshydrogénase, déficit en, Sarcosinémie, teneur élevée en sarcosine (plasma, urine)
- Condensation chromosomique prématurée avec microcéphalie et retard mental
- Conjonctivite gonococcique
- Conn, syndrome de
- Connectivite mixte
- Connexine 26, anomalie de la, surdités neuro-sensorielles
- Conradi-Hünermann-Happle, syndrome de
- Constriction péricardique retard de croissance
- Contractures congénitales-Arachnodactylie
- Contractures congénitales létales type 1, syndrome des (LCCS1), Maladie de Herva, arthrogrypose, akinésie totale fœtale, anasarque, micrognathie, hypoplasie pulmonaire, ptérygium, neuropathologies, atrophie sévère de la moelle épinière ventrale, hypoplasie sévère des muscles squelettiques
- Contractures congénitales létales type 2, syndrome des (LCCS2), syndrome des contractures congénitales létales type Israeli-Bedouin, contractures (coudes et genoux), micrognathie, dégénérescence des cellules de la corne antérieure, atrophie des muscles squelettiques, dilatation de la vessie, anomalies crâniofaciales, fente palatine, paralysie faciale, anomales oculaires, anisocorie, décollement de la rétine.
- Contractures dysplasie ectodermique fente labiopalatine
- Contractures hyperkératose létalité
- Contractures multiples, type finlandais, syndrome des, syndrome des (LCCS1), Maladie de Herva
- Convulsions infantiles bénignes familiales
- Convulsions infantiles et choréo-athétose
- Convulsions néonatales bénignes familiales
- Cooks, syndrome de, Syndrome d'anonychie-onychodystrophie-hypoplasie ou absence de phalanges distales, syndrome ODP
- Cooper Wang Jabs, syndrome de, atrésie du conduit auditif, communication interventriculaire, déplacement antérieur de l'anus, pied bot, déficit intellectuel.
- Coproporphyrie héréditaire
- Coqueluche
- Cordes vocales disjonction familiale
- Cormier Rustin Munnich, syndrome de, atrophie cérébelleuse-atrophie du cortex cérébral-Déficit en 6-pyruvoyl-tétrahydroptérine synthase, lésions cérébrales, Amylose à protéine A, accident vasculaire cérébral (AVC)
- Corne antérieure, maladie de la
- Cornea plana, congénitale, hypermétropie, limbe cornéen opaque, arc cornéen, épaississement, opacification situé de la cornée
- Cornée cervelet, syndrome de
- Cornée dystrophie surdité
- Cornée fragile, syndrome de la
- Cornelia de Lange, syndrome de
- Corne occipitale, syndrome de la
- Cornéo-dermato-osseux, syndrome
- Corps calleux agénésie bifidité urétérale trigonocéphalie
- Corps calleux agénésie blepharophimosis séquence de Robin
- Corps calleux agénésie cataracte immunodéficience
- Corps calleux agénésie microcéphalie petite taille
- Corps calleux agénésie neuropathie
- Corps calleux agénésie polysyndactylie
- Corps calleux agénésie récessive liée à l'X
- Corps calleux dysgénésie hypopituitarisme
- Corsello Opitz syndrome, nanisme ostéodysplasique, retard de croissance, dysmorphie faciale
- Cortada Koussef Matsumoto, syndrome de, Retard mental, petite tête, cubitus sous-développé, radius arqué, scoliose, Infections, paralysie cérébrale, lésions cérébrales
- Cortes Lacassie, syndrome de, agénésie des doigts et des orteils, retard de développement psychomoteur, crises d'épilepsie, insuffisance rénale aiguë, syndrome hépatorénal
- Corticostérone méthyl-oxydase (CMO), déficit en, hyponatrémie, hyperkaliémie, acidose métabolique, nausées, vomissements, déshydratation, hypotension artérielle, faiblesse musculaire, retard de croissance
- Cortico-surrénalome
- Costello, syndrome de
- Côte Adamopoulos Pantelakis, syndrome de, arthrogrypose, dysplasie ectodermique, agénésie des ongles, hypotrichose
- Côte Katsantoni, syndrome de, ostéosclérose, communication interauriculaire, neutropénie, dysplasie ectodermique, retard de croissance, retard mental
- Côtes courtes craniosynostose polysyndactylie, Syndrome de Carpenter, déficience intellectuelle, dystrophie faciale, malformations des doigts et des orteils, brachydactylie, polydactylie et syndactylie, petite taille, cardiopathie congénitale, anomalies squelettiques, obésité, anomalies génitales, hernie ombilicale
- Côtes courtes-polydactylie, syndrome des, étroitesse thoracique, polydactylie
- Côtes courtes type Beemer-Langer, syndrome des, Ciliopathie, côtes courtes, thorax hypoplasique, cubitus et ulna arqués, anomalies cérébrales, fente labiale, absence d'organes génitaux, agénésie gonadiales, kystes rénaux, biliaires et pancréatiques
- Côtes fines dysmorphie os tubulaires
- Cousin Walbraum Cegarra, syndrome de, dysmorphie faciale , nanisme congénital , dysplasie pelvienne, dysplasie scapulaire, anomalies du cartilage de croissance
- Covesdem, syndrome de, Syndrome de Robinow autosomique récessif, Syndrome d'anomalie de segmentation costovertébrale-mésomélie, nanisme à membres courts, défauts de la segmentation costovertébrale, anomalies de la tête, dysmorphie faciale, anomalies des organes génitaux.
- Cowchock Wapner Kurtz, syndrome de, lymphangiome kystique, malformation lymphatique macrokystique, excroissance kystique au niveau du cou, eventuellement au bras, à la poitrine, aux jambes, à l'aine, aux fesses, allié à un lymphangiome nucal ou à une hydropisie fœtale
- Cowden, syndrome de
- coxo-auriculaire, syndrome, petite taille, luxation de la hanche, modifications vertébrales, anomalies pelviennes mineures, microtie
- coxo-podo-patellaire, syndrome, dysplasie ischio-patellaire, Syndrome de Scott-Taor, syndrome de la petite rotule, aplasie ou hypoplasie de la rotule, anomalies pelviennes, malformations du pied, éventuelle hypertension artérielle pulmonaire.
- Cramer Niederdellmann, syndrome de, Syndrome de gigantisme cérébral-kystes maxillaires, Syndrome de Gorlin-Goltz, hamartose, carcinomes basocellulaires (BCC) , kératokystes de la mâchoire, anomalies du développement osseux
- Crandall, syndrome de, Syndrome d'alopécie-surdité-hypogonadisme
- Crâne en trèfle, Trigonocéphalie
- Crâne en trèfle dysplasie osseuse généralisée
- Crâne en trèfle micromélie dysplasie thoracique
- Crane Heise, syndrome, hypo minéralisation sévère de la boite crânienne, dysmorphie faciale, anomalies vertébrales, absence des clavicules
- Cranio-cérébello-cardiaque, dysplasie, syndrome 3C, Syndrome de Ritscher-Schinzel, anomalies crâniofaciales, hypertélorisme, colobome, fente palatine, anomalies cérébelleuses, malformation de Dandy-Walker, hypoplasie cérébrale du vermis,  anomalies cardiaques, tétralogie de Fallot, communication atrioventriculaire
- Cranio-diaphysaire, dysplasie, sclérose/hyperostose du crâne et des os du visage
- Cranio-digitales, anomalies retard mental, Syndrome de Scott-Bryant-Graham, syndactylie des doigts et des orteils, dysmorphie faciale, micrognathie, déficit intellectuel
- Cranio-ectodermique dysplasie, Syndrome de Sensenbrenner, anomalies squelettiques congénitales, craniosynostose / dolichocéphalie, thorax étroit, pectus excavatum, brachydactylie, syndactylie, clinodactylie, hypotélorisme, narines antéversées, néphronophtise, fibrose hépatique et des anomalies oculaires, nystagmus, myopie, dystrophie de la rétine, rétinites pigmentaires
- cranio-facial, syndrome, surdité
- Craniofaciale dysostose hyperplasie diaphysaire, sclérose / hyperostose du crâne et des os du visage
- Craniofaciale dyssynostose, Craniosynostose bilambdoïde et sagittale non syndromique, BLSS, fusion prématurée de la suture lambdoïde et de la partie postérieure de la suture sagittale, dolichocéphalie, front proéminent, occiput plat ou bombé
- Craniofaciales osseuses anomalies retard mental, Syndrome de Pfeiffer, craniosténoses, fusions des os du crâne aux sutures crâniennes lamboïdes et sagittale, faciosténose, syndactylie des mains et des pieds, hydrocéphalie, anomalie de Chiari, fusion des os du bras, synostose radio-ulnaire, kératite, exorbitisme, conjonctivite, ectropion
- Craniofaciales squelettiques anomalies
- Craniofacial surdité main syndrome
- Cranio-facio-cardio-squelettique, syndrome
- Cranio-facio-digito-génital, syndrome
- Cranio-fronto-nasale dysplasie Poland, anomalie, synostose unicoronale ou bicoronale, hypertélorisme, nez bifide, ongles striés ou fendus, malformations de la ceinture scapulaire, malformation des mains et des pieds
- Cranio-fronto-nasal, syndrome type Teebi, hypertélorisme, omphalocèle, fente labiale, fossettes auriculaires, malformation utérine (utérus bicorne),  hernie diaphragmatique, malformations cardiaques congénitales
- Craniométaphysaire, dysplasie dominante, hyperostose des os crâniens, dysmorphie faciale, élargissement métaphysaire des os longs
- Craniométaphysaire, dysplasie récessive
- Craniomicromélique, syndrome, retard de croissance intra-utérin, défaut d'ostéolyse du crâne, grandes fontanelles, membres courts, absence de phalanges, yndactylies des doigts et des orteils
- Cranio-ostéo-arthropathie COA, Maladie de Currarino, Syndrome de Reginato-Schiapachasse, hippocratisme digital, clinodactylie, éruption cutanée eczémateuse, arthropathie, néoformation osseuse périostée, troubles de l'ostéolyse crânienne, élargissement des fontanelles et des os wormiens surnuméraires, éventuelle cardiopathie congénitale
- Craniopharyngiome
- Craniosténose cardiopathie retard mental
- Craniosténose cataracte
- Craniosténose retard mental anomalies cardiaques
- Craniosténose retard mental fente
- Craniosténose type fontaine
- Craniosténose type Maroteaux Fonfria, Scaphocéphalie isolée, présence de petits doigts supplémentaires, gros orteil supplémentaire, fusion prématurée des os du crâne, suture sagittale, dysmorphie crânienne, visage plat,
- Craniosynostoses ou Craniosténoses (terme générique)
- Craniosynostose alopécie ventricule cérébral anormal, Syndrome de Gómez-López-Hernández, anomalies du cervelet (rhombencephalosynapsis), anesthésie du nerf trijumeau, alopécie, craniosynostose, hypoplasie faciale, opacités cornéennes bilatérales, petite taille, déficience intellectuelle, ataxie éventuelle, hyperactivité, dépression, comportement d'autoagressions, troubles bipolaires
- Craniosynostose aplasie du péroné
- Craniosynostose aplasie radiale
- Craniosynostose aplasie radiale type Imaizumi
- Craniosynostose arthrogrypose fente palatine
- Craniosynostose avec calcifications intracrâniennes
- Craniosynostose brachydactylie
- Craniosynostose congénitale hyperthyroïdisme maternel
- Craniosynostose contractures fente
- Craniosynostose coronale, non syndromique, type Muenke
- Craniosynostose Dandy Walker hydrocéphalie
- Craniosynostose d'Herrmann Opitz
- Craniosynostose exostoses nævus kystes dermoïdes
- Craniosynostose fente labiopalatine arthrogrypose
- Craniosynostose forme dominante autosomique
- Craniosynostose synostoses multiples néphropathie
- Craniosynostose type Philadelphie
- Craniosynostose type Warman
- Craniosynostose hydrencéphalie aplasie du pouce
- Cranio-télencéphalique, dysplasie
- Craniotubulaire, syndrome
- Créatine cérébrale, déficit en
- Creutzfeldt-Jakob, maladie de
- Cri du chat, syndrome du
- Crigler-Najjar, syndrome de
- Crises partielles bénignes de l'adolescent
- Crisponi, syndrome de
- Criss-Cross, cœur croisé
- Criswick-Schepens, syndrome de
- Croissance lente des cheveux
- Cronkhite-Canada, syndrome de
- Cross, syndrome de
- Crouzon, maladie de
- Crow-Fukase, syndrome de
- Cryoglobulinémie
- Cryptococcose
- Cryptomicrotie brachydactylie dermatoglyphes anomalies
- Cryptophtalmie-syndactylie, syndrome
- Cryptorchidie arachnodactylie retard mental
- Cryptosporidiose
- C syndrome, syndrome d'Opitz-trigonocéphalie, OTCS
- Cubito-mammaire, syndrome
- Cubitus et péroné absence anomalies sévères des membres
- Cubitus hypoplasie
- Cuivre familiale bénigne déficience en
- Cuivre transport maladie de
- CullerJones, syndrome de
- Currarino, triade de, Cranio-ostéo-arthropathie COA, Syndrome de Reginato-Schiapachasse, hippocratisme digital, clinodactylie, éruption cutanée eczémateuse, arthropathie, néoformation osseuse périostée, troubles de l'ostéolyse crânienne, élargissement des fontanelles et des os wormiens surnuméraires, éventuelle cardiopathie congénitale
- Curry Hall, syndrome de, onychodystrophie ; anomalies de la mâchoire inférieure, du vestibule buccal et de la dentition ; polydactylie post-axiale ; croissance modérément des membres courts mais intelligence normale, pas d'anomalies cardiaques
- Curry Jones, syndrome de, Syndrome d'agénésie du corps calleux-polysyndactylie, craniosténose coronale, synostose à sutures multiples, polysyndactylie préaxiale, syndactylie (mains et/ou pieds), anomalies cutanées, pilosité anormale autour des yeux et/ou des joues, anomalies oculaires, colobomes iriens, microphtalmie, anomalies intestinales, intestin court congénital, malrotation, dysmotilité, constipation chronique, saignements et myofibromes. Un retard de développement et des degrés variables de déficience intellectuelle peuvent également être observés, éventuels hamartomes musculaires lisses intra-abdominaux, trichoblastome cutané, méningocèles occipitaux, développement d'un médulloblastome desmoplasique
- Curtis Rogers-Stevenson, syndrome de, anomalies génito-urinaires, lissencéphalie, insuffisance des os longs, agénésie/dysplasie rénale, hydrocéphalie, fente faciale, malformations cardiaques, hypospadias
- Cushing, familial, syndrome de
- Cutanéo-cardio-ostéoarticulaire, syndrome type Borrone, anomalies faciales, macrocéphalie, hypertélorisme, ptosis, fentes palpébrales, hypotonie, hydrocéphalie, convulsions, malformations cardiaques, sténose pulmonaire, cardiomyopathie hypertrophique, anomalies cutanées, hyperkératose, ichtyose, lésions eczémateuses, retard mental, polyhydramnios,  prématurité, hyponatrémie, difficultés d’alimentation, hypertension systémique, problèmes respiratoires, risque de tumeurs, hépatoblastome, lymphome, leucémie aiguë lymphoblastique
- Cutis verticis gyrata, acanthosis nigricans craniosynostose
- Cutis laxa
- Cutis laxa autosomique récessive type 2, Syndrome de cutis laxa-hyperlaxité ligamentaire-retard de développement, ARCL2, ARCL type Debré : peau inélastique, ridée, redondante et plissée, retard de développement, retard de croissance, anomalies squelettiques
- Cutis laxa opacité cornéenne retard mental
- Cutis laxa ostéoporose
- Cutis marmorata telangiectatica congenita
- Cutis sulcata, pachydermie plicaturée primaire non essentielle du cuir chevelu, amylose, Naevus du tissus conjonctif, syndrome d'Ehlers-Danlos, myxoedème, Mucinose, syndrome de Noonan, amyotrophie, sclérose tubéreuse.
- Cutis verticis gyrata retard mental
- Cutis verticis gyrata thyroïde aplasie retard mental
- Cutler Bass Romshe, syndrome de, syndrome thyro-cérébro-rénal, associé à une thrombocytopénie
- Cyclosporose
- Cylindromatose de Poncet-Spiegler, tumeur cutanée du cuir chevelu, du cou et du front, cylindromes, spiradénomes, trichoépithéliomes
- Cyphose brachytéléphalangie atrophie optique
- Cystathionine bêta-synthase, déficit en
- Cystathioninurie
- Cysticercose
- Cystinose
- Cystinurie
- Cystinurie-lysinurie
- Cystite interstitielle
- Cytochrome c oxydase, déficit en, Cardio-encéphalo-myopathie fatale infantile COX, cardiopathie-encéphalopathie-myopathie
- Cytomégalovirus, infection anténatale au
- Cytopathies mitochondriales (terme générique)
- Czeizel Brooser, syndrome de, Syndrome de polydactylie-myopie
- Czeizel Losonci, syndrome de, Syndrome de mains fendues-uropathie-spina bifida-diaphragme anormal, hydronéphrose, spina bifida, malformations rachidiennes, anomalies squelettiques, scoliose thoraco-lombaire, hernie diaphragmatique de Bochdalek
- Czeizel, syndrome de, syndrome d'omphalocèle létale-fente palatine, fente labiale, luette bifide, pied bot varus équin bilatéral, utérus bicorne, hydrocéphalie

## D
- Dacryocystite ostéopoïkilose, ostéopoecilie, Syndrome de Gunal-Seber-Basaran, Dysplasie osseuse sclérosante condensante
- Daentl-Townsend-Siegel, syndrome de, Syndrome de néphropathie hydrocéphalique à sclérotiques bleues, sclère bleue, insuffisance rénale, peau fine, hydrocéphalie
- Dahlberg-Borer-Newcomer, syndrome de, hypoparathyroïdie, néphropathie, lymphœdème, prolapsus de la valve mitrale, brachytéléphalangie, dysmorphie faciale, hypertrichose, anomalies unguéales
- Daish-Hardman-Lamont, syndrome de, Syndrome d'hydrocéphalie-grande taille-laxité articulaire, cyphose thoracolombaire
- Dandy-Walker, hémangiome facial ou de, dysgénésie du vermis du cervelet, atrésie des foramens de Luschka et Magendie
- Dandy-Walker macrocéphalie, Syndrome de dysmorphie-macrocéphalie-myopie-malformation de Dandy-Walker, déficience intellectuelle sévère, brachytéléphalangie, ongles courts et larges, dysmorphie faciale, synophridie, épicanthus, oreilles d'implantation basse, philtrum court, palais ogival, convulsions, anomalies squelettiques, anomalies génitales
- Dandy-Walker, malformation de
- Dandy-Walker polydactylie postaxiale, MDW avec polydactylie postaxiale, Syndrome de Pierquin, absence partielle ou complète du vermis cérébelleux, hydrocéphalie
- Dandy-Walker, syndrome récessif de
- Dandy-Walker, transmission récessive liée à l'X de, Syndrome de Pettigrew, malformation du système nerveux central (SNC), déficience intellectuelle sévère, hypotonie, spasticité, contractures, choréoathétose, convulsions, dysmorphie faciale, visage allongé, front proéminent
- Daneman-Davy-Mancer, syndrome de, Syndrome de goitre multinodulaire-rein kystique-polydactylie, Anomalies thyroïde-rein-doigts
- Danon, maladie de
- Darier, maladie de
- Da Silva, syndrome de, habitus marfanoïde, myopie sévère, décollement de la rétine, prolapsus valvulaire mitral, diverticules viscérales, hernie inguinale et/ou fémorale, diverticules du gros et du petit intestin, diverticule de la vessie, éventuelle éventration diaphragmatique
- Davenport-Donlan, syndrome de, Syndrome de surdité-cheveux dépigmentés-contractures
- David, syndrome de, (Deficit in Anterior Pituitary - Variable Immune Deficiency),  insuffisance antéhypophysaire (IAH) et un déficit immunitaire commun variable (DICV), alopécie, retard statural, retard pubertaire, insuffisance corticotrope, thyréotrope, somatotrope et gonadotrope, bronchopneumopathie, diarhée
- Davis-Lafer, syndrome de, dysmorphie faciale, retard de croissance, déficience intellectuelle, hypertélorisme, malformations cardiaques, anomalies squelettiques, troubles de la vue, troubles de l'audition
- Deal Barratt Dillon, syndrome de, peau squameuse, ictère, diarrhée, luxation de la hanche, retard de croissance fœtale, hypotonie, retard mental, importante protéinurie, mobilité articulaire altérée, pied bot, Glycogénose par déficit en glucose-6-phosphatase de type 1A
- De Barsy, syndrome de, Syndrome de cutis laxa-opacité cornéenne-déficience intellectuelle, Syndrome progéroïde, dysmorphie faciale (fentes palpébrales, petite bouche, aspect progéroïde, retard de fermeture de la fontanelle, cutis laxa (CL), hyperlaxité ligamentaire, mouvements athétoïdes, hyperréflexie, retard de croissance pré- et postnatal, déficit intellectuel, retard du développement, opacité cornéenne, cataracte
- Décollement de la rétine encéphalocèle occipital, Syndrome de Knobloch-Layer, dégénération vitrorétinienne et maculaire
- Défaut de latéralisation
- Déficit en NGLY1
- Déficit en carbamoyl-phosphate synthétase-1[1], CPS1D,  hyperammoniémie, léthargie, vomissements, hypothermie, convulsions
- Déficit immunitaire avec nanisme à membres courts
- Déficit immunitaire combiné sévère avec hyperéosinophilie, Syndrome d'Omenn
- Déficit immunitaire combiné sévère avec leucopénie, infections respiratoires sévères, retard de croissance staturo-pondérale
- Déficit immunitaire combiné sévère de type alymphocytose
- Déficit immunitaire combiné sévère, lié à un déficit en adénosine désaminase
- Déficit immunitaire combiné sévère par défaut d'expression des molécules HLA de classe 2, Syndrome des lymphocytes dénudés type 2, Déficit en CMH de classe II,  lymphopénie T CD4+, hypogammaglobulinémie, infections sévères des voies respiratoires et gastro-intestinales, diarrhée, retard de croissance staturo-pondérale
- Déficit immunitaire combiné sévère, T- B-, IDCS T-B- , absence de fonction des lymphocytes T et B,  infections respiratoires virales, bactériennes ou fongiques, diarrhées, retard de croissance staturo-pondérale
- Déficit immunitaire combiné sévère, T- B+, lié à l'X,   , anomalie de fonction des lymphocytes périphériques T, présence de lymphocytes B, infections respiratoires virales, bactériennes et fongiques sévères, diarrhées, retard de croissance staturo-pondérale
- Déficit immunitaire combiné sévère, T- B+, lié à un déficit en JAK3 (Janus kinase), SCID T-B+ par déficit en JAK3, infections sévères et récurrentes, diarrhée, retard de croissance staturo-pondérale
- Déficit immunitaire commun variable
- Dégénérescence cortico-basale, DCB, dysfonctionnements du système moteur, troubles cognitifs, rigidité asymétrique, bradykinésie, apraxie des membres, trouble visuo-spatial, disfluence verbale, agraphie
- Dégénérescence hépato-lenticulaire, Maladie de Wilson
- Dégénérescence maculaire juvénile, maladie de Stargardt, voir dystrophie maculaire vitelliforme de Best, détérioration de la macula, cécité
- Dégénérescence maculaire juvénile hypotrichose, HJMD, cheveux courts et épars à la naissance, dégénéscence maculaire progressive, cécité
- Dégénérescence maculaire liée à l'âge
- Dégénérescence maculaire vitelliforme
- Dégénérescence rétinienne microphtalmie glaucome, Syndrome de Mackay-Shek-Carr, dégénérescence rétinienne pigmentaire, nyctalopie, restriction du champ visuel, dégénérescence maculaire kystique, glaucome à angle fermé, hypermétropie, nanophtalmie (réduction globale du volume oculaire)
- Dégénérescence spongieuse du système nerveux central
- Dégénérescence striatale familiale,  maladie de Huntington, atteinte neurodégénérative, symptômes moteurs, chorées, troubles cognitifs et psychiatriques, neurodégénérescence du striatum
- Dégénérescence striato-nigrique, Nécrose striato-nigrique, syndrome de dégénérescence spongieuse symétrique bilatérale du noyau caudé, du putamen et du globus pallidus, régression développementale, choréo-athétose, dystonie, quadriparésie spastique
- Dégénérescence striato thalamique infantile
- Dégénérescence thalamique infantile, forme de Maladie d'Alexander, retard de développement, faible tonus musculaire, mouvements involontaires
- Dégénérescence vitréo-rétinienne de Wagner, Maladie de Wagner, Vitréo-rétinopathie liée à VCAN, dystrophie hyaloïdéo-rétinienne dominante de Wagner
- De Hauwere Leroy Adriaenssens, syndrome de, dysplasie de l'iris (petite taille), hypertélorisme, retard psychomoteur, surdité neurosensorielle, Syndrome de Rieger
- Déshydratase ALA, déficit en, Porphyrie par déficit en delta-aminolévulinate déshydratase, Porphyrie de Doss, Porphyrie hépatique, crises neuro-viscérales  mais pas de signes de Porphyrie cutanée, douleurs abdominales intenses, troubles neurologiques, troubles psychiques
- Dejerine Klumpke paralysie, paralysie de la main et du bras due à une lésion du plexus brachial pendant l'accouchement, syndrome de Claude Bernard-Horner, myosis (rétrécissement de la pupille), ptôsis (chute de la paupière supérieure), énophtalmie (enfoncement de l'œil dans l'orbite)
- Dekaban-Arima, syndrome de, Syndrome de Joubert lié au syndrome de Senior-Loken, Syndrome cérébellooculorénal, troubles neurologiques, atteinte rénale, atteinte oculaire
- De la Chapelle, syndrome de, Syndrome du mâle XX
- Délétion
- Délétion 10p, syndrome de DiGeorge et spectre du syndrome velo-cardio-facial (DGS/VCFS), hypoparathyroidie, hypocalcémie, cardiopathie conotroncale congénitale, dysmorphie faciale, microcéphalie, hypoplasie thymique, déficit en lymphocytes T, déficit intellectuel,
- Délétion 10pter, idem que 10p avec poids de naissance léger, retard de croissance pré- et post-natal, hypotonie, éventuelles observations isolées de communication interventriculaire, hydrocéphalie, hypogénitalisme
- Délétion 10q, dysmorphie faciale, hypertélorisme, strabisme, retard de croissance pré- et postnatale, anomalies cardiaques, tétralogie de Fallot, tronc artériel commun, anomalies génitales, testicules ectopiques, micropénis, valve de l'urètre postérieure, retard du développement
- Délétion 11p
- Délétion 11p11 p12, Syndrome de Potocki-Shaffer, retard global de développement, déficience intellectuelle, exostoses cartilagineuses multiples, anomalies crâniofaciales, brachycéphalie, foramina bipariétaux, larges fontanelles, craniosynostose, ptose, épicanthus, narines hypoplastiques, philtrum court, micrognathie, troubles du comportement, myopie, strabisme, surdité neurosensorielle
- Délétion 11q, Syndrome de Jacobsen, dysmorphie crâniofaciale, hypertélorisme, ptosis, colobome, fentes palpébrales, épicanthus, craniosynostose, anomalies oculaires, cardiopathie congénitale, déficience intellectuelle, troubles du comportement, TDAH, autisme, crises épileptiques, syndrome Paris-Trousseau, atteinte rénale structurelle, anomalies urogénitales, cryptorchidie, sténose du pylore, immunodéficience
- Délétion 12p12 p11, déficience intellectuelle, retard de développement, troubles du langage, troubles du comportement, légère dysmorphie faciale, front proéminent, fentes palpébrales, épicanthus, anomalies squelettiques, vertèbres en ailes de papillon, scoliose, strabisme, hypoplasie du nerf optique, malformations cérébrales
- Délétion 12p13, apraxie de la parole infantile (APL), dyspraxie verbale développementale (DVD), production d'erreurs incohérentes sur les consonnes et les voyelles lors de répétitions de syllabes ou de mots, transitions articulatoires allongées et altérées entre les sons et les syllabes, prosodie inappropriée, détection éventuelle de légère déficience intellectuelle
- Délétion 13q, déficit intellectuel, retard de développement de sévérité variable, malformations du système nerveux central, holoprosencéphalie, anencéphalie, ventriculomégalie, malformation de Dandy-Walker, anomalies oculaires, hypertélorisme, microphtalmie, strabisme, aniridie, dysplasie rétinienne, dysmorphie crâniofaciale, microcéphalie, trigonocéphalie, micrognathie, troubles cardiaques, troubles génito-urinaires, atteintes gastro-intestinales, malformations squelettiques
- Délétion 13q14, retard de développement, déficit intellectuel de sévérité variable, rétinoblastome, dysmorphie faciale, microcéphalie/dolichocéphalie, front haut et large, philtrum proéminent, fort poids à la naissance, macrocéphalie, pinéalome, hépatomégalie, hernie inguinale, cryptorchidie
- Délétion 13q22, retard psychomoteur léger à modéré, insuffisance en hormone de croissance, hypertélorisme, cou court, micrognathie, hypotonie, oreilles dysplasiques
- Délétion 13q32, multiples lésions hypopigmentées aux pieds et au thorax, leucodermie, déficience intellectuelle légère à sévère, retard de croissance, dysmorphie crâniofaciale, anomalies des mains et des pieds, anomalies cérébrales, troubles cardiaques, atteintes rénales.
- Délétion 14q11, retard de développement, déficience intellectuelle, troubles de la parole, épilepsie, dysmorphie hypotélorisme ou hypertélorisme, dysplasie des oreilles, fentes palpébrales, microcéphalie ou macrocéphalie, troubles du comportement, mouvements stéréotypés des mains, ataxie, hypotonie, fente palatine
- Délétion 14q q23, anomalies oculaires, anopthalmie ou microphtalmie, ptosis, hypertélorisme, exophtalmie, anomalies hypophysaires, hypoplasie/aplasie avec déficit en hormone de croissance, retard de croissance, anomalies main/pied, polydactylie, doigts courts, pieds creux, hypotonie musculaire, retard de développement psychomoteur, déficience intellectuelle, dysmorphie faciale, asymétrie faciale, microrétrognathie, palais ogival,malformations génito-urinaires congénitales, déficience auditive
- Délétion 14q31, asymétrie faciale, front proéminent, épicanthus, strabisme, astigmatisme, colobome, dystrophie de la rétine, ptose, retard de développement, un cas d'agénésie du corps calleux, phimosis, hypospadias, hypotonie musculaire
- Délétion 14q32.1, Prédisposition à un néoplasme myéloprolifératif, leucémie myéloïde, leucémie myélomonocytaire chronique, thrombocytémie, évolution vers une myélofibrose et une leucémie myéloïde aiguë secondaire
- Délétion 14qter, retard global de développement, hypotonie, malformations cardiaques congénitales, dysmorphie faciale, front haut, petites fentes palpébrales, épicanthus, blépharophimosis, pont nasal large et plat, philtrum large, palais ogival, menton pointu, oreilles malformées, émission de cris aigus de faible intensité, crises convulsives, anomalies dentaires et troubles ophtalmologiques
- Délétion 15q11.2, troubles neuropsychiatriques ou neurodéveloppementaux, retard du développement psychomoteur, retard de parole, spectre autistique, trouble de l'attention, hyperactivité, trouble obsessionnel compulsif (TOC), épilepsie, crises convulsives, dysmorphie légère, oreilles dysplasiques, front large, hypertélorisme, fente palatine, ataxie et hypotonie musculaire
- Délétion 15q25, retard de croissance pré- et post-natal, retard de développement, déficience intellectuelle, anomalies main/pied brachydactylie/clinodactylie, pied bot, hypoplasie des ongles, doigts en position proximale, dysmorphie crâniofaciale, microcéphalie, visage triangulaire, large pont nasal, micrognathie, lymphoedème néonatal, malformations cardiaques, aplasia cutis congenita, dilatation de la racine aortique, troubles du spectre autistique
- Délétion 16p11.2
- Délétion 17q23.1q23.2, retard du développement, retard de langage, malformation cardiaque, persistance du canal artériel ou communication interauriculaire, anomalies des doigts et des orteils longs et fins, hypoplasie de la rotule, scoliose, dysmorphie faciale, microcéphalie, petite taille
- Délétion 17 q24.2, retard de développement, retard de langage, déficience intellectuelle, anomalies des doigts/orteils, clinodactylie du 5e doigt, syndactylie des 2e-3e orteils, microcéphalie, malformations cardiaques, anomalies des voies aériennes supérieures, dysmorphie faciale,  hypertélorisme, fentes palpébrales, ptosis, épicanthus, malformations de l'oreille, philtrum court, rétrognathie/micrognathie, palais ogival/ bec-de-lièvre, anomalies dentaires, déficiences auditives, troubles visuels, crises d'épilepsie, anomalies articulaires, obésité, troubles comportementaux, troubles psychiatriques
- Délétion 18p, Syndrome de délétion 18p de Grouchy type 1, retard global de développement, déficience intellectuelle, petite taille, mouvements de dystonie et d'hypotonie, dysmorphie faciale, visage rond, épicanthus, strabisme, ptosis, hypertélorisme, philtrum court et proéminent, antihélix hypoplasique, éventuelle microcéphalie, micrognathie, anomalies dentaires, cou court, anomalies de la substance blanche (50 % des cas), anomalies de l'hypophyse, holoprosencéphalie (10 à 15 % des cas), malformations cardiaques congénitales, malformations squelettiques, déficits immunitaires,  malformations génito-urinaires
- Délétion 18q, anomalies orthopédiques congénitales, pieds bots, fentes labio-palatines, anomalies rénales, rein en fer à cheval, hydronéphrose, polykystose rénale voire absence de rein, anomalies génitales masculines, cryptorchidie, hypospadias, strabisme, nystagmus, colobome, otites, sinusites, surdité neurosensorielle, symptômes dépressifs, trouble anxieux, symptômes maniaques, symptômes psychotiques
- Délétion 18q21qTer : idem que Délétion 18q
- Délétion 18q23 : Une délétion de 18q23 n'entraîne pas toujours les caractéristiques cliniques associées au syndrome 18q
- Délétion 1p, terme générique
- Délétion 1p21.1, microcéphalie, retard de développement, déficit intellectuel léger, dysmorphie faciale discrète, anomalies oculaires, troubles du spectre autistique, déficit de l'attention, hyperactivité, schizophrénie
- Délétion 1p21.3, retard sévère de la parole et du langage, déficience intellectuelle, trouble du spectre autistique.
- Délétion 1p22 p13, syndrome de Moebius et syndrome de Poland, fente palatine, dextrocardie, hypoplasie mandibulaire, multiples zones de perte de volume cérébral.
- Délétion 1p31 p22, craniosynostose, colobome, fente palatine, dysmorphies faciales, microphtalmie bilatérale, retard global sévère du développement, retard de croissance
- Délétion 1p32, myélome multiple, Maladie de Bessel-Hagen, Ostéochondromes multiples, plasmocytomes
- Délétion 1p34 p32, occiput plat, sourcils droits, petite bouche, ptose bilatérale, rétrognathie, luette bifide, palais arqué, hypoplasie maxillaire, mandibule allongée, cyphoscoliose convexe dorsale gauche, pied plat bilatéral, légère hypotonie, articulations laxistes.
- Délétion 1p36, dysmorphie crâniofaciale, sourcils droits, yeux enfoncés dans les orbites, une arête nasale large et plate, visage hypoplasique, philtrum long, menton pointu, retard de fermeture de la fontanelle antérieure, microbrachycéphalie, brachydactylie, camptodactylie, hypotonie congénitale, difficultés de déglutition, retard du développement moteur, retard de motricité, absence d'acquisition du langage, déficit intellectuel
- Délétion 1q21.1, macrocéphalie, retard de développement, déficience intellectuelle, troubles psychiatriques, troubles du spectre autistique, trouble déficitaire de l'attention, hyperactivité, schizophrénie, troubles de l'humeur, légère dysmorphie faciale, front haut, hypertélorisme, malformations cardiaques congénitales, hypotonie, petite taille, scoliose
- Délétion  1q22-q25.1, fente labio-palatine bilatérale, pli palmaire transverse à la main, cou court, arête nasale large, oreilles mal formées, petites mains, petits pieds, hypotonie, hémangiome, langue bifide, hernie inguinale bilatérale, exophtalmie bilatérale, épicanthus et hypertélorisme
- Délétion 1q24q25, retard de croissance, microcéphalie, déficience intellectuelle, brachydactylie, dysmorphie faciale, fente labio-palatine bilatérale, oreilles malformées et basses, hypotonie
- Délétion 1q25 q32, retard mental, clinodactylie du cinquième doigt, anomalies faciales mineures, front proéminent, fentes palpébrales obliques, philtrum court, pas de retard de croissance, organes internes normaux, pas de troubles cardiaques, difficultés de communication
- Délétion 1q32 q42, hernie diaphragmatique, détresse respiratoire sévère, rareté du tissu sous-cutané, légère dysmorphie faciale, palmure cervicale, hypoplasie génitale, contractures en flexion des doigts
- Délétion 1q, terme générique,  déficience intellectuelle, microcéphalie, crises convulsives, retard de croissance, dysmorphie faciale, malformations de la ligne médiane, malformations cardiaques, malformations du corps calleux, malformations gastro-oesophagiennes, malformations urogénitales
- Délétion 20p,  sous-développement de l'hypophyse, retard de croissance, anomalies métaboliques, anomalies de la reproduction, cryptorchidie, hypogonadisme, fente labio-palatine, fossette préauriculaire droite, mains courtes, doigts effilés, hypothyroïdie, diabète insipide, insuffisance surrénalienne, hétérotaxie abdominale ou situs inversus, éventuelle atrésie anale
- Délétion 21q22,  retard de croissance pré- et postnatal, petite taille, déficience intellectuelle, retard de développement, troubles sévères du langage, thrombocytopénie, dysmorphie crâniofaciale, microcéphalie, fentes palpébrales inclinées vers le bas, oreilles en implantation basse, nez large, éventuelle agénésie du corps calleux, voire troubles du comportement et crises d'épilepsie
- Délétion 22q11.2, Syndrome cardio-facial de Cayler, Syndrome de DiGeorge, Syndrome de Sedlackova, Syndrome de Shprintzen, Syndrome de Takao, malformations cardiaques, malformations conotroncales, communication interventriculaire, tronc artériel commun, tétralogie de Fallot, interruption de l'arc aortique, fente palatine ou labio-palatine, insuffisance vélopharyngienne, hypernasalité, dysphagie, ptosis, hypertélorisme, plis épicanthaux, immunodéficience secondaire, aplasie/hypoplasie thymique, purpura thrombopénique immunologique, arthrite juvénile idiopathique, hypocalcémie, hypoparathyroïdie, malformations gastro-intestinales, malrotation intestinale, imperforation anale, surdité, anomalies rénales (agénésie rénale), anomalies dentaires due à l'hypoplasie de l'émail, anomalies squelettiques, scoliose, pied bot, difficultés d'apprentissage, retard de développement, maladies psychiatriques, anxiété, dépression, schizophrénie, risque éventuel d'une apparition de la maladie de Parkinson
- Délétion 22q13.3
- Délétion 2p22, syndrome d'anévrisme de l'aorte thoracique, syndrome de Marfan, syndrome de Loeys-Dietz, dilatation de la racine aortique, ptosis, hypoplasie malaire, palais ogival élevé, rétrognathie, pied plat, déformation de l'arrière du pied, apnée obstructive du sommeil, faible tonus tronculaire, mobilité articulaire réduite
- Délétion 2pter p24, retard de développement, déficiences intellectuelles, dysmorphies faciales, arête nasale large, hypertélorisme, micrognathie, retards de croissance, malformations cardiaques, anomalies congénitales, anomalie urétrale, anomalies du cerveau, troubles rénaux
- Délétion 2q24 q31, anomalies digitales bilatérales (mains et pieds), large fente entre le premier et le deuxième orteil, hallux valgus, brachysyndactylie des orteils, camptodactylie des doigts, retard de croissance, retard mental, microcéphalie, fentes palpébrales obliques vers le bas, micrognathie, oreilles basses.
- Délétion 2q32.q33, déficience intellectuelle, troubles du comportement, petite taille, microcéphalie, dysplasie des ongles, cheveux clairsemés, fente palatine, dysmorphie crâniofaciale, anomalies congénitales, anomalies cardiovasculaires, anomalies génito-urinaires et ectodermiques
- Délétion 2q37, Syndrome de brachydactylie-déficience intellectuelle, Ostéodystrophie d'Albright type 3, retard de développement, déficience intellectuelle, hypotonie (50 à 65 % des patients), convulsions (20 à 35 % des patients), brachymétaphalangisme (50 % des patients), petite taille (23 % des patients), dysmorphie faciale, cheveux clairsemés, visage rond, front proéminent, sourcils peu fournis et arqués, hypoplasie médiofaciale, columelle proéminente, palais ogival, obésité, mamelons très écartés ou surnuméraires, clinodactylie du cinquième doigt, syndactylie des doigts/orteils, micro ou macrocéphalie, malformations cardiaques, gastrointestinales (30 % des patients), génitales (11 % des patients).
- Délétion 2q duplication 1p
- Délétion 3p, retard de croissance pré- et post-natale, déficit intellectuel, retard de développement, dysmorphie crâniofaciale, microcéphalie, trigonocéphalie, fentes palpébrales, télécanthus, ptosis, micrognathie, polydactylie post-axiale, hypotonie, anomalies rénales, anomalies cardiaques, communication atrioventriculaire
- Déletion 3p13 p21, malformations cardiaques, atrésie des choanes, anomalies auriculaires, anomalies du système nerveux central, anomalies rénales, syndrome de Joubert, hypertélorisme, microphtalmie bilatérale, philtrum court, palais haut et voûté, petites oreilles implantées bas, hypoplasie de la partie supérieure de l'hélix, camptodactylie du majeur, absence de vermis, agénésie partielle du corps calleux
- Délétion 3p14 p12, petite taille, retard de croissance, dysmorphie faciale, malformations cardiaques congénitales, anomalies urogénitales, troubles neurologiques, perte auditive, retard global du développement, syndrome CHARGE
- Délétion 3p25.3, Syndrome de déficience intellectuelle-épilepsie-mouvements stéréotypés des mains, mauvaise élocution, ataxie, mouvements stéréotypés des mains
- Délétion 3q13, retard de développement important, croissance postnatale supérieure à la moyenne, hypotonie musculaire, dystrophie faciale, front large et proéminent, hypertélorisme, plis épicanthiques, yeux bridés anti-mongoloïdes, ptosis, philtrum court, lèvre inférieure proéminente, palais haut et arqué, hypoplasie des organes génitaux masculins, anomalies squelettiques.
- Délétion 3q21 23, dysmorphie crâniofaciale, retard global de développement, malformations squelettiques, hypotonie, anomalies ophtalmologiques, anomalies cérébrales, agénésie du corps calleux, anomalies de l'appareil génito-urinaire, hypospadias, hydrocèle abdomino-scrotale, retard de croissance, microcéphalie, maladie rénale chronique, transaminite, hypercalcémie, hypoglycémie, infections récurrentes, hernie inguinale, cutis marmorata
- Délétion 3q26 q28, anophtalmie, microphtalmie extrême, retard de croissance intra-utérin (RCIU), faciès dysmorphique, front bosselé, fentes palpébrales inclinées vers le bas, arête nasale rainurée, oreilles proéminentes et implantées bas, petite bouche tournée vers le bas, petite mandibule
- Délétion 4p, syndrome de Wolf-Hirschhorn,
- Délétion 4p14 p16
- Délétion 4p15.31p15.1, hypertélorisme,cryptorchidie bilatérale, communication interauriculaire,  aucune malformation des membres, pas de crise d'épilepsie
- Délétion 4p16.2-p15.32, dysfonctionnement ovarien, retard mental léger, pas de phénotypes typiques de délétion 4p
- Délétion 4p16.3, syndrome de Wolf-Hirschhorn, déficience intellectuelle, crises d'épilepsie, déformations faciales spécifiques (apparence d'un casque de guerrier grec), multiples anomalies congénitales
- Délétion 4q-4qter, malformations cardiaques, anomalies crâniofaciales, anomalies digitales, anomalies squelettiques, troubles du développement, hypotonie, retard de développement, retard de croissance, fente palatine, malformations cardiovasculaires, anomalies (mains/ pieds), dysmorphies faciales, microcéphalie, visage arrondi, petits yeux, pont nasal large, nez retroussé, joues pleines, bouche et menton de petite taille
- Délétion 4q31 ou 4q32, croissance lente postnatale, anomalies des organes génitaux, cryptorchidie, hypospadias, dysmorphies faciales, ensellure nasale plate, hypertélorisme, épicanthus
- Délétion 4q32, 4q34, Retard de développement, difficultés d’apprentissage, fente palatine, petite mâchoire fuyante, séquence de Pierre Robin, malformation cardiaque, difficultés de coordination pour manger, difficulté de déglutition, malformations rares des doigts et des ongle, 5ème doigt court, dysmorphie unguéale, chevauchement des orteils par-dessus ou par-dessous
- Délétion 5p
- Délétion 5q35.1 - 5q35.2, syndrome de Sotos, croissance excessive pendant l'enfance, macrocéphalie, dysmorphie faciale, difficulté d'apprentissage
- Délétion 5q35.3, lymphoedème prénatal, translucidité nucale, hypotonie musculaire, retard intellectuel, petite taille postnatale, déficit en hormone de croissance, poitrine légèrement en forme de cloche, malformations cardiaques congénitales, dysmorphie faciale
- Délétion 5q35 qter, retard de développement sévèr, microcéphalie, troubles cardiaques, défaut septal auriculaire avec ou sans défauts de conduction auriculo-ventriculaire, anomalie d'Ebstein, tétralogie de Fallot
- Délétion 6p23, anémie, pas d'hémorragie, pas d'infection, aucune adénopathie, aucune organomégalie, éventuelle leucémie aiguë myéloïde (LAM)
- Délétion 6q25.3 et 6q26, anomalies crânio-faciales, microcéphalie, nez large avec racine proéminente et extrémité bulbeuse, anomalies auriculaires, anomalie buccale, coins tombants (bouche de poisson), manifestations neurologiques, retard psychomoteur, hypotonie, épilepsie, anomalies rétiniennes, strabisme
- Délétion 6q1, retard mental sévère, visage rond, joues pleines, fentes palpébrales obliques, cou court, hernie ombilicale, syndactylie 2-3 des pieds, dermatoglyphes typiques, excès de spires, clinodactylie du 5ème doigt.
- Délétion 6q13 q15, long philtrum, lèvre supérieure fine, yeux légèrement obliques vers le haut, grandes oreilles, plis épicanthiques, nez court et retroussé, prognathie, hyperlaxité des articulations (hanches, coudes, chevilles, doigts, pouces), dysplasie de la hanche, fémur à déplacement hors alvéole pelvienne, hernie ombilicale, hypotonie, retard de développement, retard de langage, cryptorchidie,
- Délétion 6q14q16.2, anomalies crâniofaciales, microcéphalie, anomalies auriculaires, retard psychomoteur, hypotonie, épilepsie, anomalies rétiniennes
- Délétion 6q16 q21, Syndrome de Prader-Willi-like, obésité, hyperphagie, hypotonie, mains et des pieds courts, troubles de la vision, retard de développement, troubles du métabolisme énergétique.
- Délétion 6q26-6q27, fossette sacro-coccygienne (creux ou trou dans la peau juste au-dessus de la raie des fesses), déformation similaire à proximité de la base de la colonne vertébrale, éventuel coccyx proéminent, éventuel lipome à la colonne vertébrale, ou lipome du filum terminal, hypotonie, faible tonicité musculaire, léthargie, difficultés d'alimentation, retard de développement, épilepsie, implantation basse des oreilles, bouche de carpe, lèvre supérieure fine, mâchoire inférieure petite, menton pointu, hypertélorisme, grand philtrum, voûte nasale haute, visage aplati, articulations phalangiennes courtes parfois larges, 5ème doigt incurvé, pieds plats, pied-bot,
- Délétion 7
- Délétion 7q21
- Délétion 7q3
- Délétion 8p
- Délétion 8p23.1, retard de croissance pré- et postnatale, faible poids à la naissance, déficit intellectuel, retard psychomoteur, trouble du langage, convulsions, troubles comportementaux, hyperactivité, impulsivité, anomalies crâniofaciales, microcéphalie, front haut et étroit, arête nasale large, épicanthus, palais ogival, cou court, oreilles basses et dysplasiques, malformations cardiaques, communication interatriale, interventriculaire, anomalie du canal atrioventriculaire, sténose pulmonaire, hernie diaphragmatique, cryptorchidie/hypospadias
- Délétion 8q
- Délétion 8q12 21
- Délétion 8q21 q22
- Délétion 9p
- Délétions de l'Y
- Délétions/Duplications de l'ADN mitochondrial
- Délétion xp22 pter
- Délétion xq28
- Délétion y partielle
- Delleman-Oorthuys, syndrome de
- Delta-1-pyrroline 5-carboxylate déshydrogénase, déficit en (hyperprolinémie type 2)
- Delta-1-pyrroline 5-carboxylate synthétase, déficit en
- Delta-sarcoglycanopathie
- Démence à corps de Lewy
- Démence dysphasique héréditaire
- Démence fronto-temporale
- Démence fronto-temporale et Parkinsonisme, liée au chromosome 17
- Démence-infarctus cérébraux multiples héréditaires
- Démodécie
- De Morsier, syndrome de
- Dennis Cohen, syndrome de
- Dennis Fairhurst Moore, syndrome de
- Dents et ongles, syndrome des
- Dentine dysplasie ostéosclérose
- Dentinogenèse imparfaite de type 1
- Dent, maladie de
- Dents néonatales intestin pseudo obstruction canal artériel
- Denys-Drash, syndrome de
- Déplétions de l'ADN mitochondrial
- Dercole, syndrome de
- Dercum, maladie de
- Dérèglement Immunitaire, Polyendocrinopathie, Entéropathie, liés à l'X (IPEX)
- Dérivés mülleriens lymphangiectasies polydactylie
- Dérivés mülleriens persistants
- Der Kaloustian Jarudi Khoury, syndrome de, Syndrome de dégénérescence spinocérébelleuse-dystrophie cornéenne, déficience intellectuelle, ataxie,  tremblements, dysmorphie faciale, ptosis, micrognathie, hypertonie, hyperréflexie des membres inférieurs, signe de Babinski
- Der Kaloustian mac Intosh Silver, syndrome de, Syndrome de synostose radio-ulnaire-retard de développement-hypotonie, visage dysmorphique
- Dermatite herpétiforme
- Dermatochalazie granulomateuse, Chalazodermie granulomateuse, lymphoprolifération cutanée
- Dermatofibrosarcome de Darier-Ferrand
- Dermatofibrose lenticulaire disséminée avec ostéopoécilie, Syndrome de Buschke–Ollendorff, hamartome, lésions cutanées, papules
- Dermatoglyphes absence syndactylie miliaire
- Dermatoleucodystrophie, épaississement cutané, rides, perte d'élasticité, troubles neurologiques, sphéroïdes neuroaxonaux, démyelinisation
- Dermatomyosite
- Dermato ostéolyse type Kirghize, ulcérations cutanées, arthralgies, fièvre, ostéolyse des mains et pieds, oligodontie, dystrophie unguéale, kératite,
- Dermatose à IgA linéaire, atteinte cutanée bulleuse, dépôt d'immunoglobuline A sur la membrane basale
- Dermatose neutrophile aiguë fébrile, Syndrome de Sweet, nodules douloureux, oedémateux et érythémateux, papules, fièvre, neutrophilie, hémopathie maligne, tumeurs viscérales, effets iatrogènes
- Dermatose pustuleuse érosive du cuir chevelu, inflammation du cuir chevelu, pustules, alopécie cicatricielle
- Dermatose pustuleuse sous-cornée
- Dermatostomatite, type Stevens-Johnson
- Dermoïdes cornéens petite taille, Syndrome de Guízar Vázquez-Luengas-Muñoz,  tumeur cornéenne, opacification bilatérale de la cornée
- Dermo odonto dysplasie
- Dermopathie restrictive létale, atteintes cutanées, atteintes des muqueuses, desquamation, dysmorphie faciale, arthrogrypose multiple,akinésie/hypokinésie foetale, hypoplasie pulmonaire
- De Sanctis Cacchione, syndrome de
- Desbuquois, syndrome de, nanisme, dysmorphie faciale, laxité articulaire, multiples luxations, anomalies vertébrales et métaphysaires
- Déshydrogénases à FAD, déficit multiple des, paralysie bulbaire, paralysie des cordes vocales, dyspnée avec stridor, ncéphalopathie hypoxique-ischémique, insuffisance respiratoire, acidose lactique
- De Smet Fabry Fryns, syndrome de, Symbrachydactylie des pieds et des mains, brachydactylie, hypoplasie, syndactylie, ongles résiduels
- Desmostérolose, syndrome d'anomalie de biosynthèse du stérol,  anomalies congénitales, retard de croissance, déficience intellectuelle
- Désorganisation embryonnaire, syndrome de, déformations multiples lors de la morphogenèse
- Destruction du cerveau fœtal, syndrome de, microcéphalie, proéminence ostéolytique occipitale, atteintes neurologiques , hypertrophie des ventricules cérébraux, anomalie du tissu cortical, hydranencéphalie.
- De Vaal, maladie de, Immunodéficience combinée sévère avec surdité, Déficit en adénylate kinase 2 (AK2), absence de fonctions immunitaires innées, septicémie fatale
- Devriendt Legius Fryns, syndrome de, syndrome Alopécie-hypogonadisme-trouble extrapyramidal, hypotonie musculaire, posture choréo-athétosique , mouvements dystoniques, dysarthrie, dysphagie, scoliose
- Devriendt Vandenberghe Fryns, syndrome de, Syndrome d'alopécie-déficience intellectuelle-hypogonadisme hypergonadotrope
- Dextrocardie
- Dextrocardie microphtalmie fente palatine retard mental
- D-glycérate déshydrogénase, déficit en (hyperoxalurie type 2), calculs rénaux, néphrocalcinose, insuffisance rénale, oxalose (oxalate de calcium), myoglobine dans les urines
- D-glycérate kinase, déficit en
- Diabète sucré, forme juvénile
- Diabète insipide d'origine centrale
- Diabète insipide néphrogénique
- Diabète lipoatrophique
- Diabète néonatal
- Diabète non insulino-dépendant avec surdité
- Diabète persistance des dérivés mülleriens
- Diabète surdité de transmission maternelle
- Diabète hypogonadisme surdité retard mental
- Diamond-Blackfan, maladie de
- Diarrhée chlorée congénitale
- Diarrhée chronique avec atrophie villositaire
- Diarrhée polyendocrinopathie infections liée à l'X
- Diastématomyélie
- DIDMOAD syndrome, Syndrome de Wolfram
- Diencéphalique, syndrome, Cachexie diencéphalique de Russell, retard de croissance staturo-pondérale, émaciation,  hyperkinésie, tumeurs hypothalamiques
- Die Smulders Droog Van Dijk, syndrome de, blépharophimosis - sillon nasal - retard de croissance, philtrum profond, oreilles décollées, micrognathie, problèmes respiratoires, malformation cardiaque, communication interstitielle
- Die Smulders Vles Fryns, syndrome de, Syndrome d'arachnodactylie-déficience intellectuelle-dysmorphie, brachycéphalie, hypertélorisme, philtrum plat, microstomie, hypoplasie maxillaire, arachnodactylie, clinodactylie, pouces triphalangés, hyperlaxité articulaire, hypotonie, hyperréflexie, déficience intellectuelle
- Diéthylstilbestrol, exposition anténatale au, Embryofoetopathie au distilbène, malformations de l'appareil reproducteur, kystes de l'épididyme, micropénis, cryptorchidie, hypoplasie testiculaire, carcinome vaginal ou utérin, utérus hypoplasique .
- DiGeorge, syndrome de
- Digitaliques, intoxication par les, nausées, vomissements, troubles cardiovasculaires, bradycardie, dysrythmies, atteintes du système nerveux central, léthargie, confusion, faiblesse, hyperkaliémie.
- Digito pédieux, syndrome, névrome de Morton
- Digito réno cérébral, syndrome
- Dihydrolipoamide déshydrogénase, déficit en (DLD), atteintes neurologiques, déficience intellectuelle, spasticité, ataxie, convulsions, atteinte hépatique, hypotonie, acidose lactique, hyperammoniémie, hépatomégalie
- Dihydroptéridine réductase, déficit en, hyperphénylalaninémie, trouble du développement neurologique, hypotonie, retard de développement, mouvement complexes anormaux, dystonie, dystonie-parkinsonisme
- Dihydropyrimidinase, déficit en, hyperammoniémie, léthargie, vomissements, excès de dihydrouracile, excès de dihydrothymine, élévation de la thymine, élévation de l'uracile
- Dihydropyrimidine déshydrogénase, déficit en
- Dihydropyrimidinurie, Déficit en dihydropyrimidinase
- Dilatation idiopathique de l'artère pulmonaire
- Dilatation idiopathique de l'oreillette droite
- Dincsoy Salih Patel, syndrome de, Syndrome de dysmorphie-ambiguïté génitale-hypopituitarisme-membres courts, hypoplasie des nerfs optiques, déficits hormonaux hypophysaires, malformations cérébrales de la ligne médiane
- Dinno Shearer Weisskopf, syndrome de, doigts longs et fins, Ostéosclérose, ataxie, anomalies dentaire, hydrocéphalie, hypertélorisme, pectus excavatum ou pectus carinatum
- Diomedi Bernardi Placidi, syndrome de, démarche anormale, épilepsie, retard mental, faiblesse progressive des jambes
- Dionisi Vici Sabetta Gambarara, syndrome de, Syndrome d'immunodéficience-cataracte-agénésie du corps calleux, hypopigmentation oculocutanée, cardiomyopathie, déficit immunitaire
- Diphallia
- Diphénylhydantoïne, exposition anténatale à la
- Diphtérie
- Diplégie congénitale faciale
- Diplégie spastique type infantile
- Diprosopie
- Dipygus
- Disaccharides, intolérance aux
- Discordance ventriculo-artérielle isolée
- Disomie uniparentale
- Dispersion pigmentaire, syndrome de
- Dissection aortique familiale
- Dissection artérielle avec lentiginose
- Distichiasis, anomalies cardio-vasculaires
- Distichiasis lymphœdème et fentes palatines (DLC)
- Distomatose
- Diverticule du cœur
- Dk phocomélie syndrome
- Dobrow, syndrome de
- Donnai-Barrow, syndrome de
- Donohue, syndrome de
- Door, syndrome de
- Dopamine bêta-hydroxylase, déficit en
- Dorfman Chanarin, syndrome de, lipidose, ichtyose cutanée, kératite, atteinte neurologique, rhabdomyolyse
- Double discordance
- Double discordance atrio-ventriculaire et ventriculo-artérielle
- Double Y, Syndrome 47,XYY, Syndrome de Jacob
- Drachtman Weinblatt Sitarz, syndrome de
- Dracunculose
- Drash, syndrome de
- Dravet, syndrome de
- Drépanocytose
- Duane, anomalie de - myopathie - scoliose, syndrome
- Duane anomalie retard mental
- Duane, syndrome de
- Dubin-Johnson, syndrome de
- Dubowitz, syndrome de
- Duchenne et Becker, myopathie de
- Duhring-Brocq, maladie de, Dermatite herpétiforme
- Duker Weiss Siber, syndrome de
- Duplication 10p
- Duplication 10pter p13
- Duplication 10q partielle
- Duplication 12p
- Duplication 12q
- Duplication 13
- Duplication 13p
- Duplication 13q
- Duplication 14q partielle délétion 14p partielle
- Duplication 14qprox
- Duplication 14qter
- Duplication 15q
- Duplication 16p
- Duplication 16q
- Duplication 17p
- Duplication 17p11 2
- Duplication 18
- Duplication 18p
- Duplication 18q
- Duplication 19q
- Duplication 1p21 p32
- Duplication 1q12 q21
- Duplication 1q32 qter
- Duplication 1q42 11 q42 12
- Duplication 1q42 qter
- Duplication 20p
- Duplication 22
- Duplication 22q11 q13
- Duplication 2p
- Duplication 2p13 p21
- Duplication 2pter p24
- Duplication 2q
- Duplication 2q37
- Duplication 3p
- Duplication 3p25
- Duplication 3q
- Duplication 3q13 2 q25
- Duplication 4p16.3 retard psychomoteur, retard de langage, convulsions, dysmorphie faciale, front haut, bosse frontale, hypertélorisme, glabelle proéminente, fentes palpébrales longues et étroites, oreilles implantées basses, long cou, anomalies oculaires, glaucome, pigmentation irrégulière de l'iris, hyperopie
- Duplication 4q
- Duplication 4q21
- Duplication 4q25 qter
- Duplication 5p
- Duplication 5pter p13 3
- Duplication 5q
- Duplication 6p
- Duplication 6q
- Duplication 7p
- Duplication 7p13 p12 2
- Duplication 7q
- Duplication 8p
- Duplication 8q
- Duplication 9p partielle
- Duplication 9q21
- Duplication 9q32
- Duplication caudale
- Duplication de la jambe et du pied en miroir
- Duplication de l'urètre
- Duplication digestive
- Duplication du phallus rachischisis imperforation anale
- Duplication entérique thoraco abdominale
- Duplication xp3
- Duplication xpter xq13
- Duplication xq
- Duplication xq13 1 q21 1
- Duplication xq25
- Dupont Sellier Chochillon, syndrome de
- Dyggve-Melchior-Clausen, syndrome de
- Dykes Markes Harper, syndrome de
- Dysautonomie familiale
- Dyschondrostéose
- Dyschondrostéose néphropathie
- Dyschromatose symétrique des extrémités
- Dyschromatose universelle
- Dysenterie ciliaire
- Dysequilibrium syndrome
- Dysfibrinogénémie familiale
- Dysfonctionnement vestibulocochléaire progressif familial
- Dysgénésie caudale familiale
- Dysgénésie costale pseudohermaphrodisme
- Dysgénésie gonadique anomalies multiples
- Dysgénésie gonadique dermoïde épibulbaire
- Dysgénésie gonadique mixte
- Dysgénésie gonadique type xx surdité
- Dysgénésie gonadique XY
- Dysgénésie ovarienne hypergonadotrophique
- Dysgénésie réticulaire, mutations du gène codant l'Adenylate kinase AK2, neutropénie, lymphocytopénie (lymphocytes T et « natural killer »-NK)
- Dysgénésie sacrococcygienne
- Dysgénésie thyroïdienne congénitale
- Dysgerminome
- Dyskératose congénitale
- Dyskératose folliculaire
- Dyskinésie ciliaire primitive
- Dyskinésie ciliaire primitive, type Kartagener
- Dyskinésie oro faciale
- Dyskinésie tardive
- Dyslipoprotéinémie à 'broad-beta'
- Dysmorphie colobome corps calleux agénésie
- Dysmorphie faciale scrotum en châle hyperlaxité ligamentaire
- Dysmorphie fente palatine excès de peau
- Dysmorphie malformations multiples
- Dysmorphie vocalisation anormale retard mental
- Dysostéosclérose
- Dysostose acrale dysérythropoïétique
- Dysostose acrofaciale ambigüité sexuelle
- Dysostose acrofaciale forme Catane, syndrome d'Opitz-Caltabiano
- Dysostose acrofaciale postaxiale
- Dysostose acro-faciale type Nager
- Dysostose acrofaciale type Palagonia
- Dysostose acrofaciale type Rodriguez
- Dysostose acro fronto facio nasale
- Dysostose cléido-crânienne
- Dysostose craniofaciale anomalies génitales dentaires cardiaque
- Dysostose craniofaciale arthrogrypose aspect progéroïde
- Dysostose craniofaciale type Crouzon
- Dysostose faciocrânienne hypomandibulaire
- Dysostose fronto facio nasale
- Dysostose huméro spinale cardiopathie
- Dysostose mandibulo-faciale
- Dysostose oculo maxillo faciale
- Dysostose périphérique
- Dysostose spondylocostale
- Dysostose spondylo costale Dandy Walker
- Dysostose spondylo costale forme dominante
- Dysostose type Stanescu
- Dysphasie congénitale familiale
- Dysplasie acromésomélique type Brahimi Bacha
- Dysplasie acromésomélique type Campailla Martinelli
- Dysplasie acromésomélique type Grebe
- Dysplasie acromésomélique type Hunter-Thompson
- Dysplasie acromésomélique type Maroteaux
- Dysplasie acromicrique
- Dysplasie artério-hépatique
- Dysplasie atrio-digitale
- Dysplasie campomélique
- Dysplasie chondroectodermique
- Dysplasie cléidocrânienne
- Dysplasie cranio-cervico-faciale ostéoglyphique
- Dysplasie cranio-fronto-nasale (en)
- Dysplasie cranio-lenticulo-suturale
- Dysplasie diaphysaire anémie
- Dysplasie diaphysaire progressive
- Dysplasie diastrophique
- Dysplasie du squelette brachydactylie
- Dysplasie du thorax et des membres type Rivera
- Dysplasie dyssegmentaire glaucome
- Dysplasie ectodermique alopécie polydactylie préaxiale
- Dysplasie ectodermique anhidrotique fente labiale
- Dysplasie ectodermique anhidrotique liée à l'X
- Dysplasie ectodermique arthrogrypose diabète
- Dysplasie ectodermique avec hypothyroïdisme et fente
- Dysplasie ectodermique cataracte cyphoscoliose
- Dysplasie ectodermique cécité
- Dysplasie ectodermique dermatoglyphes absents
- Dysplasie ectodermique ectrodactylie dystrophie maculaire
- Dysplasie ectodermique euhidrotique
- Dysplasie ectodermique faciale
- Dysplasie ectodermique hidrotique
- Dysplasie ectodermique hidrotique type Christianson Fourie
- Dysplasie ectodermique hidrotique type Halal
- Dysplasie ectodermique hypohidrose hypothyroïdisme
- Dysplasie ectodermique hypohidrotique, forme dominante
- Dysplasie ectodermique hypohidrotique, forme récessive
- Dysplasie ectodermique hidrotique liée à l'X
- Dysplasie ectodermique kyste adrénal
- Dysplasie ectodermique odonto micronychiale
- Dysplasie ectodermique ostéosclérose
- Dysplasie ectodermique retard mental malformation du système nerveux central (SNC)
- Dysplasie ectodermique retard mental syndactylie
- Dysplasie ectodermique surdité neurosensorielle
- Dysplasie ectodermique (terme générique)
- Dysplasie ectodermique tricho onycho hypohidrotique
- Dysplasie ectodermique type Bartalos
- Dysplasie ectodermique type Berlin
- Dysplasie ectodermique type Margarita
- Dysplasie ectodermique type tricho odonto onychial
- Dysplasie épimétaphysaire dominante
- Dysplasie épiphysaire cataracte
- Dysplasie épiphysaire dysmorphie camptodactylie
- Dysplasie épiphysaire hémimélique
- Dysplasie épiphysaire localisée
- Dysplasie épiphysaire microcéphalie nystagmus
- Dysplasie épiphysaire multiple type récessive
- Dysplasie épiphysaire multiple type dominante
- Dysplasie épiphysaire multiple, diabète précoce
- Dysplasie épiphysaire surdité dysmorphie
- Dysplasie épiphyso phalangienne
- Dysplasie fibreuse des os
- Dysplasie fronto facio nasale type Al Gazali
- Dysplasie frontométaphysaire
- Dysplasie frontonasale
- Dysplasie frontonasale acromélique
- Dysplasie frontonasale Klippel Feil syndrome
- Dysplasie frontonasale phocomélie anomalies congénitales
- Dysplasie gnathodiaphysaire
- Dysplasie immuno-osseuse de Schimke
- Dysplasie irienne hypertélorisme surdité
- Dysplasie kyphomelique
- Dysplasie létale type Greenberg
- Dysplasie macroépiphysaire type mac Alister Coe
- Dysplasie maxillo-nasale
- Dysplasie mésodermique axiale
- Dysplasie mésomélique fossettes cutanées
- Dysplasie mésomélique type Thai
- Dysplasie métaphysaire cubitale
- Dysplasie métaphysaire de Pyle
- Dysplasie métaphysaire sans hypotrichose
- Dysplasie métatropique
- Dysplasie mucoépithéliale héréditaire
- Dysplasie neuro-ectodermique type CHIME
- Dysplasie oculo-auriculo-vertébrale (OAV)
- Dysplasie oculo dento osseuse récessive
- Dysplasie olfactogénitale de de Morsier
- Dysplasie osseuse anomalies orofaciales
- Dysplasie osseuse létale type Holmgren Forsell
- Dysplasie osseuse néonatale type 1
- Dysplasie osseuse ostéosclérotique létale
- Dysplasie osseuse sclérosante retard mental
- Dysplasie osseuse type Azouz
- Dysplasie oto-spondylo-mégaépiphysaire
- Dysplasie panostotique fibreuse
- Dysplasie polyépiphysaire
- Dysplasie pseudo achondroplasique type 1
- Dysplasie pseudo achondroplasique
- Dysplasie rénale anomalie des membres
- Dysplasie rénale aplasie rétinienne
- Dysplasie rénale diffuse, récessive
- Dysplasie rénale dominante sténose infundibulo pelvienne
- Dysplasie rénale fibrose hépatique Dandy Walker
- Dysplasie rénale mégalocyste sirénomélie
- Dysplasie rénale multikystique, diffuse
- Dysplasie rétinienne liée à l'X
- Dysplasie rhizomélique type Patterson Lowry
- Dysplasie septo-optique
- Dysplasie septooptique anomalies des doigts
- Dysplasie spinale type Anhalt
- Dysplasie spondyloenchondrale
- Dysplasie spondyloépimétaphysaire
- Dysplasie spondyloépiphysaire
- Dysplasie spondyloépiphysaire arthropathie progressive
- Dysplasie spondyloépiphysaire pseudoachondroplasique
- Dysplasie spondyloépiphysaire syndrome néphrotique
- Dysplasie spondylo-huméro-fémorale
- Dysplasie spondylométaphysaire
- Dysplasie spondylométaphysaire avec déficit immunitaire combiné
- Dysplasie spondylo périphérique cubitus court
- Dysplasie squelettique agénésie du corps calleux
- Dysplasie squelettique épilepsie petite taille
- Dysplasie squelettique typeMoore
- Dysplasie squelettique type San Diego
- Dysplasie thanatophore
- Dysplasie thoracique hydrocéphalie
- Dysplasie tricho-onychique
- Dysplasie tricuspide
- Dysplasie trochléenne
- Dysplasie tubulaire
- Dysplasie valvulaire de l'enfant
- Dysplasie ventriculaire droite arythmogène
- Dysprothrombinémie
- Dysraphie fente labio-palatine anomalie des membres
- Dysraphisme spinal occulte
- Dyssegmentaire dysplasie type Silverman Handmaker
- Dystonie dopa-sensible
- Dystonie idiopathique familiale
- Dystonie localisée
- Dystonie musculaire déformante
- Dystonie myoclonique
- Dystonie-parkinsonisme, liée à l'X
- Dystonie progressive avec fluctuation diurne
- Dystrophie bulleuse héréditaire type maculaire
- Dystrophie cornéenne
- Dystrophie cornéenne ichtyose microphalie retard mental
- Dystrophie cornéenne pigmentation oculo-cutanée malabsorption
- Dystrophie cristalline de Bietti
- Dystrophie dermo-chondro-cornéenne de François
- Dystrophie des cônes dominante forme tardive
- Dystrophie des cônes et des batônnets
- Dystrophie des cônes et des batônnets amélogénèse imparfaite
- Dystrophie des cônes, liée à l'X
- Dystrophie facio-scapulo-humérale ou FSH
- Dystrophie maculaire pure
- Dystrophie musculaire autosomique récessive, liée à une épidermolyse bulleuse
- Dystrophie musculaire congénitale avec déficit en intégrine
- Dystrophie musculaire congénitale avec déficit en mérosine
- Dystrophie musculaire congénitale cataracte hypogonadisme
- Dystrophie musculaire congénitale, sans déficit en mérosine
- Dystrophie musculaire congénitale, type 1C
- Dystrophie musculaire de Duchenne et Becker
- Dystrophie musculaire d'Emery-Dreifuss, dominante
- Dystrophie musculaire d'Emery-Dreifuss, liée à l'X
- Dystrophie musculaire d'Emery-Dreifuss, récessive
- Dystrophie musculaire des ceintures
- Dystrophie musculaire des ceintures autosomique dominante avec atteinte cardiaque, type 1B, liée au 1
- Dystrophie musculaire des ceintures autosomique dominante avec déficit en cavéoline, type 1C
- Dystrophie musculaire des ceintures autosomique dominante, type 1A, liée au 5
- Dystrophie musculaire des ceintures autosomique dominante, type 1D
- Dystrophie musculaire des ceintures autosomique dominante, type 1E
- Dystrophie musculaire des ceintures autosomique dominante, type 1F
- Dystrophie musculaire des ceintures autosomique dominante, type 1G
- Dystrophie musculaire des ceintures avec déficit en alpha-sarcoglycane
- Dystrophie musculaire des ceintures avec déficit en bêta-sarcoglycane
- Dystrophie musculaire des ceintures avec déficit en delta-sarcoglycane
- Dystrophie musculaire des ceintures avec déficit en gamma-sarcoglycane
- Dystrophie musculaire des ceintures type 2A, type Erb
- Dystrophie musculaire des ceintures type 2B, type Miyoshi, liée au 2
- Dystrophie musculaire des ceintures type 2G
- Dystrophie musculaire des ceintures type 2H, type Hutterite
- Dystrophie musculaire des ceintures type 2I
- Dystrophie musculaire facio-scapulo-humérale
- Dystrophie musculaire oculo gastrointestinale
- Dystrophie musculaire oculopharyngée
- Dystrophie musculaire substance blanche cérébrale spongieuse
- Dystrophie musculaire type Fukuyama
- Dystrophie myotonique de Steinert
- Dystrophie myotonique proximale
- Dystrophie myotonique, type 1
- Dystrophie myotonique, type 2
- Dystrophie myotonique, type 3
- Dystrophie neuroaxonale infantile
- Dystrophie neuroaxonale tardive
- Dystrophie osseuse sclérosante mixte
- Dystrophie rétinienne en nid d'abeille
- Dystrophies musculaires des ceintures (terme générique)
- Dystrophie thoracique asphyxiante du nouveau-né
- Dystrophie thrombocytaire hémorragipare
- Dystrophie vitelliforme
- Dystrophinopathie

## E
- Eales, maladie d'
- Ebola, fièvre d'
- Ebstein, anomalie d'
- Échinococcose alvéolaire
- ECP syndrome, ectasie canaliculaire précalicielle
- Ectasies canaliculaires précalicielles
- Ectopie du cristallin choriorétine dystrophie myopie
- Ectopie du cristallin forme familiale
- Ectrodactylie :
  - Ectrodactylie cardiopathie dysmorphie
  - Ectrodactylie dysplasie ectodermique
  - Ectrodactylie-dysplasie ectodermique-fente labiopalatine
  - Ectrodactylie fente palatine
  - Ectrodactylie hernie diaphragmatique corps calleux agénésie
  - Ectrodactylie paraplégie spastique retard mental
  - Ectrodactylie polydactylie
  - Ectrodactylie spina bifida cardiopathie
- Ectropion inférieur fente labiopalatine
- Eczéma-thrombocytopénie-immunodéficience
- Edimbourg syndrome
- Edwards Patton Dilly, syndrome de
- EEC syndrome
- EEC syndrome sans fente labiopalatine
- EEM syndrome
- Syndrome d'Ehlers-Danlos :
  - Ehlers-Danlos type arthro-chalasique, syndrome d'
  - Ehlers-Danlos type classique, syndrome d'
  - Ehlers-Danlos type cypho-scoliotique, syndrome d'
  - Ehlers-Danlos type dermato-sparaxis, syndrome d'
  - Ehlers-Danlos type hypermobile, syndrome d'
  - Ehlers-Danlos type vasculaire, syndrome d'
- Ehrlichiose
- Electron Transfer Flavoprotéine, déficit en
- Electron Transfert Flavoprotéine Ubiquinone Oxydoréductase, déficit en, (ETFDH)
- Elejalde, syndrome d', neuroectodermie mélanolysosomale, cheveux argentés, troubles neurologiques sévères, anomalies des mélanocytes et des mélanosomes
- Elliott Ludman Teebi, syndrome de, anomalies congénitales multiples, retard psychomoteur, plis cutanés circonférentiels des bras et des jambes
- Elliptocytose héréditaire
- Ellis-Van Creveld, syndrome d'
- Ellis Yale Winter syndrome, Syndrome de microcéphalie-cardiopathie-Malsegmentation pulmonaire
- Elschnig, Syndrome d', Syndrome blépharo-cheilo-odontique, ectropion, distichiasis, euryblépharon, fente labiale et palatine bilatérale, dents de forme conique
- Émail hypoplasie cataracte hydrocéphalie
- Émail rénal, syndrome de
- Embryofœtopathie à l'acitrétine
- Embryofœtopathie à la cocaïne, retard de croissance intra-utérin, crises convulsives, détresse respiratoire, troubles cognitifs
- Embryofœtopathie à l'aminoptérine
- Embryofœtopathie à l'indométacine
- Embryofœtopathie au diéthylstilbestrol
- Embryofœtopathie au méthimazole
- Embryofœtopathie rubéolique
- Embryopathie à cytomégalovirus
- Embryopathie à l'acide valproïque
- Embryopathie à la diphénylhydantoïne (Phénytoïne)
- Embryopathie à la thalidomide
- Embryopathie à la trimethadione
- Embryopathie à la warfarine
- Embryopathie alcoolique
- Embryopathie à l'isotrétinoine
- Embryopathie à parvovirus
- Embryopathie au méthylmercure
- Embryopathie au minoxidil
- Embryopathie au phénobarbital
- Embryopathie au toluène
- Embryopathie au virus de la varicelle
- Embryopathie aux entérovirus
- Embryopathie diabétique
- Embryopathie herpétique
- Embryopathie hyperphénylalaninémique
- Embryopathie par infection au toxoplasme
- Embryopathie phénylcétonurique
- Emerinopathie, dystrophies musculaires d’Emery-Dreifuss (DMED)
- Emery Nelson syndrome d', dysmorphie faciale, déformations des mains et des pieds (contractures de flexion des trois premières articulations métacarpophalangiennes)
- Emphysème-anomalie génitale-surdité-retard mental
- Emphysème lobaire congénital
- Encéphalite à tiques ou Panencéphalite russe
- Encéphalite focale de Rasmussen
- Encéphalite herpétique
- Encéphalocèle antérieur
- Encéphalocèle frontal
- Encéphalomyopathie mitochondriale aminoacidopathie
- Encéphalomyopathie nécrosante subaiguë
- Encéphalopathie calcification intracérébrale dégénérescence rétinienne, Syndrome de Bonnemann-Meinecke-Reich, dysmorphie, craniosynostose, nanisme, déficit intellectuel, spasticité, ataxie
- Encéphalopathie épileptique infantile précoce
- Encéphalopathie éthylmalonique, excrétion élevée d'acide éthylmalonique, pétéchies, acrocyanose orthostatique, retard de développement neurologique, régression psychomotrice, hypotonie
- Encéphalopathie-ganglion basal-calcification
- Encéphalopathie myoclonique précoce
- Encéphalopathie myoneurogastrointestinale
- Encéphalopathie progressive atrophie optique
- Encéphalopathie récurrente infantile
- Encéphalopathie spongiforme subaiguë type Gerstmann-Straussler
- Encéphalopathies spongiformes transmissibles (terme générique)
- Enchondromatose
- Enchondromatose nanisme surdité
- Engelhard Yatsiv, syndrome de
- Eng Strom, syndrome d'
- Énolase, déficit en
- Entérovirus, infection anténatale aux
- Envenimation par bothrops lanceolatus
- Envenimation par la vipère en fer de lance
- Enzyme bifonctionnelle, déficit en
- Enzyme branchante, déficit en
- Enzyme débranchante, déficit en
- Épaule et thorax malformation cardiopathie congénitale
- Épendymome
- Épidermodysplasie verruciforme de Lutz-Lewandowsky
- Épidermolyse bulleuse acquise
- Épidermolyse bulleuse épidermolytique
- Épidermolyse bulleuse intraépidermique
- Épidermolyse bulleuse jonctionnelle
- Épilepsie
- Épilepsie-Absences de l'enfant
- Épilepsie à pointes centro-temporales
- Épilepsie à pointes occipitales
- Épilepsie avec crises myoclono-astatiques
- Épilepsie-calcifications occipitales-maladie cœliaque
- Épilepsie-démence-amélogenèse imparfaite
- Épilepsie détérioration mentale type finnois
- Épilepsie généralisée avec convulsions fébriles plus (GEFS+)
- Épilepsie infantile bénigne familiale
- Épilepsie-microcéphalie-dysplasie squelettique
- Épilepsie myoclonique à fibres rouges en lambeaux
- Épilepsie myoclonique avec ragged-red-fibers
- Épilepsie myoclonique juvénile
- Épilepsie myoclonique progressive type 1
- Épilepsie myoclonique progressive type 2
- Épilepsie myoclonique progressive type Unverricht-Lundborg
- Épilepsie myoclonique sévère du nourrisson
- Épilepsie néonatale bénigne
- Épilepsie nordique
- Épilepsie partielle familiale
- Épilepsie partielle migrante
- Épilepsie pyridoxino-dépendante
- Épilepsie réflexe génétique
- Épilepsie rolandique familiale
- Épilepsie télangiectasie
- Épiphyses ponctuées hyperplasie ostéoclastique, syndrome
- Epstein, syndrome d'
- Épuisement chronique par dysfonctionnement immunitaire, syndrome d'
- Erdheim-Chester, maladie d'
- Erdheim, maladie d'
- Eronen Somer Gustafsson, syndrome de
- Érythème kératolytique hivernal
- Érythèmes nodulaires anomalies digitales
- Érythroblastopénie
- Érythrodermie congénitale ichtyosiforme bulleuse
- Érythrodermie congénitale ichtyosiforme sèche
- Érythrodermie congénitale létale
- Érythrodermie desquamative de Leiner-Moussous
- Érythrokératodermie ataxie
- Érythrokératodermie en cocardes de Degos
- Érythrokératodermie progressive et symétrique de Gottron
- Érythrokératodermie variable de Mendes da Costa
- Érythroleucémie
- Érythromelalgie primaire familiale
- Escher Hort, syndrome de
- Esters du cholestérol, maladie de stockage en
- Esthésioneuroblastome
- Éthylène glycol, intoxication par l'
- Eunuchoïdisme familial
- Evans, syndrome d'
- Ewing, sarcome d'
- Excès apparent de minéralocorticoïdes
- Exencéphalie
- Exfoliante généralisée, maladie
- Exner, syndrome d'
- Exophtalmie pierre robin hypospadias
- Exostoses anétodermie brachydactylie type e
- Exostoses multiples, maladie des
- Exstrophie du cloaque
- Exstrophie vésicale-épispadias
- Extrasystoles petite taille hyperpigmentation microcéphalie
- Extrasystoles ventriculaires perodactylie séquence de Robin

## F
- Fabry, maladie de
- Face anomalies arthrogrypose âge osseux avancé
- Face figée surdité polydactylie
- Face grossière hypotonie constipation
- Face plate microstomie oreille anomalie
- Faces, syndrome
- Facial dysmorphisme macrocéphalie myopie Dandy Walker
- Faciès boudeur, syndrome du
- Faciès particulier pectus carinatum laxité ligamentaire
- Facio cardio melique, syndrome
- Facio cardio rénal, syndrome
- Facio-digito-génital, syndrome récessif lié à l'X, syndrome d'Aarskog, syndrome d'Aarskog-Scott-Welch,
- Facio oculo acoustico rénal, syndrome
- Facio squelleto génital syndrome type Rippberger
- Facio thoraco génital, syndrome
- Facteur Hageman, déficit congénital en
- Facteur II, déficit acquis en
- Facteur II, déficit congénital en
- Facteur intrinsèque, déficit congénital en
- Facteurs de croissance peptidiques, déficit en
- Facteur Stuart, déficit congénital en
- Facteurs V et VIII, déficit combiné en
- Facteur V, déficit congénital en
- Facteur VII, déficit congénital en
- Facteur X, déficit congénital en
- Facteur XI, déficit congénital en
- Facteur XII, déficit congénital en
- Facteur XIII, déficit congénital en
- Fahr, syndrome de
- Familial rectal pain
- Fanconi, anémie de
- Fanconi Bickel, syndrome
- Fanconi, héréditaire, primitive, maladie de
- Fanconi ichtyose dysmorphie
- Fanconi, pancytopénie de
- Fanconi, rénal, avec néphrocalcinose et calculs rénaux, syndrome de
- Fara Chlupackova, syndrome de
- Farber, maladie de, déficit en céramidase
- Fasciite nécrosante
- Fasciite à éosinophiles
- FAS, déficit en
- Fatigue chronique, syndrome de
- Faulk Epstein Jones, syndrome de
- Favisme
- Faye Petersen Ward Carey, syndrome de
- Fazio-Londe, maladie de
- Fechtner, syndrome de
- Feigenbaum Bergeron Richardson, syndrome de
- Feigenbaum Bergeron, syndrome de
- Feingold, syndrome de
- Feingold Trainer, syndrome de
- Felty, syndrome de
- Féminisation testiculaire, syndrome de
- Fémur bifide ectrodactylie monodactyle
- Fémur court congénital
- Fémur court dysmorphie faciale
- Fenêtre aorto-pulmonaire
- Fente faciale corps calleux agénésie
- Fente faciale microtie asternie
- Fente labiale avec ou sans fente palatine
- Fente labiale médiane colobome paupière dégénérescence rétinienne
- Fente labiale médiane corps calleux lipome polypes cutanés
- Fente labiale médiane supérieure polypes cutanés
- Fente labiale rétinopathie
- Fente labiopalatine cardiopathie malrotation intestinale
- Fente labiopalatine ectrodactylie
- Fente labiopalatine ectropion de la paupière dents coniques
- Fente labiopalatine-fistules de la lèvre inférieure
- Fente labiopalatine malrotation cardiopathie
- Fente labiopalatine oligodontie syndactylie Pili Torti
- Fente labiopalatine opacités cornéennes retard mental
- Fente labiopalatine pouces anomalie microcéphalie
- Fente labiopalatine surdité lipome sacre
- Fente laryngée dominante
- Fente laryngo tracheo œsophagienne hypoplasie pulmonaire
- Fente malformation du cœur des membres
- Fente médiane de la lèvre inférieure
- Fente narinaire telecanthus
- Fente palatine
- Fente palatine cardiopathie ectrodactylie
- Fente palatine carpotarsales anomalies oligodontie
- Fente palatine colobome surdité
- Fente palatine grandes oreilles petite taille
- Fente palatine petite taille vertèbres anomalies
- Fente palatine synéchies latérales, syndrome
- Fente sternale
- Fente sternale anomalies vasculaires
- Fenton Wilkinson Toselano, syndrome de
- Ferlini Ragno Calzolari, syndrome de
- Fernhott Blackston Oakley, syndrome de
- Ferrocalcinose cérébrovasculaire
- FFU, syndrome, syndrome fémoro-péronéo-cubital
- FG, syndrome
- Fibres musculaires, disproportion congénitale
- Fibrillation auriculaire familiale
- Fibrillation ventriculaire idiopathique
- Fibrinogène, déficit congénital en
- Fibrochondrogenèse
- Fibrodysplasie musculaire artérielle
- Fibrodysplasie ossifiante progressive (FOP) appelée aussi "Maladie de l'Homme de pierre"
- Fibroélastose endomyocardique
- Fibrofolliculome avec trichodiscome et acrochordons
- Fibrofolliculomes multiples familiaux
- Fibrohistiocytome malin
- Fibromatose agressive
- Fibromatose gingivale à transmission dominante
- Fibromatose gingivale dysmorphie faciale
- Fibromatose gingivale hépatosplénomégalie, autres anomalies
- Fibromatose gingivale hypertrichose
- Fibromatose gingivale surdité
- Fibromatose hyaline juvénile
- Fibromatose multiple non ossifiante
- Fibromyalgie
- Fibrosarcome
- Fibrose hépatique congénitale
- Fibrose congénitale des muscles oculomoteurs
- Fibrose hépatique kystes rénaux retard mental
- Fibrose interstitielle diffuse idiopathique
- Fibrose kystique du pancréas
- Fibrose musculaire multifocale vaisseaux obstrues
- Fibrose pulmonaire idiopathique
- Fibrose rétropéritonéale
- Fiessinger-Leroy-Reiter, syndrome de
- Fièvre à arbovirus
- Fièvre à hantavirus
- Fièvre causée par les morsures de rat
- Fièvre hémorragique avec syndrome rénal
- Fièvre hémorragique virale
- Fièvre méditerranéenne familiale
- Fièvre périodique-stomatite aphteuse-pharyngite-adénopathie, syndrome
- Fièvre périodique, type Marshall
- Fièvre récurrente avec hyper-IgD
- Filariose lymphatique
- Filarioses (terme générique)
- Filippi, syndrome de
- Fine Lubinsky, syndrome de
- Finlay Markes, syndrome de
- Finucane Kurtz Scott, syndrome de
- Fistule aorte-artère pulmonaire
- Fistule artério-veineuse cérébrale
- Fistule artério-veineuse pulmonaire
- Fistule artério-veineuse systémique
- Fistule bronchobiliaire congénitale
- Fistule coronaro-cardiaque
- Fistules préauriculaires néphropathie
- Fistule trachéoœsophagienne symphalangisme
- Fistule trachéo phagienne hypospadias
- Fitzsimmons-Guilbert, syndrome de
- Fitzsimmons-Mc Lachlan-Gilbert, syndrome de
- Fitzsimmons Walson Mellor, syndrome de
- Fleur de liseron, syndrome de la
- Floating harbor, syndrome du
- Flotch, syndrome
- Flutter auriculaire idiopathique du nouveau-né
- Flynn aird (en), syndrome de
- Fœtus Arlequin, syndrome du, Ichtyose congénitale forme récessive
- Foix-Chavany-Marie (en), syndrome de
- Folliculite décalvante de Quinquaud
- Folliculite disséquante du cuir chevelu
- Folliculite épilante de Quinquaud
- Fontaine Farriaux Blanckaert, syndrome de
- Forestier, maladie de
- Forney Robinson Pascoe, syndrome de
- Fountain, syndrome de
- Fowler Christmas Chapple, syndrome de
- Fragilité osseuse-contractures articulaires
- Fragilité osseuse-craniosynostose-proptose-hydrocéphalie
- Fragoso Cid Garcia Hernandez, syndrome de
- Franceschetti-Klein, syndrome de, malformations maxillofaciales , oreilles malformées, absence de conduit auditif, atrophie de la mandibule, atrophie du pharynx
- Francheschini Vardeu Guala, syndrome de
- Francois dyscéphalique, syndrome de
- Frank Ter Haar, syndrome de, Syndrome dermatocardiosquelettique, mégalocornée, anomalies squelettiques multiples, retard de développement, dysmorphie faciale, hypertélorisme, yeux proéminents, micrognathie
- Frarek Bocker Kahlen, syndrome de
- Fraser Jequier Chen, syndrome
- Fraser like, syndrome
- Fraser, syndrome de
- Frasier, syndrome de
- Fra-X, syndrome
- Freeman Sheldon, syndrome de, Arthrogrypose distale type II
- Freiberg, maladie de
- Freire Maia Pinheiro Opitz, syndrome de
- Freire Maia, syndrome de
- Frenkel russe, syndrome de
- Frias, syndrome de
- Friedel Heid Grosshans, syndrome de
- Fried Golberg Mundel, syndrome de
- Friedreich, ataxie de
- Frieman Goodman, syndrome de
- Froster Huch, syndrome de
- Froster Iskenius Waterson, syndrome de
- Fructokinase, déficit en
- Fructose-1,6 diphosphatase, déficit en
- Fructose-1-phosphate aldolase, déficit héréditaire en
- Fructose, intolérance au
- Fructosémie congénitale
- Fructosurie essentielle
- Frydman Cohen Karmon syndrome, syndrome Blépharophimosis ptosis ésotropie syndactylie petite taille
- Fryer, syndrome de
- Fryns-Aftimos, syndrome de
- Fryns Rereymacker Haegeman, syndrome de
- Fryns Fabry Remans, syndrome de
- Fryns Hofkens Fabry, syndrome de
- Fryns Smeets Thiry, syndrome de
- Fryns, syndrome de
- FSH, déficit isolé en
- Fucosidose
- Fuhrman Rieger De Sousa, syndrome de
- Fuite capillaire, syndrome de
- Fukuda Miyanomae Nakata, syndrome de

- Fukuhara, Syndrome de

- Fumarase, déficit en
- Fumaryl acéto-acétase, déficit en
- Fundus albipunctatus
- Fuqua Berkovitz, syndrome de
- Furlong Kurczcynski Hennessy, syndrome de
- Furukawa Takagi Nakao, syndrome de
- Fusion des corps vertébraux gigantisme
- Fusion des vertèbres cervicales
- Fusion splénogonadique membres anomalie transversale
- Fusions vertébrales blepharoptosis

## G
- G syndrome
- G6PD, déficit en
- Gaba transaminase, déficit en (synonyme : Gamma aminobutyrique acide transaminase, déficit en)
- Galactocérébrosidase, déficit en
- Galactosamine-6-sulfatase, déficit en
- Galactosémie
- Galactosialidose
- Galloway, syndrome de
- Gamborg Nielsen, syndrome de
- Game Friedman Paradice, syndrome de
- Gamma aminobutyrique acide transaminase, déficit en (synonyme : Gaba transaminase, déficit en)
- Gamma-cystathionase, déficit en
- Gamma-glutamylcystéine synthétase, déficit en
- Gamma-glutamyl transpeptidase, déficit en
- Gamma-sarcoglycanopathie
- GAMT, déficit en
- Gangliosidose à GM1
- Gangliosidose à GM2, variant O
- Gapo, syndrome de,
- Garcia-Lurie syndrome, Syndrome XK, Syndrome d'aprosencéphalie
- Garcia Torres Guarner, syndrome de
- Gardner Morrisson Abbott, syndrome de
- Gardner Silengo Wachtel, syndrome de
- Gardner, syndrome de
- Garret Tripp, syndrome de
- Gastrite hypertrophique géante
- Gastrite collagène
- Gastro-entérite eosinophilique
- Gastroschisis
- Gastro cutané, syndrome
- Gastro entérite éosinophilique
- Gaucher ichtyose dermopathie restrictive
- Gaucher-like, maladie de
- Gaucher, maladie de
- Gay Feinmesser Cohen, syndrome de
- Gayet Wernicke, Encéphalopathie de
- Gélineau, maladie de
- Gemignani, syndrome de
- Gemss, syndrome de
- Gênes, syndrome de, Syndrome de Camera-Lituania-Cohen, craniosynostose, holoprosencéphalie, clinodactylie, phalanges hypoplasiques, épiphyses coniques, corps vertébraux courts, scoliose, coxa valga, asymétrie craniofaciale, microcéphalie, brachy-plagiocéphalie
- Géniospasme
- Génitale, anomalie, cardiomyopathie
- Génito-palato-cardiaque, syndrome
- Génodermatose scléroatrophiante kératodermique des extrémités de Huriez
- Gentile, Syndrome de, syndrome d'hypoplasie du vermis cérébelleux-oligophrénie-ataxie congénitale-colobome-fibrose hépatique, syndrome COACH
- George Munoz, syndrome de
- Gerhardt, syndrome de
- German, syndrome de
- Gérodermie ostéodysplastique
- Gershonibaruch Leibo syndrome
- Gerstmann-Straussler-Scheinker, syndrome de
- Ghosal, syndrome de
- Ghose Sachdev Kumar, syndrome de
- Gigantisme âge osseux avance cri rauque
- Gigantisme cérébral
- Gigantisme cérébral kystes maxillaires
- Gigantisme cérébral type nevo
- Gigantisme partiel-hémihypertrophie-macrocéphalie
- Gigantisme type Fryer
- Gilbert, syndrome de
- Gilles de la Tourette, maladie de
- Gillespie, syndrome de
- Gitelman, syndrome de
- Glabelle proéminente microcéphalie petite taille
- Glass Chapman Hockley, syndrome de
- Glastre Cochat Bouvier, syndrome de
- Glaucome congénital de Peters
- Glaucome ectopie spherophakie raideur articulaire petite taille
- Glaucome héréditaire
- Glaucome par iridogoniodysgénésie
- Glaucome pause respiratoire syndrome
- Glioblastome
- Gliome des voies optiques
- Glomérulonéphrite mésangiocapillaire
- Glomerulopathie hypotrichie telangiectasies
- Glomérulosclérose segmentaire focale, familiale
- Glucocérébrosidase, déficit en
- Glucocorticoïdes, déficit familial isolé en
- Glucose-6-phosphatase, déficit en
- Glucose-6-phosphate déshydrogénase, déficit en
- Glucose-6-phosphate translocase, déficit en
- Glucose-galactose, malabsorption du
- Glut 2 deficit en
- Glutamate-aspartate, défaut de transport du
- Glutamate-cystéine ligase, déficit en
- Glutamate decarboxylase deficit
- Glutamate formiminotransférase, déficit en
- Glutaryl-CoA déshydrogénase, déficit en
- Glutaryl-CoA oxydase, déficit en
- Glutathion synthétase, déficit en
- Gluten, intolérance au (maladie cœliaque)
- Glycéraldehyde-3-phosphate déshydrogénase, déficit en
- Glycérol-kinase, déficit en
- Glycinémie avec cétose
- Glycine synthase, déficit en
- Glycogène synthase hépatique, déficit en
- Glycogénose de Bickel Fanconi
- Glycogénose due au déficit en LAMP-2
- Glycogénose hépato-rénale
- Glycogénose lysosomale à activité maltase acide normale
- Glycogénose type 0
- Glycogénose type 1
- Glycogénose type 2
- Glycogénose type 3
- Glycogénose type 4
- Glycogénose type 5
- Glycogénose type 6A, par déficit en phosphorylase kinase hépatique
- Glycogénose type 6B, par déficit en phosphorylase hépatique
- Glycogénose type 7
- Glycoprotéines déficientes en hydrates de carbone, syndrome des
- GM2-gangliosidose, variants B, B1, AB
- Gms, syndrome
- Goitre multinodulaire rein kystique polydactylie
- Goitre-surdité
- Golabi-Rosen, syndrome de
- Goldberg Bull, syndrome de
- Goldberg, syndrome de
- Goldblatt Viljoen, syndrome de
- Goldblatt Wallis, syndrome de
- Goldblatt Wallis Zieff, syndrome de
- Goldenhar, syndrome de
- Goldmann-Favre, syndrome de
- Goldstein Hutt, syndrome de
- Gollop Coates, syndrome de
- Gollop, syndrome de
- Gollop Wolfgang, syndrome de
- Goltz-Gorlin, syndrome de
- Gombo, syndrome de
- Gómez-López-Hernández, Syndrome de, Craniosynostose alopécie ventricule cérébral anormal, anomalies du cervelet (rhombencephalosynapsis), anesthésie du nerf trijumeau, alopécie, craniosynostose, hypoplasie faciale, opacités cornéennes bilatérales, petite taille, déficience intellectuelle, ataxie éventeulle, hyperactivité, dépression, comportement d'autoagressions, troubles bipolaires
- Gonadotrophine, déficience familiale
- Goniodysgénésie retard mental petite taille
- Gonzales Del Angel, syndrome de
- Goodpasture, syndrome pneumo-rénal de
- Gordon, syndrome de
- Gorge poilue, syndrome, hypertrichose cervicale antérieure isolée
- Gorham-Stout, maladie de
- Gorlin Bushkell Jensen, syndrome de
- Gorlin Chaudry Moss, syndrome de
- Gorlin, syndrome de
- Gougerot-Sjögren, syndrome de
- GRACILE, syndrome
- Graham Boyle Troxell, syndrome de
- Graham-Cox, syndrome de
- Grande taille craniosténose arthrogrypose
- Grand Kaine Fulling, syndrome de
- Grant, syndrome de
- Granulations laryngées et oculaires chez les enfants indiens
- Granulomatose à cellules de Langerhans
- Granulomatose chronique
- Granulomatose lipophagique intestinale
- Granulome chalazodermique
- Green Sandford Davison, syndrome
- Greffon contre l'hôte, maladie du
- Gregersen Petersen, syndrome
- Greig, syndrome de
- Griffes du chat, maladie des
- Griscelli, maladie de
- Grix Blankenship Peterson, syndrome de
- Groll Hirschowitz, syndrome de
- Gros orteil court et large, macrocrânie
- Grosse, syndrome de
- Grouchy, syndrome de, Délétion 18p de  type 1, retard global de développement, déficience intellectuelle, petite taille, mouvements de dystonie et d'hypotonie, dysmorphie faciale, visage rond, épicanthus, strabisme, ptosis, hypertélorisme, philtrum court et proéminent, antihélix hypoplasique, éventuelle microcéphalie, micrognathie, anomalies dentaires, cou court, anomalies de la substance blanche (50 % des cas), anomalies de l'hypophyse, holoprosencéphalie (10 à 15 % des cas), malformations cardiaques congénitales, malformations squelettiques, déficits immunitaires,  malformations génito-urinaires
- Grubben De Cock Borghgraef, syndrome
- G, syndrome
- GTP cyclohydrolase, déficit en
- Guanidinoacétate méthyltransférase, déficit en
- Guillain-Barré, syndrome de
- Guizar Vasquez Luengas Muñoz, syndrome, Dermoïdes cornéens petite taille, tumeur cornéenne, opacification bilatérale de la cornée
- Guizar Vasquez Sanchez Manzano, syndrome de
- Gunal Seber Basaran, syndrome de
- Gupta Patton, syndrome de
- Gurrieri Sammito Bellussi, syndrome de
- Gusher, syndrome de

## H
- Haas Chir Robinson, syndrome de
- Hagemoser Weinstein Bresnick, syndrome de
- HAIRAN, syndrome
- Hajdu Cheney, syndrome de
- Halal Setton Wang, syndrome de
- Halal, syndrome de
- Hal Berg Rudolph, syndrome de
- Hallermann-Streiff-Francois, syndrome de
- Hallermann-Streiff like syndrome
- Hallervorden-Spatz, maladie de
- Hall-Hittner, syndrome de, Syndrome CHARGE, Association CHARGE 4C, colobome, atrésie/sténose choanale, anomalies des nerfs crâniens, anomalie de l'oreille
- Hall Riggs, syndrome de, avec retard mental
- Hallux varus, polysyndactylie préaxiale
- Hamanishi Ueba Tsuji, syndrome de
- Hamann Zankl Schimrigk, syndrome de
- Hamano Tsukamoto, syndrome de
- Hamartoblastome hypothalamique-polydactylie
- Hamartomatose kystique poumon rein
- Hamartome de forme linéaire
- Hamartome épidermique, syndrome de l'
- Hamartome folliculaire alopécie mucoviscidose
- Hamartome kystique hépatique
- Hamartome lymphoïde
- Hamartome sébacé de Jadassohn
- Hamartomes hypothalamiques
- Hamartomes multiples
- Hanche dysplasie type beukes
- Hand-Shuller-Christian, maladie de, Histiocytose langerhansienne
- Hanhart, syndrome de
- Hanot, syndrome de
- Hantavirose
- Hapnes Boman Skeie, syndrome de
- HARD, syndrome
- Harrod Doman Keele, syndrome de
- Harrod, syndrome de
- Hartnup, maladie de
- Hartsfield Bixler Demyer, syndrome de
- Hashimoto-Prizker, Histiocytose de, Histiocytose langerhansienne
- Haspelagh Fryns Muelenaere, syndrome de
- Hawkinsinurie
- Hay Wells, syndrome de
- Hecht Beals, syndrome de
- Hecht Scott, syndrome de
- Heckenlively, syndrome de
- Hec, syndrome de
- Heide, syndrome de
- Helix martele, Hypohidrose, déséquilibre Électrolytique, anomalies Lacrymales, Ichtyose et Xérostomie
- Helmerhorst Heaton Crossen, syndrome de
- Hémangiectasie hypertrophique
- Hémangio-endotheliome kaposiforme
- Hémangiomatose néonatale diffuse
- Hémangiomes faciaux pseudo cicatrice sus ombilicale
- Hémangiomes sacrés anomalies congénitales multiples
- Hémangiome thrombocytopénie syndrome
- Hémangiopéricytome
- HEM dysplasie
- Héméralopie congénitale essentielle
- Hemi 3 syndrome
- Hémidysplasie congénitale avec érythrodermie ichtyosiforme et anomalies des membres
- Hemihypertrophie
- Hemihypertrophie bride intestinale opacités cornéennes
- Hémi-mégalencéphalie
- Hémimélie tibiale fente labiopalatine
- Hémiplégie alternante du nourrisson
- Hémochromatose familiale
- Hémochromatose néonatale
- Hémoglobinose C
- Hémoglobinose E
- Hémoglobinurie paroxystique nocturne
- Hémolytique et urémique, syndrome
- Hémophilie
- Hennekam Beemer, syndrome
- Hennekam Koss De Geest, syndrome de
- Hennekam, syndrome de
- Héparane sulfamidase, déficit en
- Hépatite auto-immune
- Hépatite virale fulminante
- Hépatoblastome
- Hépatocarcinome
- Hérédopathie ataxique polynévritique
- Hermaphrodisme vrai xx
- Hernandez Aguirre Negrete, syndrome de
- Hernandez Fragoso, syndrome de
- Hernie diaphragmatique
- Hernie diaphragmatique anomalie des membres
- Hernie diaphragmatique aplasie radiale omphalocèle
- Hernie diaphragmatique-faciès anormal
- Hernie diaphragmatique omphalocèle corps calleux agénésie
- Herpès cutané récidivant et délabrant idiopathique
- Herpès simplex, neuro-invasion du virus
- Herpès virus, infection anténatale à l'X
- Herrmann Opitz craniosynostose
- Hersh Podruch Weisskopk syndrome
- Herva, maladie de, Syndrome des contractures congénitales létales type 1, Syndrome des contractures multiples type finlandais, arthrogrypose, akinésie totale foetale, anasarque, micrognathie, hypoplasie pulmonaire, ptérygium, neuropathologies, atrophie sévère de la moelle épinière ventrale, hypoplasie sévère des muscles squelettiques
- Hétéroplasie osseuse progressive
- Hétérotaxie de transmission autosomique dominante
- Hétérotaxie liée à l'X
- Hétérotaxies (terme générique)
- Hétérotaxie viscéro-atriale
- Hétérotopie nodulaire héréditaire liée à l'X
- Hexosaminidase A, déficit en
- Hexosaminidases A et B, déficit en
- Hidradénite suppurée
- Hidrosadénite suppurée
- Hillig, syndrome de
- Hinson-Pepys, maladie de
- Hipo syndrome
- Hirschsprung brachydactylie
- Hirschsprung ganglioneurome
- Hirschsprung, maladie de
- Hirschsprung ongles hypoplasie dysmorphie
- Hirschsprung polydactylie surdité
- Hirschsprung-retard mental, syndrome
- Hirsutisme dysplasie squelettique retard mental
- Hirsutisme hyperplasie gingivale
- Histidase, déficit en
- Histidinémie, déficit de conversion de l'histidine en acide urocanique par l'enzyme histidase
- Histidinurie rénale, taux élevés d'histidine dans le sang, les urines et le liquide cérébrospinal
- Histiocytose langerhansienne, granulomatose à cellules de Langerhans
- Histiocytose langerhansienne pulmonaire de l'adulte
- Histiocytose X
- Histoplasmose
- Hittner Hirsch Kreh, syndrome de
- HMC, syndrome, Syndrome de Bixler-Christian-Gorlin, hypertélorisme, microtie, fente labiopalatine
- HM, syndrome
- HNPCC, Cancer Colorectal Héréditaire Non Polyposique
- Hodgkin, maladie de
- Hoepffner Dreyer Reimers, syndrome de
- Holmes Benacerraf, syndrome de
- Holmes Collins, syndrome de
- Holmes Gang, syndrome de
- Holmes Spence Borden, syndrome de
- Holoacardius amorphus
- Holoprosencéphalie
- Holoprosencéphalie anomalies radiales cardiaques rénales
- Holoprosencéphalie craniosynostose
- Holoprosencéphalie délétion 2p
- Holoprosencéphalie dysgénésie caudale
- Holoprosencéphalie ectrodactylie fente labiopalatine
- Holoprosencéphalie polydactylie post axiale
- Holt-Oram, syndrome de
- Holzgreve Wagner Rehder, syndrome de
- Homme de pierre, maladie de l'
- Homme XX, syndrome
- Homocarnosinase, déficit en
- Homocarnosinose
- Homocystinurie classique par déficit en cystathionine bêta-synthase
- Homocystinurie par troubles de la reméthylation (cbl E)
- Homocystinurie par troubles de la reméthylation (cbl G)
- Homocystinurie par troubles de la reméthylation, déficit en MTHFR
- Homogentisicase, déficit en
- Hoon Hall, syndrome de, articulations luxées, anomalies squelettiques, fusion osseuse de la cheville, tibia anormal
- Hoquet chronique
- Hordnes Engebretsen Knudtzon, syndrome de
- Hormone hypophysaire, déficit multiple en
- Horton du sujet jeune, maladie de
- Horton, maladie de
- Houlston Iraggori Murday, syndrome de
- Houlston IrontonTemple, syndrome de
- Howard Young, syndrome de
- Howell-Evans, syndrome de
- Hoyeraal Hreidarsson, syndrome de
- Hoyeraal, syndrome de
- Hughes-Stovin, syndrome de
- Hunter Carpenter Mac Donald, syndrome de
- Hunter Jurenka Thompson, syndrome de
- Hunter Mac Pherson, syndrome de
- Hunter, maladie de
- Hunter Mac Alpine, syndrome de
- Hunter Mac Donald, syndrome de
- Hunter Rudd Hoffmann, syndrome de
- Hunter Thomson Reed, syndrome de
- Huntington, maladie de, Chorée de Huntington
- Huriez, syndrome scléroatrophique de, kératodermie palmoplantaire avec sclérodactylie
- Hurler, syndrome de
- Hurler, pseudo-polydystrophie de
- Hurst Hallam Hockey, syndrome de
- Hutchinson-Gilford, syndrome de
- Hutteroth Spranger, syndrome de
- Hyalinose systémique létale petite taille
- Hydatidose
- Hyde Forster Mac Carthy Berry, syndrome de
- Hydradénome verruqueux fistulo-végétant
- Hydranencéphalie
- Hydranencéphalie pouces hypoplasiques
- Hydrocéphalie agénésie corps calleux hernie diaphragmatique
- Hydrocéphalie craniosténose nez bifide
- Hydrocéphalie dysplasie costo-vertébrale sprengel, anomalie de
- Hydrocéphalie fente palatine raideur articulaire
- Hydrocéphalie fibroélastoses cataracte
- Hydrocéphalie grande taille hyperlaxité
- Hydrocéphalie liée à l'X
- Hydrocéphalie obésité hypogonadisme
- Hydrocéphalie ombilic bas implante
- Hydrocéphalie récessive autosomique
- Hydrocéphalie sclérotique bleue néphropathie
- Hydrocéphalie squelette anomalies
- Hydrocéphalie squelette anomalies petite taille
- Hydroléthalus, syndrome, dysmorphie crâniofaciale, malformations du système nerveux central, cardiaques, pulmonaire et des membres
- Hydrométrocolpos polydactylie
- Hydronéphrose congénitale
- Hydronéphrose expression faciale particulière
- Hydrops ectrodactylie syndactylie
- Hydrops fetalis, œdème fœtal, épanchements pleuraux et péricardiques, anémie hypochrome.
- Hygroma cervical létal fente palatine
- Hygroma kystique
- Hyménolépiase, Hyménolépiose parasitose (infection par ténia hymenolepide)
- Hyperaldostéronisme familial type 1
- Hyperaldostéronisme familial type 2
- Hyperaminoacidurie dicarboxylique
- Hyperandrogénie-insulino-résistance-acanthosis nigricans
- Hyperbilirubinémie type 1
- Hyperbilirubinémie type 2
- Hyperbilirubinémie type Rotor
- Hypercalcémie familiale bénigne
- Hypercalciémie hypocalciurique familiale
- Hypercalciurie colobome de la rétine
- Hypercalciurie idiopathique
- Hypercholestérolémie familiale
- Hypercholestérolémie par défaut du récepteur LDL
- Hypercholestérolémie par mutation Arg3500 de l'Apo B-100
- Hyperchylomicronémie familiale (SHCF), hypertriglycéridémie sévère, pancréatite aiguë
- Hyperekplexie
- Hyperéosinophilique idiopathique, syndrome
- Hyperglycérolémie
- Hyperglycinémie sans cétose
- Hyper-IgD, syndrome (HIDS), déficit en mévalonate kinase
- Hyper-IgM syndrome, lié à l'X
- Hyper-IgM syndrome, type autosomique récessif
- Hyperimidodipeptidurie
- Hyperimmunisation anti-HLA
- Hyperimmunoglobulinémie D avec fièvre périodique
- Hyperimmunoglobulinémie E
- Hyperimmunoglobulinémie E, syndrome d'infection récurrente
- Hyperimmunoglobulinémie M, syndrome, lié à l'X
- Hyperimmunoglobulinémie M, syndrome, type autosomique récessif
- Hyperinsulinisme congénital de l'enfant
- Hyperinsulinisme et hyperammoniémie, syndrome d'
- Hyperkaliémie-hypertension, Gordon, syndrome
- Hyperkératose épidermolytique
- Hyperkératose palmoplantaire acanthokératolytique
- Hyperkératose palmoplantaire avec hyperkératose des plis palmaires
- Hyperkératose palmoplantaire cancer de l'œsophage
- Hyperkératose palmoplantaire épidermolytique
- Hyperkératose palmoplantaire et gingivale
- Hyperkératose palmoplantaire spasticité
- Hyperkératose palmoplantaire surdité
- Hyperkeratosis lenticularis perstans de Flegel
- Hyperlipidémie familiale combinée
- Hyperlipoprotéinémie type 1 et type 5
- Hyperlipoprotéinémie type 3
- Hyperlipoprotéinémie type 4
- Hyperlysinémie
- Hyperornithinémie
- Hyperornithinémie-hyperammoniémie-homocitrullinurie
- Hyperostose corticale déformante juvénile
- Hyperostose corticale dysplasique
- Hyperostose corticale généralisée
- Hyperostose corticale infantile
- Hyperostose corticale syndactylie
- Hyperostose endostéale type Worth
- Hyperostose généralisée striée
- Hyperostose vertébrale ankylosante
- Hyperoxalurie
- Hyperparathyroïdie familiale primitive
- Hyperparathyroïdie primitive néonatale
- Hyperperméabilité capillaire
- Hyperphalangisme dysmorphie bronchomalacie
- Hyperphénylalaninémie liée au déficit en 6-pyruvoyl-tétrahydroptérine synthase
- Hyperphénylalaninémie liée au déficit en déhydratase
- Hyperphénylalaninémie liée au déficit en dihydroptéridine réductase
- Hyperphénylalaninémie liée au déficit en GTP cyclohydrolase
- Hyperphénylalaninémie liée au déficit en pterin-4-alpha-carbinolamine déhydratase
- Hyperphénylalaninémie maternelle
- Hyperphénylalaninémie modérée
- Hyperpigmentation noir charbon progressive de l'enfance
- Hyperpipécolatémie
- Hyperplasie congénitale des surrénales
- Hyperplasie ganglionnaire angiofolliculaire
- Hyperplasie hémifaciale strabisme
- Hyperplasie nodulaire régénérative
- Hyperprolinémie
- Hypersomnie idiopathique
- Hypertélorisme hypospadias polysyndactylie
- Hypertélorisme hypospadias syndrome
- Hypertélorisme microtie fente faciale
- Hypertension artérielle essentielle
- Hypertension artérielle familiale
- Hypertension artérielle pulmonaire primitive
- Hypertension intracranienne idiopathique
- Hypertension hyperkaliémique familiale
- Hypertension hypokaliémique familiale
- Hypertension hypokaliémique, récessive
- Hypertension portale par bloc infrahépatique
- Hypertension sensible à la dexaméthasone
- Hypertension sensible aux glucocorticoïdes
- Hyperthermie maligne
- Hyperthermie maligne arthrogrypose torticolis
- Hyperthermie tératogène
- Hyperthyroïdie familiale par mutation du récepteur de la TSH
- Hypertrabeculation ventriculaire gauche
- Hypertrichose brachydactylie obésité retard mental
- Hypertrichose cervicale neuropathie
- Hypertrichose cervicale neuropathie périphérique
- Hypertrichose cubitale petite taille
- Hypertrichose généralisée liée à l'X
- Hypertrichose lanugineuse acquise
- Hypertrichose lanugineuse congénitale
- Hypertrichose peau atrophie ectropion macrostomie
- Hypertrichose rétinopathie dysmorphie
- Hypertrichose universelle congénitale
- Hypertrophie gingivale dystrophie cornéenne
- Hypertryptophanémie familiale
- Hypoadrénocorticisme hypoparathyroïdisme moniliase
- Hypoaldostéronisme congénital
- Hypo-alphalipoprotéinémies (terme générique)
- Hypo-alphalipoprotéinémie familiale
- Hypobêtalipoprotéinémie ataxie surdité
- Hypobêtalipoprotéinémie familiale
- Hypobêtalipoprotéinémies (terme générique)
- Hypocalciémie autosomique dominante
- Hypochondroplasie
- Hypodermose
- Hypodontie
- Hypodontie dysgénésie unguéale
- Hypofibrinogénémie familiale
- Hypogonadisme cardiomyopathie
- Hypogonadisme cataracte
- Hypogonadisme congénital avec ichtyose
- Hypogonadisme hypogonadotrophique
- Hypogonadisme hypogonadotrophique alopecie
- Hypogonadisme hypogonadotrophique par mutation du récepteur de la gonadolibérine, GnRH
- Hypogonadisme hypogonadotrophique sans anosmie, lié à l'X
- Hypogonadisme hypogonadotrophique syndactylie
- Hypogonadisme lié à l'X gynécomastie retard mental
- Hypogonadisme primaire alopécie partielle
- Hypogonadisme prolapsus valve mitrale retard mental
- Hypogonadisme retard mental squelette anomalies
- Hypogonadisme rétinite pigmentaire
- Hypomagnésémie avec hypocalciurie
- Hypomagnésémie avec normocalciurie
- Hypomagnésémie hypercalciurie familiale
- Hypomagnésémie intestinale avec hypocalcémie secondaire
- Hypomagnésémie par malabsorption sélective de magnésium
- Hypomagnésémie primaire familiale (terme générique)
- Hypomélanose de Ito
- Hypoparathyroïdie auto-immune
- Hypoparathyroïdie-retard mental-dysmorphie
- Hypoparathyroïdie-surdité-néphropathie
- Hypoparathyroïdisme familial isolé
- Hypoparathyroïdisme lié à l'X
- Hypoparathyroïdisme petite taille
- Hypoparathyroïdisme-petite taille-retard mental-convulsions
- Hypopéristaltisme intestinal-microcôlon-hydronéphrose
- Hypophosphatasie
- Hypopigmentation oculocérébral syndrome type cross
- Hypopigmentation-surdité
- Hypopituitarisme familial
- Hypopituitarisme micropenis fente labio palatine
- Hypopituitarisme microphtalmie
- Hypopituitarisme polydactylie post axiale
- Hypoplasie "cartilage-cheveux"
- Hypoplasie cérébelleuse dégénérescence tapétorétinienne
- Hypoplasie congénitale des surrénales liée à l'X
- Hypoplasie dermique en aires
- Hypoplasie des cellules de Leydig
- Hypoplasie du cœur gauche
- Hypoplasie du cubitus retard mental
- Hypoplasie du nez hypogonadisme
- Hypoplasie du péroné dysplasie scapulopelvienne absence du 5e doigt
- Hypoplasie du péroné et du cubitus, avec brachydactylie
- Hypoplasie du pouce alopécie pigmentation anomalie
- Hypoplasie du radius pouces triphalanges hypospadias progénie
- Hypoplasie fovéale cataracte présénile
- Hypoplasie hématopoïétique généralisée
- Hypoplasie olivopontocérébelleuse létale
- Hypoplasie pancréatique diabète cardiopathie
- Hypoplasie péroné cubitus anomalies rénales
- Hypoplasie pulmonaire primitive familiale
- Hypoplasie pulmonaire unilatérale congénitale
- Hypoplasie radiale séquence de pierre robin
- Hypoplasie rénale oligoméganéphronique
- Hypoplasie ventriculaire droite isolée
- Hypoproconvertinémie
- Hypoprotéinémie hypercatabolique
- Hypoprothrombinémie
- Hypoprothrombinémie acquise
- Hypospadias-dysphagie, syndrome
- Hypospadias, forme familiale
- Hypospadias périnéoscrotal pseudovaginal
- Hypospadias retard mental type Goldblatt
- Hypotélorisme fente palatine hypospadias
- Hypotension orthostatique idiopathique
- Hypothalamique, dysfonctionnement
- Hypothermie périodique spontanée
- Hypothyroïdie congénitale
- Hypothyroïdie congénitale par insuffisance/excès d'apport en iode
- Hypothyroïdie fente palatine
- Hypothyroïdie kystes dermoïdes épibulaires fente palatine
- Hypothyroïdisme polydactylie postaxiale retard mental
- Hypotrichose congénitale miliaire
- Hypotrichose héréditaire de Marie Unna
- Hypotrichose retard mental type Lopes
- Hypotrichose simple
- Hypoventilation alvéolaire centrale congénitale
- Hypoxanthine guanine phosphoribosyltransférase, déficit en

## I
- IBIDS syndrome, ichtyose avec trichothiodystrophie, syndrome de Tay
- ICCA syndrome, convulsions infantiles, choréoathétose
- ICE syndrome, syndrome irido-cornéo-endothélial, endothéliopathies prolifératives, atrophie de l'iris, œdème cornéen, glaucome
- ICF syndrome
- Ichtyose alopécie ectropion retard mental
- Ichtyose atrésie biliaire
- Ichtyose avec trichothiodystrophie
- Ichtyose bulleuse de Siemens
- Ichtyose congénitale, autosomique récessive
- Ichtyose congénitale type bébé collodion
- Ichtyose congénitale type fœtus Harlequin
- Ichtyose de Curth-Macklin
- Ichtyose doigts fusiformes sillon labial médian
- Ichtyose exfoliative
- Ichtyose folliculaire atrichie photophobie syndrome
- Ichtyose hépatosplénomégalie dégénérescence cérébelleuse
- Ichtyose hypogonadisme male
- Ichtyose kératite surdité
- Ichtyose lamellaire
- Ichtyose liée à l'X
- Ichtyose retard mental nanisme anomalie rénale
- Ichtyose retard mental spasticité asymptomatique
- Ichtyose retard mental type Devriendt
- Iduronate 2-sulfatase, déficit en
- IFAP syndrome, ichtyose folliculaire, alopécie, photophobie
- IGDA syndrome
- Illum, syndrome de
- Ilyina Amoashy Grygory syndrome
- Imaizumi kuroki, syndrome de
- Imerslund-Gräsbeck, maladie d'
- Iminoglycinurie
- Immotilité ciliaire, type Kartagener
- Immunodéficience primitive en cellules T
- Immunodéficience combinée sévère
- Impétigo bulleux
- Impossible syndrome
- Impression basilaire primitive
- Incisive centrale supérieure unique
- Incisives mandibulaires fusion
- Inclusions microvilleuses maladie des
- Incompétence velopharyngienne familiale
- Incontinentia pigmenti
- Incontinentia pigmenti achromians
- Incurvation congénitale des os longs
- Incurvation serpentine du péroné
- Indométacine, exposition anténatale à l'
- Infection congénitale au cytomégalovirus
- Infection disséminée par le cytomégalovirus, idiopathique
- Infection idiopathique par le BCG ou les mycobactéries atypiques
- Infiltration lymphocytaire cutanée de Jessner-Kanof
- Inhibiteur 1 de l'activateur du plasminogène, déficit congénital en
- Insensibilité à la douleur avec anhydrose
- Insomnie fatale familiale prion
- Instabilité articulaire syndrome d'
- Instabilité centromérique-immunodéficience-dysmorphie
- Instabilité mitotique non disjonction
- Insuffisance antéhypophysaire d'origine génétique
- Insulino-résistance type A-acanthosis nigricans
- Insulino-résistance type B
- Interruption de la crosse aortique
- Intestin atrésies multiples
- Intolérance aux protéines dibasiques avec lysinurie
- Intoxication a l'amiante
- Iridogoniodysgénésie, forme dominante
- Isaacs Mertens, syndrome de
- Ischion hypoplasie rein anomalie immunodéficience polydactylie
- Isochromosome 12p surnuméraire
- Isochromosome 18p
- Isotrétinoïne like syndrome
- Isotrétinoïne syndrome
- Isovaléryl-CoA déshydrogénase, déficit en
- Israeli-Bedouin, Syndrome des contractures congénitales létales type, LCCS2
- Itin, syndrome d'
- IVIC syndrome d', (Instituto Venezolano de Investigaciónes Científicas), fusion des os du carpe, thrombocytopénie, leucocytose

## J
- Jabs Houk Bias, syndrome de
- Jackson Barr, syndrome de
- Jackson-Weiss, syndrome de
- Jacobsen, syndrome de, Délétion 11q, dysmorphie crâniofaciale, hypertélorisme, ptosis, colobome, fentes palpébrales, épicanthus, craniosynostose, anomalies oculaires, cardiopathie congénitale, déficience intellectuelle, troubles du comportement, TDAH, autisme, crises épileptiques, syndrome Paris-Trousseau, atteinte rénale structurelle, anomalies urogénitales, cryptorchidie, sténose du pylore, immunodéficience
- Jacobs, syndrome de
- Jadassohn-Lewandowsky, syndrome de
- Jagel Holmgren Hofer, syndrome de
- Jalili, syndrome de
- Jambe hypoplasie cataracte
- Jancar, syndrome de
- Jankovic Rivera, syndrome de
- Jarcho-Levin, syndrome de
- Jaunisse hyperbilirubinémique néonatale transitoire
- Jensen, syndrome de
- Jervell et Lange-Nielsen, syndrome de
- Jeune, syndrome de
- Job, syndrome de
- Johanson-Blizzard, syndrome de
- Johnson Mac Millin, syndrome de
- Johnson Munson, syndrome de
- Jones, syndrome de
- Joubert avec colobome rétinien, syndrome de
- Joubert-Boltshauser, syndrome de
- Juberg Hayward, syndrome de
- Juberg-Marsidi, syndrome de
- Julien Marie, réticulose de, Histiocytose langerhansienne

## K
- Kabuki, syndrome de
- Kahler, maladie de
- Kaler Garrity Stern, syndrome de
- Kallin, syndrome de
- Kallmann, syndrome cardiopathique de
- Kallmann, syndrome de
- Kalyanraman, syndrome de
- Kantaputra Gorlin, syndrome de, malformations dentaires, anomalies squelettiques
- Kaplan Plauchu Fitch, syndrome de, acrocéphalie, hypertélorisme, micrognathie, ptosis, dysplasies osseuses
- Kaplowitz Bodurtha, syndrome de, insuffisance antéhypophysaire, défaut de sécrétion d'hormones de croissance.
- Kapur Toriello, syndrome de
- Karandikar Marie Kamble, syndrome de
- Karsck Neugebauer, syndrome de
- Kartagener, syndrome de
- Kasabach-Merritt, syndrome de
- Kashani Strom Utley, syndrome de
- Kasznica Carlson Coppedge, syndrome de
- Katsantoni Papadakou Lagoyanni, syndrome de, retard mental, anomalies capillaires
- Katz, syndrome de
- Kawasaki, maladie de
- Kawashima Tsuji, syndrome de
- KBG, syndrome, dysmorphie faciale, macrodontie, anomalies squelettiques, retard de développement
- Kearns-Sayre, syndrome de, myopathie, ophtalmoplégie
- Kennedy, maladie de
- Kennerknecht, syndrome de
- Kenny Caffey, syndrome de, dysplasie osseuse, épaississement cortical, sténose médullaire, hypocalcémie, retard mental et moteur, atrophie optique, tortuosité des vaisseaux de la rétine.
- Kenny, syndrome de
- Keppen-Lubinsky, syndrome de, lipodystrophie, retard de développement, déficience intellectuelle, hypertonie, microcéphalie, dysmorphie faciale
- Kératite héréditaire
- Kératite-ichtyose-surdité, syndrome
- Kératoacanthome familial
- Kératocône
- Kératocône malformations associées
- Kératodermie aïnhumoïde et mutilante, pseudo-aïnhum des doigts (auto-amputation), alopécie, onychogryphose, dystrophie unguéale, hippocratisme digital, paraplégie spastique, myopathie, mucovicidose
- Kératodermie aquagénique, acrokératodermie papulotranslucide réactive transitoire, développement de papules blanches sur les paumes après exposition à l'eau
- Kératodermie de Meleda
- Kératodermie hypotrichose leuconychie
- Kératodermie palmoplantaire adénocarcinome colique
- Kératodermie palmoplantaire avec cardiomyopathie arythmogène
- Kératodermie palmoplantaire avec kystes des paupières, hypodontie et hypotrichose
- Kératodermie palmoplantaire de Thost-Unna
- Kératodermie palmoplantaire diffuse, type Bothnian
- Kératodermie palmoplantaire épidermolytique, type Vorner
- Kératodermie palmoplantaire et périorificielle d'Olmsted
- Kératodermie palmoplantaire et périorificielle mutilante
- Kératodermie palmoplantaire papuleuse
- Kératodermie palmoplantaire-périodontopathie
- Kératodermie palmoplantaire périodontopathie onychogryphose
- Kératodermie palmoplantaire striée ou en bandes
- Kératose folliculaire nanisme atrophie cérébrale
- Kératose folliculaire spinulosa decalvans de Siemens
- Kératose pilaire rouge et atrophiante
- Kérion de Celse
- Kersey, syndrome de
- Khalifa Graham, syndrome de
- KID syndrome, kératite, ichtyose, surdité
- Kikuchi-Fujimoto, maladie de, lymphadénopathie, myalgie, leucopénie, anémie
- Kimura, maladie de, nodules, adénopathie, hypertrophie des glandes salivaires.
- Kininogène de haut poids moléculaire, déficit congénital en
- "Kinky hair" syndrome
- "Kinky hair" syndrome, forme acquise
- Kinsbourne syndrome, Syndrome d’opsoclonie-myoclonie
- Kjer, maladie de, Atrophie optique autosomique dominante, neuropathie optique héréditaire, perte visuelle bilatérale, pâleur du disque optique, altération du champ visuel et de la vision des couleurs
- Kleeblattschaedel, syndrome de, crâne en trèfle, protrusion du crâne, élargissement du visage, craniosténose
- Kleine-Levin, syndrome de, hypersomnie, troubles cognitifs et psycho-comportementaux.
- Kleiner Holmes, syndrome de
- Klein-Waardenburg, syndrome de
- Klinefelter, syndrome de
- Klippel Feil, anomalie de surdité, absence de vagin
- Klippel feil syndrome
- Klippel-Trenaunay Weber, syndrome de
- Kniest, dysplasie de
- Kniest like dysplasie létale
- Knobloch Layer, syndrome de, Syndrome de décollement de la rétine encéphalocèle occipital, dégénération vitrorétinienne et maculaire
- Kobberling-Dunnigan, syndrome de
- Kocher Debré Semelaigne, syndrome de, syndrome de pseudohypertrophie musculaire-hypothyroïdie
- Köhler-Mouchet maladie de
- Kohlschutter-Tonz, syndrome de
- Kohn-Romano, syndrome de
- Kok, maladie de, Gastroparésie
- Komar, syndrome de, syndrome du nerf intercostal, douleurs abdominales
- Konisgsmark Knox Hussels, syndrome de, surdité, atrophie optique.
- Koone Rizzo Elias, syndrome de, retard mental, spasticité, Ichtyose
- Kopysc Barczyk Krol, syndrome de, dysplasie des cheveux et des dents, hypotrichose, hyperkératose folliculaire
- Korula Wilson Salomon, syndrome de
- Korsakoff, Syndrome de
- Kostmann, syndrome de
- Kosztolanyi, syndrome de, arachnodactylie, dysmorphie faciale, exophtalmie, micrognathie.
- Kousseff, syndrome de
- Koussef Nichols, syndrome de
- Kowarski, syndrome de
- Kozlowski Brown Hardwick, syndrome de, anomalies squelettiques, hydrocéphalie, ptosis, une myopie, micrognathie, rétrognathie
- Kozlowski Celermajer Tink, syndrome de, dysostose huméro-spinale, cardiomégalie, régurgitation tricuspide, hypertension pulmonaire.
- Kozlowski-Krajewska, syndrome de
- Kozlowski Massen, syndrome de
- Kozlowski Ouvrier, syndrome de
- Kozlowski Rafinski Kucharska, syndrome de
- Kozlowski Tsuruta, syndrome de, Hyperostose corticale dysplasique
- Kozlowski Warren Fisher, syndrome de
- Krabbe, maladie de
- Krasnow Qazi, syndrome de, Syndrome de cardiomyopathie-cataracte-anomalies spondylo-pelviennes
- Krauss Herman Holmes, syndrome de
- Krieble Bixler, syndrome de
- Kudo Tamura Fuse, syndrome de
- Kugelberg-Welander, maladie de
- Kumar Levick, syndrome de, syndrome de dysplasie des ongles-camptodactylie-brachydactylie type B
- Kunze Riehm, syndrome de, syndrome de plis circulaires bénins multiples de la peau
- Kurczynski Casperson, syndrome de
- Kuskokwim, maladie de, syndrome exclusif des Esquimaux Yupik dans la région du delta de la rivière Kuskokwim, en Alaska.
- Kuster Majewski Hammerstein, syndrome de
- Kuzniecky, syndrome de, syndrome de Pachygyrie-déficience intellectuelle-épilepsie
- Kyste arachnoïdien
- Kyste bronchogénique
- Kyste de l'ouraque
- Kyste des plexus choroïdes
- Kyste du cholédoque, malformation de la main
- Kyste du tractus thyréoglosse
- Kyste omphalo-mésentérique
- Kyste orbitaire avec malformations cérébrales et hypoplasie dermique en aires
- Kyste ovarien fœtal
- Kyste ovarien néonatal
- Kystes sébacés multiples
- Kyste trichilemmal proliférant
- Kystique de la médullaire, autosomique dominante, maladie
- Kystique de la médullaire, autosomique récessive, maladie
- Kystique de l’œil avec anomalies oculaires et intracraniales multiples

## L
- Laband, syndrome de (aussi de Zimmermann-Laband)
- Lachiewicz Sibley, syndrome de
- Lacrymo-auriculo-dento-digital syndrome
- Lactase, déficit en, congénital
- Lactate déshydrogénase musculaire, déficit en
- Ladda Zonana Ramer, syndrome de
- Ladd, syndrome de
- Lafora, maladie de
- Lagophtalmie fente labiopalatine
- Lambert-Eaton, syndrome myasthénique de
- Lambert, syndrome de
- Landing, maladie de, Gangliosidose à GM1
- Landouzy-Dejerine, myopathie de
- Landy Donnai, syndrome de
- Langer-Giedion, syndrome de
- Langer Nishino Yamaguchi, syndrome de
- Laparoschisis
- Laparoschisis latéral, anomalies des membres
- La Peyronie, syndrome de
- Laplane Fontaine Lagardere, syndrome de
- Larbish
- Laron, syndrome de
- Larsen like dysplasie osseuse nanisme
- Larsen like syndrome forme létale
- Larsen, syndrome craniosynostose
- Larsen, syndrome de
- Larva migrans cutanée
- Laryngocele
- Laryngomalacie congénitale forme dominante
- Laryngo onycho cutane syndrome
- Larynx anomalie cardiopathie petite taille
- Larynx paralysie retard mental
- Lassueur-Graham-Little, syndrome de
- Latéralité, anomalies, forme dominante
- Lathostérolose, déficit en stérol C5-désaturase
- Laurence-Moon, syndrome de
- Laurin Sandrow, syndrome de
- Laxova Brown Hogan, syndrome de
- LCAT, déficit en
- LCHAD, déficit en
- Leao Ribeiro Da Silva, syndrome de
- Learman, syndrome de
- Leber, amaurose congénitale de
- Leber, neuropathie optique héréditaire de
- Lécithine-Cholestérol-Acyl-Transférase, déficit en
- Lee - Hebert - McDonald, syndrome de
- Lee root fenske, syndrome de
- Legg-Calve-Perthes, maladie de
- Légionellose
- Lehman, syndrome de
- Leichtman-Wood-Rohn, syndrome de
- Leifer Lai Buyse, syndrome de, dégénérescence du cortex cérébral, spasticité, convulsions, hernie hiatale, calculs rénaux
- Leigh à hérédité maternelle, syndrome de
- Leigh, maladie de, encéphalomyopathie nécrosante
- Léiomyomatose de l’œsophage, cataracte, hématurie
- Léiomyomatose familiale
- Léiomyome orbitaire
- Leipala Kaitila, syndrome de, malsegmentation lombaire - petite taille
- Leishmaniose
- Leisti Hollister Rimoin, syndrome de
- Le Marec Bracq Picaud, syndrome de
- Lenègre, maladie de
- Lennox-Gastaut, syndrome de
- Lentiginose cardiomyopathique
- Lenz, microphtalmie de
- LEOPARD, syndrome de
- Lèpre
- Lepréchaunisme, syndrome de Donohue, insulino-résistance extrême, retard de croissance intra-utérin et post-natal
- Leptospirose
- Leri-Weill, syndrome de
- Lesch-Nyhan, syndrome de
- Letterer-Siwe, maladie de , Histiocytose langerhansienne
- Leucémie aiguë lymphoblastique
- Leucémie aiguë mégacaryoblastique
- Leucémie aiguë monoblastique
- Leucémie aiguë myéloblastique avec maturation
- Leucémie aiguë myéloblastique sans maturation
- Leucémie aiguë myéloblastique type 1
- Leucémie aiguë myéloblastique type 2
- Leucémie aiguë myéloblastique type 3
- Leucémie aiguë myéloblastique type 4
- Leucémie aiguë myéloblastique type 5
- Leucémie aiguë myéloblastique type 6
- Leucémie aiguë myéloblastique type 7
- Leucémie aiguë myélomonocytaire
- Leucémie aiguë promyélocytaire
- Leucémie myéloïde chronique
- Leucémies aiguës myéloïdes (terme générique)
- Leucémies aiguës non lymphoblastiques (terme générique)
- Leucinose
- Leucodystrophie mégalencéphalique
- Leucodystrophie métachromatique
- Leucodystrophie réunionnaise
- Leuco-encéphalite sclérosante subaiguë
- Leucoencéphalopathie avec perte de substance blanche
- Leucoencéphalopathie kératose palmoplantaire
- Leucoencéphalopathie mégalencéphalique avec kystes sub-corticaux
- Leucoencéphalopathie vasculaire familiale
- Leuconychie kystes sébacés calculs rénaux
- Leukomelanoderme retard mental hypotrichosis
- Levic Stefanovic Nicolic, syndrome de
- Levine-Critchley, syndrome de
- Levin, syndrome de
- Levy Hollister, syndrome de
- Lewandowski Kikolich, syndrome de
- Lewis Pashayan, syndrome de
- Lewis-Sumner, syndrome de
- LHRH (ou GNRH ou Gonadolibérine), déficit en
- Lichen amyloïde
- Lichen bulleux
- Lichen érosif buccal
- Lichen folliculaire
- Lichen scléreux
- Lichen scléroatrophique
- Lichtenstein, syndrome de
- Lida Kannari, syndrome de
- Liddle, syndrome de
- Li-Fraumeni, syndrome de
- Ligament costocoracoïde, raccourcissement congénital
- Ligne médiane, anomalies
- Ligne médiane, anomalies, forme récessive
- Lindsay Burn, syndrome de, retard mental, psychose, hypertrophie testiculaire
- Linite gastrique
- Linite plastique de l'estomac
- Lipase acide lysosomale, déficit en
- Lipidose avec surcharge en triglycérides
- Lipoamide déshydrogénase, déficit en (LAD)
- Lipoatrophie arthrite squelette anormal
- Lipodystrophie intestinale
- Lipodystrophie - retard mental - surdité, syndrome
- Lipodystrophie Rieger anomalie diabètes
- Lipodystrophie type Berardinelli
- Lipogranulomatose de Farber
- Lipomatose centrale non-encapsulée
- Lipomatose cervicale familiale bénigne
- Lipomatose du pancréas, congénitale
- Lipomatose encéphalo cranio-cutanée
- Lipomatose mésosomatique de Roch-Leri
- Lipomatose pancréatique sténose duodénale
- Lipomatose symétrique familiale
- Lipomes naso palpébraux colobome syndrome
- Lipoprotéine lipase, déficit en
- Lipoprotéinose d'Urbach-Wiethe
- Lisker Garcia Ramos, syndrome de
- Lison Kornbrut Feinstein, syndrome de
- Lissencéphalie avec anomalies génitales
- Lissencéphalie immunodéficience
- Lissencéphalie, liée au chromosome 17
- Lissencéphalie pavimenteuse
- Lissencéphalie (terme générique)
- Lissencéphalie type 1, due aux anomalies de LIS 1
- Lissencéphalie type 1, due aux mutations du gène double-cortine (DCX)
- Lissencéphalie type 1, inexpliquée
- Lissencéphalie, type 1, liée à l'X
- Lissencéphalie type 1, liée à l'X, avec agénésie du corps calleux
- Lissencéphalie type 2
- Listériose
- Lithiase xanthique
- LMNH, Lymphome non hodgkinien
- Loase
- Lobe de l'oreille épais, surdité de conduction
- Lobstein, maladie de
- Locked-in syndrome
- Lockwood Feingold, syndrome
- Loffredo Cennamo Cecio, syndrome de
- Logic, syndrome de
- Longman-Tolmie, syndrome de
- Lopes Gorlin, syndrome de
- Lopes Marques de Faria, syndrome de
- Lopez Hernandez, syndrome de
- Lou-Gehrig, maladie de
- Louis-Bar, syndrome de
- Lowe Kohn Cohen, syndrome de
- Lowe, syndrome de
- Lowry Maclean, syndrome de
- Lowry, syndrome de
- Lowry Wood, syndrome de
- Lowry Yong, syndrome de
- Lubani Al Saleh Teebi, syndrome de
- Lubinsky, syndrome de
- Lucey Driscoll, syndrome de
- Lucky Gelehrter, syndrome de
- Lujan-Fryns, syndrome de
- Lundberg, syndrome de
- Lupus anticoagulant familial
- Lupus érythémateux cutané
- Lupus érythémateux disséminé
- Lupus érythémateux systémique
- Lupus érythémateux vésiculo-bulleux
- Lurie Kletsky, syndrome de, accumulation de liquide intracrânien, développement cérébral anormal, hernie diaphragmatique
- Lutz Richner Landolt, syndrome de
- Luxation de la hanche dysmorphie
- Luxations multiples dysplasie métaphysaire
- Lyell, syndrome de
- Lyme, maladie de
- Lymphangiectasies lymphœdème type Hennekam
- Lymphangiectasies pulmonaires kystiques
- Lymphangioléïomyomatose
- Lymphangiomatose pulmonaire
- Lymphangiome (synonyme : malformation lymphatique)
- Lympho-cutanéo-muqueux, syndrome
- Lymphocytes dénudés, syndrome des
- Lymphœdème congénital primaire
- Lymphœdème hydrocèle cardiopathie
- Lymphœdème hypoparathyroïdisme
- Lymphœdème ptosis
- Lymphogranulome éosinophile
- Lymphohistiocytose familiale
- Lymphome du manteau
- Lymphome anaplasique à grandes cellules
- Lymphome à petites cellules non clivées
- Lymphome bénin
- Lymphome cérébral primaire
- Lymphome cutané
- Lymphome de Burkitt
- Lymphome des cavités
- Lymphome de Sézary, érythrodermie, lymphadénopathie, lymphocytes atypiques circulants
- Lymphome de type MALT, tissu lymphoïde associé aux muqueuses
- Lymphome diffus à grandes cellules B
- Lymphome folliculaire
- Lymphome hodgkinien
- Lymphome Ki-1
- Lymphome lymphoblastique
- Lymphome pulmonaire primitif
- Lymphomes malins non Hodgkiniens (terme générique)
- Lymphome T
- Lymphoprolifératif avec auto-immunité, syndrome
- Lymphoproliférative, liée a l'X, maladie
- Lynch-Bushby syndrome
- Lynch Lee Murday syndrome de
- Lyngtadaas syndrome, aberrations dentaires graves, déficit familial en stéroïde déshydrogénase
- Lysine alpha-cétoglutarate réductase, déficit en

## M
- Maaswinkel Mooij Stokvis Brantsma, syndrome de
- Maccario Mena, syndrome de
- Mac Dermot Patton Williams, syndrome de
- Mac Dermot Winter, syndrome de
- Mac Duffie, syndrome de
- Machado-Joseph, maladie de
- Mâchoire ouverture limitée, petite taille, épiphyses en cône
- Macias Flores Garcia Cruz, syndrome de
- Mackay Shek Carr, syndrome de, Dégénérescence rétinienne microphtalmie glaucome, dégénérescence rétinienne pigmentaire, nyctalopie, restriction du champ visuel, dégénérescence maculaire kystique, glaucome à angle fermé, hypermétropie, nanophtalmie (réduction globale du volume oculaire)
- Macleod Fraser, syndrome de
- Macrocéphalie dominante
- Macrocéphalie hamartome mésodermique syndrome
- Macrocéphalie membres courts surdité
- Macrocéphalie mesomélie pieds bots
- Macrocéphalie petite taille paraplégie
- Macrocéphalie pigmentation anomalies extrémités grandes
- Macrocéphalie retard mental dysmorphie faciale
- Macroglossie dominante
- Macrogyrie paralysie pseudobulbaire
- Macropolyadénomatose surrénalienne
- Macrosomie microphtalmie fente palatine
- Macrosomie obésité macrocéphalie anomalies oculaires
- Macrosomie retard du développement dysmorphie
- Macrothrombocytopénie à inclusions leucocytaires
- Macrothrombocytopenie surdité progressive
- Macules congénitales hypopigmentées hyperpigmentées
- Madelung, déformation de
- Madelung, maladie de
- Maffucci, syndrome de
- Maghazaji, syndrome de
- Main et pied fendus nystagmus
- Main fendue absence de tibia
- Main fendue uropathie spina bifida diaphragme anomalie
- Main pied utérus syndrome
- Mains et pieds déformation face plate
- Mains et pieds en miroir anomalies du nez
- Mains et pieds fendus
- Mains et pieds fendus dysostose mandibulo faciale
- Mains et pieds fendus hypoplasie mandibulaire
- Majewski Ozturk, syndrome de
- Malakoplakie
- Malakoplasie
- Malformation adénomatoïde du poumon
- Malformation anorectale
- Malformation cardiaque conotroncale
- Malformation caverneuse cérébrale
- Malformation frontonasale exstrophie vésicale
- Malformation mitrale congénitale
- Malformations artérioveineuses intracrâniennes
- Malformations veineuses cutanées, avec anomalies congénitales multiples
- Malformations veineuses familiales
- Malformation vertébrale segmentaire
- Malonyl-CoA décarboxylase, déficit en
- Malouf, syndrome de
- Malposition vasculaire
- Malpuech Demeocq Palcoux, syndrome de
- Malrotation intestinale dysmorphie faciale type familial
- Malsegmentation lombaire petite taille
- Maltase acide, déficit en
- Mamelons surnuméraires familiaux
- Mandibulo acrale dysplasie
- Mandibulo faciale dysostose surdité polydactylie postaxiale
- Maniaco-dépressive, maladie (formes génétiques)
- Manouvrier, syndrome de
- Mansonellose, filariose causée par les vers parasitaires Mansonella perstans et Mansonella ozzardi
- Marashi Gorlin, syndrome de
- Marchiafava-Micheli, maladie de
- Marden Walker like, syndrome de
- Marden Walker, syndrome de
- Marfanoïde, syndrome, avec craniosynostose
- Marfanoïde, syndrome, retard mental type récessif
- Marfan, syndrome de
- Marinesco-Sjogren like, syndrome de
- Marinesco-Sjogren, syndrome de
- Marion Mayers, syndrome de
- Markel Vikkula Mulliken, syndrome de
- Marles Greenberg Persaud, syndrome de, syndrome oculo-trichoanal du Manitoba, cryptophtalmie, anophtalmie, anomalies anales,omphalocèle
- Maroteaux Cohen Solal Bonaventure, syndrome de
- Maroteaux Fonfria, syndrome de
- Maroteaux-Lamy, maladie de
- Maroteaux Le Merrer Bensahel, syndrome de
- Maroteaux Stanescu Cousin, syndrome de, Chondrodysplasie létale autosomique récessive, nanisme micromélique, membres courts et incurvés,  dysmorphie faciale, hypotonie musculaire, hyperlaxité des extrémités, thorax étroit.
- Maroteaux Verloes Stanescu, syndrome de
- Marphanoïde, syndrome, type de Silva
- Marsden NyhanSakati, syndrome de
- Marshall-Smith, syndrome de
- Marshall, syndrome de
- Marsolf, syndrome de
- Martinez Monasterio Pinheiro, syndrome de
- Martsolf Reed Hunter, syndrome de
- MASA, syndrome
- Massa Casaer Ceulemans, syndrome de
- Mastocytose, petite taille, surdité
- Mastocytose systémique
- Mastroiacovo De Rosa Satta, syndrome de
- Mastroiacovo Gambi Segni, syndrome de
- MAT, déficit en
- Mathieu De Broca Bony, syndrome de
- Matsoukas Liarikos Giannika, syndrome de
- Matthew Wood, syndrome de
- Maturation osseuse disharmonieuse, fibres musculaires anormales
- Maumenee, syndrome de
- MCAD, déficit en
- Mac Alister Coe White, syndrome de
- Mac Alister Crane, syndrome de
- Mac Ardle, maladie de
- Mac Callum Macadam Johnston, syndrome de
- Mac Cune-Albright, syndrome de
- Mac Donough, syndrome de
- Mac Dowal, syndrome de
- Mac Gillivray, syndrome de
- Mac Kusick Kaufman, syndrome de
- Mac Lain Debakian, syndrome de
- Mac Pherson Clemens, syndrome de
- McPherson Robertson Cammarano, syndrome de
- MCPH, syndrome, microcéphalie primaire autosomique récessive,
- Meacham Winn Culler, syndrome de
- Meadows, syndrome de
- MEB (Muscle-Eye-Brain) syndrome
- Meches blanches anomalies multiples
- Meckel like, syndrome
- Meckel, syndrome de
- Medeira Dennis Donnai, syndrome de
- Médianécrose kystique de l'aorte
- Medrano Roldan, syndrome de
- Médulloblastome
- Mégaduodénum-mégavessie, syndrome
- Mégalencéphalie familiale
- Mégalencéphalie-leucodystrophie kystique
- Mégalocornée
- Megarbane - Loiselet, syndrome de
- Méga-uretère congénital
- Mehes, syndrome de
- Mehta Lewis Patton, syndrome de
- Meier Blumberg Imahorn, syndrome de
- Meier Gorlin, syndrome de
- Meinecke Peper, syndrome de
- Meinecke, syndrome de
- Mélanocytose myéloméningocèle
- Mélanome-cancer pancréatique, syndrome du
- Mélanome choroïdien
- Mélanome malin cutané, familial
- Mélanose neurocutanée
- MELAS, syndrome
- Meleda, mal de, hyperkératose palmoplantaire, hyperhidrose, plaques lichénoïdes, érythème péribuccal.
- Melhem Fahl, syndrome de
- Mélioïdose
- Melkersson-Rosenthal, syndrome de
- Melnick-Needles, syndrome de
- Melorhéostose, dysplasie osseuse sclérosante
- Membre anomalie transverse hémangiome
- Membre inférieur anomalie hypospadias
- Membre inférieur anomalie obstruction urétérale
- Membres anomalie cardiopathie
- Membres anomalies micrognatisme
- Membres courts face anomalie maladie cardiaque
- Membres crâne cuir chevelu anomalies
- Membres inférieurs duplication agénésie rénale
- Membre supérieur anomalie déficit oculoauriculaire
- Membre supérieur hypoplasie anomalies mülleriennes
- Ménétrier, maladie de, hyperplasie gastrique, achlorydrie, sécrétion excessive de facteur de croissance transformant alpha (TGF-α), adénocarcinome
- Mengel Konigsmark, syndrome de
- Menière, maladie de
- Méningiome
- Méningite à méningocoque
- Méningite à pneumocoque
- Méningocèle sacré anomalie conotroncale
- Méningoencéphalocèle-arthrogrypose-pouce hypoplasique
- Méningo-encéphalite amibienne primitive
- Menkes, syndrome de
- Ménopause précoce d'origine génétique
- Meretoja, syndrome de
- Merlob Grunebaum Reisner, syndrome de
- Merlob, syndrome de
- MERRF, syndrome de, épilepsie myoclonique à fibres rouges en lambeaux, Syndrome de Fukuhara
- Mésentère commun
- Mésoderme inférieur anomalies
- Mesomelie synostoses
- Mesomelique dysplasie isolée de l’avant-bras
- Mésothéliome
- Métacarpes 4 et 5 fusionnés
- Métachondromatose
- Metageria
- Métamérique artérioveineux cérébro-facial syndrome, syndrome de Bonnet-Dechaume-Blanc, malformations vasculaires cérébro-faciales
- Metaphysaire chondrodysplasie type Spahr
- Metaphysaire dysostose retard mental surdité
- Metaphysaire dysplasie hypertélorisme hypospadias
- Metaphysaire dysplasie hypoplasie maxillaire brachydactylie
- Méthanol, intoxication par le
- Méthémoglobinémie congénitale récessive
- Méthimazole, infection anténatale au
- Méthionine synthase, déficit en
- Méthyl-cobalamine (cbl E), déficit en
- Méthyl-cobalamine (cbl G), déficit en
- Méthylènetétrahydrofolate réductase, déficit en
- Méthylmalonyl-coenzyme A mutase, déficit en
- Méthyl mercure, exposition anténatale au
- Mévalonate kinase, déficit en
- Michelin , maladie du bébé pneu,
- Michels Caskey, syndrome de
- Michels, syndrome de
- Mickleson, syndrome de
- Micrencéphalie corps calleux agénésie
- Micrencéphalie hypoplasie olivopontocérébelleuse
- Microangiopathie thrombotique
- Microbrachycéphalie ptosis fente labiale
- Microcephalia vera et microcéphalie avec modèle gyral simplifié
- Microcéphalie albinisme anomalies digitales
- Microcéphalie autosomique dominant
- Microcéphalie brachydactylie cyphoscoliose
- Microcéphalie calcifications intracrâniennes
- Microcéphalie cardiomyopathie
- Microcéphalie cardiopathie malsegmentation pulmonaire
- Microcéphalie cheveux rares retard mental épilepsie
- Microcéphalie dysplasie chorio rétinienne type récessif
- Microcéphalie épilepsie retard mental cardiopathie
- Microcéphalie fente labiopalatine polydactylie
- Microcéphalie fente palatine syndrome autosomique dominant
- Microcéphalie fusions cervicales vertébrales, microcéphalie, dysmorphie faciale, nez en bec d'oiseau, oreilles bas implantées, fentes palpébrales anti-mongoloïdes, micrognathie, déficit intellectuel, petite taille, fusions des vertèbres cervicales, compression de la moelle épinière.
- Microcéphalie hypogammaglobulinemie immunite anormale
- Microcéphalie hypogonadisme hypergonadotropic petite taille
- Microcéphalie hypoplasie cérébrale spasticité
- Microcéphalie hypoplasie pontocérébelleuse dyskinesie
- Microcéphalie-immunodéficience-lymphoréticulome
- Microcéphalie lymphœdème choriorétine dysplasie
- Microcéphalie lymphœdème syndrome
- Microcéphalie microcornée syndrome type Seemanova
- Microcéphalie micropenis convulsions
- Microcéphalie microphtalmie cécité
- Microcéphalie - oculo-digito-œsophago-duodénal, syndrome (MODED)
- Microcéphalie - retard mental - fistule trachéo-œsophagienne
- Microcéphalie retard mental rétinopathie
- Microcéphalie retard mental spasticité épilepsie
- Microcéphalie surdité
- Microcéphalie syndactylie brachymesophalangie
- Microcéphalie syndrome néphrotique sclérose mésangiale
- Microcorie congénitale
- Microcornée corectopie hypoplasie maculaire
- Microcornée glaucome sinus frontaux absence
- Microdélétion 22q11
- Microdontie hypodontie petite taille
- Microgastrie anomalie des membres
- Microgastrie petite taille diabète
- Microlissencéphalie
- Microlissencéphalie - micromélie, syndrome
- Micromélie retard mental myopie
- Micromelique dysplasie luxation du radius
- Microphtalmie
- Microphtalmie-anomalies des membres
- Microphtalmie aplasie dermique sclérocornée
- Microphtalmie cataracte
- Microphtalmie colobomateuse
- Microphtalmie hernie diaphragmatique Fallot
- Microphtalmie kyste colobomateux bilatéral rein polykystique
- Microphtalmie microtie akinesie fœtale
- Microphtalmie type Lenz
- Microphthalmie camptodactylie retard mental
- Microphthalmie retard mental
- Microsomie hémifaciale
- Microsomie hemifaciale anomalies radiales
- Microsomie hemifaciale gigantisme partiel
- Microspherophakie dysplasie métaphysaire
- Microsporidiose
- Micro syndrome
- Microtie
- Microtie atrésie du méat surdité dominante
- Microtie squelette anomalies petite taille
- Microtie surdité de conduction
- Midas, syndrome de
- Mietens, syndrome de
- Mievis Verellen Dumounin, syndrome de
- Migraine hémiplégique familiale
- Mikati Najjar Sahli, syndrome de
- Miller Fisher, syndrome de
- Miller, syndrome de
- Mills, syndrome de, hémiplégie, troubles sphinctériens
- Minkowski-Chauffard, maladie de
- Minoxidil exposition anténatale au
- Miosis congénital
- Mirhosseini Holmes Walton syndrome
- Mitochondriales d'origine nucléaire, maladies
- Mitochondriales, maladies (cliniquement non définies)
- Mitochondriales, maladies (terme générique)
- Miura, syndrome de
- Mix(o)ploïdie 47,XXX/94,XXXXXX (trisomie & hypertétraploïdie)[2]
- MLS, syndrome
- MMEP, syndrome, syndrome de Viljoen-Smart, Microcéphalie-Microphtalmie-Ectrodactylie des membres inférieurs-Prognathisme
- MNGIE, syndrome, encéphalopathie myo-neuro-gastrointestinale, ophtalmoplégie, leucoencéphalopathie.
- Möbius, syndrome de
- MODY, syndrome
- Moebius neuropathie axonale hypogonadisme
- Moerman Vandenberghe Fryns, syndrome de
- Moeschler Claren, syndrome de

- Mohr-Majewski, syndrome de, Syndrome de Baraitser-Burn, hamartome lingual, polysyndactylie postaxiale des mains et des pieds, raccourcissement mésomélique des jambes avec des pieds en varus équin supiné

- Mohr-Tranebjaerg, syndrome de
- Molaires pyramidales glaucome lèvre supérieure anormale
- Molarisation des incisives surdité
- Molécules HLA de classe 1, déficit d'expression des
- Molécules HLA de classe 2, déficit d'expression des
- Mollica Pavone Antener, syndrome de, nanisme, retard mental, syndrome d'anomalie oculaire
- Moloney, syndrome de
- Molybdène-cofacteur, déficit en
- Momo syndrome, macrosomie-obésité-macrocéphalie-anomalies oculaires
- Monilethrix
- Monoamine oxydase, déficit en
- Monochromatisme à cônes bleus
- Monodactylie tetramélique
- Mononen Karnes Senac, syndrome de
- Monosomie 10p
- Monosomie 10pter
- Monosomie 10q
- Monosomie 11p11 p12
- Monosomie 11q partielle
- Monosomie 12p12 p11
- Monosomie 12p13
- Monosomie 13q
- Monosomie 13q14
- Monosomie 13q22
- Monosomie 13q32
- Monosomie 14q11
- Monosomie 14q31
- Monosomie 14qter
- Monosomie 15q1
- Monosomie 15q25
- Monosomie 17q23 q24
- Monosomie 18 en mosaïque
- Monosomie 18p
- Monosomie 18q
- Monosomie 18q23
- Monosomie 1p
- Monosomie 1p22 p13
- Monosomie 1p31 p22
- Monosomie 1p32
- Monosomie 1p34 p32
- Monosomie 1p36
- Monosomie 1q21 q25
- Monosomie 1q25 q32
- Monosomie 1q32 q42
- Monosomie 1q4
- Monosomie 1qter
- Monosomie 20p
- Monosomie 21
- Monosomie 21q22
- Monosomie 2p22
- Monosomie 2pter p24
- Monosomie 2q
- Monosomie 2q24
- Monosomie 2q37
- Monosomie 2q duplication 1p
- Monosomie 3p
- Monosomie 3p14 p11
- Monosomie 3p25
- Monosomie 3q13
- Monosomie 3q21 23
- Monosomie 3q27
- Monosomie 4p
- Monosomie 4p14 p16
- Monosomie 4q
- Monosomie 4q32
- Monosomie 5p
- Monosomie 5q35
- Monosomie 6p23
- Monosomie 6q
- Monosomie 6q1
- Monosomie 6q13 q15
- Monosomie 6q16 q21
- Monosomie 6q2
- Monosomie 7
- Monosomie 7q21
- Monosomie 7q3
- Monosomie 8p
- Monosomie 8p23 1
- Monosomie 8q
- Monosomie 8q12 21
- Monosomie 8q21 q22
- Monosomie 9p
- Monosomie X
- Monosomie xp22 pter
- Monosomie xq28
- Montefiore, syndrome de
- Moore Federman, syndrome de
- Moore Smith Weaver, syndrome de
- Moore Weaver, syndrome de
- Morava-Mehes, syndrome de
- Morbus Anderson-Fabry, Maladie de Fabry
- Moreno Zachai Kaufman, syndrome de
- Morillo Cucci Passarge, syndrome de
- Morning Glory, syndrome, syndrome de la fleur de liseron, Colobome ectasique, syndrome de l'anthémis du matin
- Morquio, maladie de
- Morrison Young, syndrome de
- Morse Rawnsley Sargent, syndrome de
- Morsier, syndrome de, hypoplasie des nerfs optiques, déficits hormonaux hypophysaires et malformations cérébrales de la ligne médiane
- Mort néonatale, déficit immunitaire
- Morvan, maladie de, Chorée fibrillaire de Morvan
- Mounier-Kuhn, syndrome de
- Mount Reback, syndrome de
- Mousa Al Din Al Nassar, syndrome de
- Mowat-Wilson, syndrome de
- Moya-Moya, maladie de
- Moynahan, syndrome de
- MPO, déficit en, Déficit en myéloperoxydase
- Mrx35, Déficience intellectuelle liée à l'X type Gu
- MSBD syndrome, Mélorhéostose avec ostéopoïkilose,
- MTHFR, déficit en, Homocystinurie par déficit en méthylène tétrahydrofolate réductase
- Muckle-Wells, syndrome de
- Mucolipidose type 1
- Mucolipidose type 2
- Mucolipidose type 3
- Mucolipidose type 4
- Mucopolysaccharidose type 1
- Mucopolysaccharidose type 2
- Mucopolysaccharidose type 3
- Mucopolysaccharidose type 4
- Mucopolysaccharidose type 6
- Mucopolysaccharidose type 7
- Mucosulfatidose
- Mucoviscidose
- Mucoviscidose gastrite anémie mégaloblastique
- Muenke, syndrome de
- Muir-Torre, syndrome de
- Mulibrey, nanisme
- Mulliez Roux Loterman syndrome de
- Mulvihill Smith, syndrome de
- MURCS association, aplasie du canal de Müller, aplasie rénale, dysplasie des vertèbres cervicales
- Muscle atrophie ataxie rétinite pigmentaire diabète
- Muscle-œil-cerveau, syndrome
- Muscles ceinture scapulaire anomalies retard mental
- Musculature abdominale absence microphtalmie hyperlaxité ligamentaire
- Myalgie éosinophilie liées au tryptophane
- Myasthenia gravis
- Myasthénie acquise
- Myasthénique congénital, syndrome
- Mycétome
- Mycosis fongoïde (voir Lymphome non-hodgkinien)
- Myélinolyse centrale diffuse
- Myélo-cérébelleux, syndrome
- Myélodysplasiques, syndromes
- Myélofibrose primitive
- Myélome multiple
- Myéloméningocèle
- Myélopéroxidase, déficit en
- Myhre Ruvalcaba Graham, syndrome de
- Myhre Ruvalvaba Kelley, syndrome de
- Myhre school, syndrome de
- Myiase furonculeuse
- Myocarde spongieux
- Myocardiopathie gravidique primitive
- Myoclonie ataxie
- Myoclonie ataxie cérébelleuse surdité
- Myoclonies atrophie musculaire distale
- Myofasciite à macrophages
- Myofibromatose infantile
- Myoglobinurie
- Myopathie à corps cytoplasmiques
- Myopathie à corps hyalins
- Myopathie à inclusions - maladie de Paget - démence fronto-temporale
- Myopathie à surcharge lipidique multisystémique
- Myopathie avec agrégats tubulaires
- Myopathie avec autophagie excessive
- Myopathie avec surcharge en desmine
- Myopathie cardio-squelettique-neutropénie
- Myopathie cataracte hypogonadisme
- Myopathie congénitale à bâtonnets
- Myopathie congénitale à cores centraux
- Myopathie congénitale à multi-minicores
- Myopathie congénitale avec inclusions cytoplasmiques
- Myopathie congénitale centronucléaire
- Myopathie congénitale myotubulaire
- Myopathie de Duchenne et Becker
- Myopathie de type Bethlem
- Myopathie distale avec atteinte respiratoire précoce
- Myopathie distale avec faiblesse des cordes vocales
- Myopathie distale de type Markesbery-Griggs
- Myopathie distale de type Miyoshi
- Myopathie distale de type Nonaka
- Myopathie distale de type Welander, type suédois
- Myopathie distale (terme générique)
- Myopathie dominante bénigne
- Myopathie et diabète sucré
- Myopathie héréditaire à inclusions filamentaires intranucléaires
- Myopathie mitochondriale avec acidose lactique
- Myopathie mitochondriale avec anémie sidéroblastique
- Myopathie mitochondriale avec cataracte
- Myopathie mitochondriale-encéphalopathie-acidose lactique
- Myopathie Moebius Robin, syndrome de
- Myopathie myotonique proximale
- Myopathie némaline
- Myopathie pharmacogénétique de l'anesthésie
- Myopathie retard de croissance retard mental hypospadias
- Myopathie syringomyelie
- Myopathie tibiale de Udd
- Myopathie type Brody
- Myopathie type Hutterite
- Myopathie vacuolaire
- Myopathie viscérale familiale
- Myopathie viscérale familiale ophtalmoplégie externe
- Myophosphorylase, déficit en
- Myopie infantile forte
- Myopie sévère
- Myosite à inclusions
- Myosite focale
- Myosite ossifiante progressive
- Myotiline, déficit en
- Myotonie aggravée par le potassium
- Myotonie chondrodystrophique
- Myotonie congénitale de Thomsen et Becker
- Myotonie retard mental anomalies squelettiques
- Myxome auriculaire
- Myxome-hyperpigmentation-hyperactivité endocrinienne

## N
- N5-méthylhomocystéine transférase, déficit en
- N-acétyl-alpha-glucosaminidase, déficit en
- N-acétylglucosamine-1-phosphotransférase, déficit en
- N-acétylglucosamine-6-sulfate sulfatase, déficit en
- N-Acétylglutamate synthase, déficit en
- NADH-CoQ réductase, déficit en
- NADH-cytochrome b5 réductase, déficit en
- NADH diaphorase, déficit en
- NADH-méthémoglobine réductase, déficit en
- Naegeli, syndrome de
- Nævi multiples familiaux
- Nævomatose basocellulaire
- Nævus atypique
- Nævus basocellulaire - anodontie - minéralisation anormale
- Nævus épidermique rachitisme vitamino résistant
- Nævus épidermique, syndrome du
- Nævus géant
- Nævus sébacé de Jadassohn
- Nager, syndrome de
- Naguib, syndrome de
- Nail Patella like maladie rénale
- Nail-Patella syndrome
- Naito-Oyanagi, maladie de
- Nakajo, syndrome de
- NAME, syndrome, naevi-myxome de l'oreillette-neurofibrome myxoïde-éphélides
- Nance-Horan, syndrome de
- Nanisme 3M
- Nanisme acromesomélique type Campailla Martinelli
- Nanisme à tête d'oiseau type Montréal
- Nanisme campomélique
- Nanisme diastrophique
- Nanisme doigts bloques
- Nanisme dysgammaglobulinemie
- Nanisme geleophysique
- Nanisme létal age osseux avance
- Nanisme létal type Al Gazali
- Nanisme méga-épiphysaire
- Nanisme mésomélique fente palatine camptodactylie
- Nanisme mésomélique type Langer
- Nanisme mésomélique type Nievergelt
- Nanisme mésomélique type Reinhardt Pfeiffer
- Nanisme métatropique
- Nanisme microcéphalique ostéodysplastique primordial type 1
- Nanisme microcéphalique ostéodysplastique primordial type 2
- Nanisme micromélie tibias absents doigts très courts
- Nanisme micromélique type Fryns
- Nanisme ostéodysplasique primordial type Toriello
- Nanisme ostéoglophonique
- Nanisme par anomalie qualitative de l'hormone de croissance
- Nanisme parastremmatique
- Nanisme par déficit combiné en hormone de croissance
- Nanisme par déficit isolé en hormone de croissance
- Nanisme par déficit isolé en hormone de croissance, associé à une hypogammaglobulinémie liée à l'X
- Nanisme par résistance à l'hormone de croissance
- Nanisme pituitaire
- Nanisme primordial
- Nanisme primordial, microdontie, dents opalescentes et sans racine
- Nanisme raideur articulaire anomalies oculaires
- Nanisme retard mental œil anomalies
- Nanisme robin fente maxillaire pied bot anomalies des mains
- Nanisme syndesmodysplasique
- Nanisme thanatophore
- Nanisme type Lenz Majewski
- Nanisme type Robinow
- Nanisme vertèbres anomalies multiples facies grossier
- Nanisme vertèbres hautes
- Nanisme Walt Disney
- Nanophtalmie
- Narcolepsie-cataplexie
- NARP syndrome, neuropathie, ataxie et rétinite pigmentaire
- NASH syndrome, maladie du foie gras, stéato-hépatite non alcoolique
- Naso digito acoustique syndrome
- Nasu-Hakola, maladie de
- Nathalie, syndrome de, déficience auditive neurosensorielle, une amyotrophie spinale, anomalies cardiaques et squelettiques
- Naxos, maladie de, Syndrome de Carvajal mais cardiopathie au ventricule gauche
- Néoplasie endocrinienne multiple type 1
- Néoplasie endocrinienne multiple type 2
- Néphroblastomatose ascite fœtale macrosome tumeur de Wilms
- Néphroblastome
- Néphrolithiase type 1
- Néphrolithiase type 2
- Néphronophtise autosomique dominante
- Néphronophtise autosomique récessive
- Néphropathie à IgA
- Néphropathie héréditaire avec goutte précoce
- Néphropathie surdité hyperparathyroïdie
- Néphrose congénitale finlandaise
- Néphrose lipoïdique pure
- Néphrose migration neuronale anormale
- Néphrose surdité voies urinaires et doigts anomalies
- Néphrotique congénital type finlandais, syndrome
- Néphrotique, cortico-résistant, familial, syndrome
- Nerf intercostal, syndrome du
- Netherton, syndrome de
- Neuhauser Daly Magnelli, syndrome de
- Neuhauser Eichner Opitz, syndrome de, encéphalopathie, atteinte cérébelleuse et extrapyramidale, ataxie tronculaire, chorée, athétose, crises convulsives,
- Neu Laxova, syndrome de
- Neuraminidase bêta-galactosidase, déficit en
- Neuraminidase, déficit en
- Neurinome de l'acoustique
- Neuroacanthocytose
- Neuroblastome
- Neurocutané type Abdallat, syndrome
- Neurodégénérescence avec accumulation de fer dans le cerveau
- Neurodégénérescence striatale autosomique dominante, ADSD, trouble du mouvement chez l'adulte, bradykinésie, dysarthrie, rigidité musculaire.
- Neuroectodermal type Zunich, syndrome
- Neuroectodermique endocrine, syndrome
- Neuroectodermique mélanolysosomale, maladie
- Neuroépithéliome
- Neurofaciodigito rénal, syndrome
- Neuroferritinopathie
- Neurofibromatose-Noonan, syndrome
- Neurofibromatose de type I (NF-1)
- Neurofibromatose de type II (NF-2)
- Neurofibromatose type 6
- Neurolipomatose
- Neurologiques paranéoplasiques, syndromes
- Neuro musculo squelettique type chypriote, syndrome
- Neuropathie à axones géants
- Neuropathie-Ataxie-Rétinite Pigmentaire
- Neuropathie héréditaire avec hypersensibilité à la pression (HNPP)
- Neuropathie motrice distale
- Neuropathie motrice multifocale avec bloc de conduction
- Neuropathie motrice périphérique avec dysautonomie
- Neuropathie radiculaire sensitive récessive
- Neuropathie sensitive et autonomique héréditaire type 3
- Neuropathie sensitive et autonomique type 1
- Neuropathie sensitive et autonomique type 2
- Neuropathie sensitive et autonomique type 4
- Neuropathie sensorielle congénitale kératite neurotrophique
- Neuropathie sensorielle et motrice héréditaire type lom
- Neuropathie sensorielle héréditaire paraplégie spastique
- Neuropathie sensorimotrice type 1 aplasie cutanée
- Neuropathie tomaculaire
- Neuropathie type 2 surdité retard mental
- Neutropénie congénitale sévère
- Neutropénie cyclique
- Neutropénie et hyperlymphocytose à grands lymphocytes granuleux
- Nevo, syndrome de, croissance excessive, cyphose, cryptorchidie, hyperlaxité, hypotonie.
- Névralgie pudendale ou névralgie d'Alcock
- Nez agénésie
- Nez bifide
- Nezelof, syndrome de
- NF 1, Neurofibromatose de type I, maladie de Recklinghausen, neurofibromes, lentigines, amincissement des os longs
- Niemann-Pick A et B, maladie de
- Niemann-Pick C, maladie de
- Nievergelt, syndrome de
- Niikawa-Kuroki, syndrome de
- Nimègue, syndrome de
- NISCH, syndrome, Syndrome néonatal d'ichtyose-cholangite sclérosante, ictère, prurit, hépatomégalie, cholestase biochimique
- Nocardiose
- Nodosités calleuses leuconychie surdité hyperkératose palmoplantaire
- Nodule de la lèvre supérieure
- Noma
- Non compaction ventriculaire gauche
- Noonan like, syndrome
- Noonan, syndrome de
- Norrie, maladie de
- Norum, maladie de
- Novak, syndrome de
- N, syndrome, dysmorphie faciale, dolichocéphalie, scaphocéphalie, surdité, convulsions, dysplasie squelettique, cryptorchidie, un hypospadias, spasticité, déficience intellectuelle
- Nystagmus congénital

## O
- Ochoa, syndrome de, Syndrome d'hydronéphrose-sourire inversé, Syndrome uro-facial, dysfonctionnement de la vidange vésicale, inversion de la mimique

- Ochronose héréditaire
- Oculo auriculo fronto nasal syndrome
- Oculo cérébrale dysplasie
- Oculocérébral hypopigmentation syndrome type cross
- Oculocérébral hypopigmentation syndrome type preus
- Oculo-cérébro-acral, syndrome
- Oculo-cérébro-cutané, syndrome
- Oculo-cérébro-facial, syndrome type kaufman
- Oculo-cérébro-osseux, syndrome
- Oculo-cérébro-rénal, syndrome
- Oculo-dentaire, syndrome, type Rutherfurd
- Oculo-dento-digitale, dysplasie, type dominant
- Oculo-dento-osseuse, dysplasie, type dominant
- Oculo-digital, syndrome
- Oculo-digito-œsophago-duodénal, syndrome (ODED)
- Oculo-facio-cardio-dentaire, syndrome
- Oculo-ostéo-cutané, syndrome
- Oculo-oto-radial, syndrome
- Oculo-palato-cérébral, nanisme
- Oculo-palato-squelettique, syndrome
- Oculo-réno-cérébelleux, syndrome
- Oculo-squeletto-rénal, syndrome
- Oculo-tricho anal, syndrome
- Oculo-tricho-dysplasie
- odeur de poisson, syndrome de l’
- O'Doherty, syndrome de
- O'Donnell Pappas, syndrome d'
- Odontomatose aorte et œsophage sténose
- Odonto onycho dermique dysplasie
- Odonto onycho dysplasie avec alopécie
- Odonto trichomelique hypohidrotique dysplasie
- ODP, syndrome, Syndrome d'anonychie-onychodystrophie-hypoplasie ou absence de phalanges distales
- Œdème angioneurotique (OAN)
- Œil anomalie arachnodactylie cardiopathie
- œil de chat, syndrome de l',
- OEIS complex, Syndrome d'omphalocèle-exstrophie cloacale-imperforation de l'anus-défaut médullaire
- Oerter FriedmanAnderson, syndrome de
- Œsophage atrésie colobome pieds bots
- Œsophage de Barrett
- OHAHA, syndrome de, Ophtalmoplégie, Hypotonie, Ataxie, Hypoacousie, Athétose
- Ohdo Madokoro Sonoda, syndrome d'
- Ohtahara, syndrome d'
- Okamoto Satomura, syndrome de
- Oligodactylie postaxiale tétramélique
- Oligodendrogliome
- Oligodontie taurodontie cheveux rares
- Oligoméganéphronie
- Oliver macfarlane, syndrome de
- Oliver, syndrome d'
- Olivo ponto cérébelleuse atrophie surdité
- Ollier, maladie d'
- Olmsted, syndrome d', kératodermie palmoplantaire mutilante avec plaques kératosiques, dermite périorale, éruption faciale érythémateuse et papulopustuleuse
- Omenn, syndrome d'
- Omodysplasie
- Omodysplasie forme récessive
- Omoplate surelevation
- Omphalocèle
- Omphalocele exstrophie imperforation anale
- Omphalocele fente palatine
- Omphalocèle-macroglossie-gigantisme
- Onat, syndrome de
- Onchocercose
- Ondine, syndrome d'
- Ongle double de l'auriculaire
- Ongles jaunes, syndrome des
- Onycho-ostéo-dysplasie
- Onycho tricho dysplasie leucopénie
- Oochs syndrome
- Opacités cornéennes myopathie néphropathie
- Ophtalmo-acromélique, syndrome
- Ophtalmo mandibulo melique dysplasie
- Ophtalmoplégie externe progressive
- Ophtalmoplegie myalgies agrégats tubulaires
- Ophtalmoplegie retard mental langue scrotale
- Ophthalmoplegie hypoacousie ataxie
- Ophthalmoplegie scoliose
- Opioïdes, intoxication aiguë par les
- Opitz-Frias, syndrome d'
- Opitz Mollica Sorge, syndrome de
- Opitz Reynolds Fitzgerald, syndrome de
- Opitz lié a l'X, syndrome d'
- Opitz trigonocéphalie, syndrome d'
- Opsismodysplasie
- Opsoclonie-myoclonie, syndrome d', dégénérescence thalamique infantile, retard du développement moteur, déficiences intellectuelles, mouvements oculaires rapides et involontaires, secousses musculaires
- Optique atrophie polyneuropathie surdité
- Ormond, maladie d'
- Oreille geyser
- Ornithine amino-transférase, déficit en
- Ornithine carbamyl transférase, déficit en
- Oro-acral, syndrome
- Oro-cranio-digital, syndrome
- Orofacial syndrome type Thurston
- Oro-facio-digital, avec anomalies rétiniennes, syndrome
- Oro-facio-digital syndrome avec aplasie fibulaire
- Oro-facio-digital type 1, syndrome
- Oro-facio-digital type 2, syndrome
- Oro-facio-digital type 3, syndrome
- Oro-facio-digital type 4, syndrome
- Oro-facio-digital type 6, syndrome
- Oro-facio-digital type 8, syndrome
- Oromandibulaire membres hypoplasie
- Oropharynx imperforation anomalies costo-vertébrales
- Oroticacidurie
- Orotidylique décarboxylase, déficit en
- Os de verre, maladie des
- Osebold Remondini, syndrome de, Brachydactylie type A6, brachymésophanlangie avec des membres courts mésoméliques, anomalies des os carpiens et du tarse
- Oslam, syndrome de
- Osseuse létale dysplasie fragilité des os longs
- Ossification ectopique familiale
- Ostéïte condensante médiale de la clavicule
- Ostéites aseptiques (terme générique)
- Ostéoarthropathie des doigts familiale
- Ostéo-arthropathie hypertrophique primaire ou idiopathique
- Ostéochondrite déformante
- Ostéochondrite dissequante
- Ostéochondrodysplasie hypertrichose
- Ostéochondrodysplasie thrombocytopenie hydrocéphalie
- Ostéochondromatose carpotarsienne
- Ostéochondrose déformante du tibia
- Ostéo-cranio-sténose
- Ostéodysplasie familiale type anderson
- Ostéodysplasie polykystique lipomembraneuse avec leucoencéphalopathie sclérosante
- Ostéodystrophie héréditaire d'Albright
- Ostéo ectasie familiale
- Ostéogenèse imparfaite
- Ostéogenèse imparfaite microcéphalie cataracte
- Ostéogenèse imparfaite rétinopathie
- Ostéolyse anomalies faciales néphropathie
- Ostéolyse carpo tarsienne récessive
- Ostéolyse distale petite taille retard mental
- Ostéolyse massive
- Ostéolyse multicentrique
- Ostéolyse talo-patello-scaphoïde, syndrome d'
- Ostéomesopycnose
- Ostéomyélite multifocale chronique récidivante de l'enfant
- Ostéopathie striée hyperpigmentation meche blanche
- Ostéopathie striée sclérose crânienne
- Ostéopénie retard mental hypotrichose
- Ostéopétrose autosomique dominante de type 2
- Ostéopétrose avec acidose rénale tubulaire
- Ostéopétrose dominante de type 1
- Ostéopétrose létale
- Ostéopétrose par déficit en anhydrase carbonique II
- Ostéopétrose récessive maligne
- Ostéopétroses (terme générique)
- Ostéopoécilie,  foyers ostéosclérotiques aux épiphyses et métaphyses, bassin, omoplate, os carpien, tarse
- Ostéoporose hypopigmentation oculo cutanée
- Ostéoporose macrocéphalie cecite hyperlaxite
- Ostéoporose pseudogliome syndrome
- Ostéosarcome
- Ostéosarcome anomalies des membres macrocytose érythroïde
- Ostéosclérose axiale
- Ostéosclérose méningocèle selle turcique grande
- Ostéosclérose type Stanescu
- Ostéosclérose type Worth autosomique dominante
- Ostravik Lindemann Solberg, syndrome de
- Oto-dentaire dysplasie
- Oto-facio-cervical, syndrome
- Oto-onycho-péronéal, syndrome
- Oto-palato-digital, syndrome
- Otospongiose, forme familiale
- Ouvrier Billson, syndrome d’
- Ovaires polykystiques, maladie familiale
- Ovaires polykystiques sphincter urétral dysfonctionnement
- Oxalose
- Oxydo-réduction des alcools d'acides gras, déficit d'

## P
- P2Y12, récepteur plaquettaire de l'ADP, déficit en
- Pachydermie plicaturée du cuir chevelu
- Pachydermie vorticellée du cuir chevelu
- Pachydermopériostose
- Pachygyrie raideur articulaire anomalies faciales
- Pachygyrie retard mental épilepsie
- Pachyonychie congénitale
- Pacman, syndrome de, Syndrome épiphyses ponctuées-hyperplasie ostéoclastique
- Paes Whelan Modi, syndrome de
- Paget, maladie de
- Paget maladie de, extramammaire
- Paget maladie de forme juvénile
- PAGOD, syndrome, Syndrome d'hypoplasie pulmonaire-agonadisme-dextrocardie-hernie diaphragmatique

- Pagon Stephan, syndrome de
- Pai Levkoff, syndrome de
- Pallister-Hall, syndrome de
- Pallister-Killian, syndrome de, syndrome de l'Isochromosome 12p en mosaïque
- Pallister W, syndrome de
- Palmer Pagon, syndrome de
- Palmitoyl-protéine thioestérase, déficit en
- Paludisme
- Panayiotopoulos, syndrome de
- Pancréas accessoire
- Pancréas annulaire
- Pancréatite chronique familiale
- Pancréatoblastome
- Pancytopénie anomalies congénitales multiples
- Panencéphalite sclérosante subaiguë (PESS ou Maladie de Van Bogaert)
- Panhypopituitarisme
- Panniculite nodulaire non suppurative
- Pantothénate kinase, neurodégénérescence associée à la
- Papillome des plexus choroïdes
- Papillon-Leage-Psaume, syndrome de
- Papillon-Lefèvre, syndrome de, Syndrome de kératodermie palmoplantaire-périodontopathie
- Papulose atrophiante maligne de Degos
- Paragangliome héréditaire
- Paralysie bulbaire progressive de l'enfant
- Paralysie de Bell
- Paralysie des muscles du larynx
- Paralysie faciale dominante
- Paralysie faciale idiopathique
- Paralysie périodique hyperkaliémique
- Paralysie périodique hypokaliémique
- Paralysie périodique normokaliémique
- Paralysie périodique, potassium-sensible, avec dysrythmie cardiaque
- Paralysie supranucléaire progressive
- Paralysie type Klumpke
- Paramyotonie d'Eulenburg
- Parana, syndrome de
- Paraparésie amyotrophie des mains et pieds
- Paraparésie spasmodique
- Paraparésie spastique infantile
- Paraparésie spastique surdité
- Paraplégie-brachydactylie-épiphyses en cône
- Paraplégie-retard mental-hyperkératose
- Paraplegie spastique epilepsie retard mental
- Paraplégie spastique familiale
- Paraplegie spastique glaucome retard mental
- Paraplegie spastique lésions cutanées faciales
- Paraplegie spastique néphropathie surdité
- Paraplegie spastique neuropathie poïkilodermie
- Paraplegie spastique pigmentation anomalies
- Paraplegie spastique retard mental corps calleux fin
- Paraplegie spastique vitiligo cheveux blanc précoces
- Paraquat, intoxication par le
- Parc, syndrome, Syndrome de Poïkilodermie-Alopécie-Rétrognathie-fente palatine
- Parésie faciale partiale unilatérale
- Parésie spastique glaucome puberté précoce
- Parésie suprabulbaire congénitale
- Parkes Weber, syndrome de
- Parkinson-démence familiale
- Parkinson, formes génétiques, maladie de
- Parkinsonisme précoce retard mental
- Parry Romberg, syndrome de, Atrophie hémifaciale progressive
- Parsonage-Turner, syndrome de
- Partington Anderson, syndrome de
- Parvovir Castroviejo, syndrome de
- Pashayan, syndrome de
- Passwell Goodman Siprkowski, syndrome de
- Patau, syndrome de
- Patel Bixler, syndrome de
- Patterson Lowry, syndrome de
- Patterson Stevenson, syndrome de
- Paucité des voies biliaires, forme non syndromique
- Paucité des voies biliaires, forme syndromique
- Paupières, anomalies des - dystrophie cornéenne et choriorétinienne, syndrome
- Paupière supérieure anormale absence de cils
- Pavone Fiumara Rizzo, syndrome de
- Pearson, syndrome de
- Peau déciduale
- Peau parcheminée, syndrome de la
- Peau ridée, syndrome de la, SPR, Syndrome de cutis laxa-hyperlaxité ligamentaire, peau inélastique, ridée, redondante et plissée, anomalies squelettiques
- Peau rigide, syndrome de la type Parana
- Pectus carinatum
- Pectus excavatum macrocéphalie dysplasie unguéale
- PEHO syndrome, syndrome d'encéphalopathie progressive-oedème-hypsarythmie-atrophie optique
- Pelade totale
- Pelade universelle
- Pelizaeus-Merzbacher, maladie de
- Pellagre like syndrome
- Pelvi calicielle dysmorphie surdité
- Pelvi scapulaire dysplasie
- Pelvis dysplasie pseudo arthrogrypose
- Pemphigoïde bulleuse
- Pemphigoïde cicatricielle
- Pemphigus bénin, chronique, familial, de Hailey-Hailey
- Pemphigus foliacé
- Pemphigus vulgaire
- Pena Shokeir syndrome type 1, syndrome d'arthrogrypose multiple congénitale-hypoplasie pulmonaire
- Pena Shokeir syndrome type 2
- Pendred, syndrome de
- Pénoscrotale, transposition
- Pentalogie de Cantrell, hernie supra-ombilicale, anomalie du sternum, anomalie du diaphragme et du péricarde diaphragmatique, malformations cardiaques.
- Pentasomie X
- Pentosurie, Déficit en xylitol déshydrogénase, excrétion de pentose (L-xylulose) dans les urines
- Penttinen-Aula syndrome
- Périartérite noueuse
- Péricarde absent retard mental petite taille
- Péricarde, anomalie congénitale du
- Péricarde hypoplasie hernie diaphragmatique
- Péricardite arthrite camptodactylie
- Perin, pachydermie de, Cutis verticis gyrata, Pachydermie vorticellée du cuir chevelu, anomalies ophtalmologiques (cataracte congénitale) et/ou neurologiques (déficience intellectuelle, épilepsie, microcéphalie, encéphalopathie)
- Périodique, maladie
- Périodique syndrome, associé au récepteur 1 du facteur de nécrose tumorale
- Périodique syndrome, associé au récepteur 1 du TNF
- Péritoine, maladie gélatineuse du
- Perlman, syndrome de
- Perniola Krajewska Carnevale, syndrome de, Syndrome d'alopécie-déficience intellectuelle, convulsions, surdité neurosensorielle, retard de développement psychomoteur, hypertonie
- Péroné aplasie brachydactylie
- Péroné cubitus duplication tibia radius absence
- Perone en serpentin rein polykystique
- Péroné hypoplasie femur incurvation olygodactylie
- Perrault, syndrome de
- Persistance du canal artériel
- Persistance du canal artériel avec dysmorphie faciale et anomalies du cinquième doigt
- Persistance héréditaire de l'hémoglobine fœtale
- Perte rénale congénitale de magnésium, syndrome de
- Pertussis
- Peste
- Peters, anomalie de
- Peters, anomalie de, avec nanisme
- Peters-plus, syndrome
- Petite taille brachydactylie dysmorphie
- Petite taille contractures hypotonie
- Petite taille dysmorphie dysplasie pelvo scapulaire
- Petite taille hyperkaliemie acidose
- Petite taille microcéphalie cardiopathie
- Petite taille microcéphalie épilepsie surdité
- Petite taille Monodactylie fente palatine
- Petite taille os wormiens dextrocardie
- Petite taille pigmentation anomalie retard mental
- Petite taille prognathisme femur court
- Petite taille pterygium coli cardiopathie
- Petite taille surdité neutrophiles anomalie
- Petite taille type bruxelles
- Petite taille valvulopathie cardiaque facies caractéristique
- Petit Fryns, syndrome de
- Pettigrew, syndrome de, Syndrome Dandy-Walker de transmission récessive liée à l'X, malformation du système nerveux central (SNC), déficience intellectuelle sévère, hypotonie, spasticité, contractures, choréoathétose, convulsions, dysmorphie faciale, visage allongé, front proéminent
- Petty Laxova Wiedemann, syndrome de
- Peutz-Jeghers, syndrome de
- PFAPA, syndrome, Syndrome de fièvre périodique-stomatite aphteuse-pharyngite-adénopathie
- Pfeiffer Kapferer, syndrome de
- Pfeiffer Mayer, syndrome de
- Pfeiffer Palm Teller, syndrome de
- Pfeiffer Rockelein, syndrome de
- Pfeiffer Singer Zschiesche, syndrome de
- Pfeiffer, syndrome de
- Pfeiffer Tietze Welte, syndrome de
- PHACE syndrome
- Phacomatose pigmento kératique
- Phacomatose pigmento-vasculaire
- Phaoke Sharma Agarawal, syndrome de
- Phaver syndrome, Syndrome de Powell-Chandra-Saal, pterygiums, malformations cardiaques, anomalies de l'oreille externe et des vertèbres.
- Phénobarbital, exposition anténatale au
- Phénylalanine hydroxylase, déficit partiel en
- Phénylalanine hydroxylase, déficit total en
- Phénylcétonurie atypique
- Phénylcétonurie classique (ou typique)
- Phénylcétonurie type 2
- Phéochromocytome
- Phocomalie thrombocytopenie encéphalocèle
- Phocomelie contractures pouces absents
- Phocomélie ectrodactylie surdité arythmie
- Phocomélie type Schinzel
- Phocomélie type Zimmer
- Phosphatase acide, déficit en
- Phosphoénolpyruvate carboxykinase (PEPCK), déficit en
- Phosphoéthanolaminurie
- Phosphofructokinase musculaire, déficit en
- Phosphoglucomutase, déficit en
- Phosphoglucose isomérase, déficit en
- Phosphoglycérate kinase, déficit en
- Phosphoglycéromutase, déficit en
- Phosphoribosylpyrophosphate synthétase, suractivité en
- Phosphorylase kinase musculaire, déficit en
- Phosphorylation oxydative type 8, cardiomyopathie hypertrophique sévère, hypoplasie pulmonaire, rhabdomyolyse, neuropathies
- Phosphosérine phosphatase, déficit en
- Photosensibilite cutanée colite létale
- Phytostérolémie, concentrations anormalement élevées de phytostérols
- PIBIDS syndrome, Trichothiodystrophie avec photosensibilité
- Picardi-Lassueur-Little, syndrome de
- Pick, maladie de
- Piebaldisme
- Piebaldisme anomalies neurologiques
- Piepkorn Karp Hickoc, syndrome de
- Pierquin, Syndrome de, Syndrome Dandy-Walker polydactylie postaxiale, MDW avec polydactylie postaxiale, absence partielle ou complète du vermis cérébelleux, hydrocéphalie
- Pierre Robin cardiopathie pieds bots
- Pierre Robin nanisme polydactylie
- Pierre Robin, séquence de
- Pierre Robin, séquence de faciodigitale anomalie
- Pierre Robin, syndrome chondrodysplasie
- Pierre Robin, syndrome de
- Pierre Robin, syndrome de hyperphalangie clinodactylie
- Pierre Robin, syndrome de oligodactylie
- Pigment anormal ectrodactylie hypodontie
- Pili annulati
- Pili bifurcati
- Pili canulati
- Pili torti
- Pili torti onychodysplasie
- Pili torti retard de développement anomalies neurologiques
- Pili torti surdité neuro-sensorielle
- Pili trianguli et canaliculi, Syndrome des cheveux incoiffables
- Pillay, syndrome de
- Pilo dentaire dysplasie
- Pilo dento ungueale dysplasie microcéphalie
- Pilotto, syndrome de
- Pinheiro Freire Maia Miranda, syndrome de
- Pinsky DiGeorge Harley, syndrome de
- Pitt Hopkins, syndrome de
- Pitt-Rogers-Danks, syndrome de
- Pitt Williams, brachydactylie de
- Pityriasis rubra pilaire
- Piussan Lenaerts Mathieu, syndrome de, Syndrome d'ankylose des pouces-brachydactylie-déficience intellectuelle
- Plagiocéphalie
- Plagiocéphalie retard mental lie a l'X
- Plaquettes grises, syndrome des
- Plaquettes sanguines géantes, syndrome des
- Plasminogène, déficit congénital en
- Platispondylie amélogénèse imparfaite
- Pléonostéose de Léri, valgus des pouces, faciès mongoloïde, genu recurvatum, élargissement des arcs neuraux postérieurs
- Plott, syndrome de
- Plummer-Vinson, syndrome de
- Plum, syndrome de
- Pneumococcie grave idiopathique
- Pneumocystose
- Pneumonie nécrosante staphylococcique
- Pneumopathie aiguë idiopathique à éosinophiles
- Pneumopathie chronique idiopathique à éosinophiles
- Pneumopathie d'hypersensibilité
- Pneumopathie organisée cryptogénique
- Pneumothorax spontané familial
- Podder-Tolmie syndrome
- POEMS, syndrome de
- Poikilodermatomyosite retard mental
- Poïkilodermie acrokératosique congénitale de Weary
- Poikilodermie alopecie retrognathisme fente palatine
- Poïkilodermie congénitale avec bulles, type Weary
- Poïkilodermie de Kindler
- Poïkilodermie de Rothmund-Thomson
- Pointer syndrome
- Pointes-ondes continues du sommeil (POCS), syndrome des
- Poland, syndrome de
- Poliodystrophie sclérosante progressive d'Alpers, dégénérescence de la substance grise du cerveau, hypotonie
- Poliomyélite
- Polyadénomatose mammaire
- Polyangéite microscopique
- Polyatrésie intestinale
- Polychondrite atrophiante
- Polydactylie alopécie dermatose séborrhéique
- Polydactylie croisée
- Polydactylie dento vertébrale anomalies
- Polydactylie fente labio palatine retard psychomoteur
- Polydactylie myopie
- Polydactylie postaxiale
- Polydactylie postaxiale fente labiale médiane
- Polydactylie postaxiale retard mental
- Polydactylie preaxiale
- Polydactylie preaxiale colobome retard mental petite taille
- Polydactylie (terme générique)
- Polydactylie viscères anomalies fente labiopalatine
- Polyendocrinopathie auto-immune type 1
- Polyglobulie de Vaquez
- Polykystose hépatique
- Polykystose rénale type dominant
- Polykystose rénale type récessif
- Polymicrogyrie
- Polymicrogyrie turricéphalie hypogénitalisme
- Polymyosite
- Polyneuropathie amyloïde familiale
- Polyneuropathie camptodactylie
- Polyneuropathie hépatosplénomégalie hyperpigmentation
- Polyneuropathie oligophrénie ménopause précoce
- Polypose adénomateuse familiale
- Polypose gastrointestinale juvénile
- Polypose hamartomateuse-fente palatine
- Polypose hyperpigmentation alopécie onychodystrophie
- Polypose nasosinusienne
- Polyradiculonévrite démyélinisante inflammatoire aiguë
- Polyradiculonévrite inflammatoire démyélinisante chronique
- Polyradiculonévrite inflammatoire démyélinisante axonale
- Polysyndactylie anomalies orofaciales
- Polysyndactylie cardiopathie
- Polysyndactylie croisée
- Polysyndactylie grande taille
- Polysyndactylie microcéphalie ptosis
- Polysyndactylie trigonocéphalie agénésie du corps calleux
- Polysyndactylie type Haas
- Pompe, maladie de
- Pool vide, maladie plaquettaire du
- Porencéphalie familiale
- Porencéphalie hypoplasie cérébelleuse malformations
- Porokératose de Mibelli
- Porokératose palmoplantaire de Mantoux
- Porokératose palmoplantaire et disséminée
- Porphyrie
- Post-poliomyélitique, syndrome
- Potocki-Shaffer, syndrome de, syndrome de Délétion 11p11 p12, retard global de développement, déficience intellectuelle, exostoses cartilagineuses multiples, anomalies crâniofaciales, brachycéphalie, foramina bipariétaux, larges fontanelles, craniosynostose, ptose, épicanthus, narines hypoplastiques, philtrum court, micrognathie, troubles du comportement, myopie, strabisme, surdité neurosensorielle
- Potter, séquence de
- Pouce-absence de gros orteils, hypoplasie des
- Pouce hypoplasique anomalies mülleriennes
- Pouce long brachydactylie syndrome
- Pouces absents petite taille déficit immunitaire
- Pouces en adduction - arthrogrypose, type Christian
- Pouces en adduction - arthrogrypose, type Dundar
- Pouces larges retard mental
- Pouces triphalanges thrombocytopathie surdité
- Pouce triphalange brachyectrodactylie
- Pouce triphalange gros orteil duplication
- Pouce triphalange polysyndactylie syndrome
- Pouce triphalange rotule luxation
- Powell Buist Stenzel, syndrome de
- Powell Chandra Saal, syndrome de
- Powell Venencie Gordon, syndrome de
- Prader-Willi, syndrome de
- Prata Liberal Goncalves, syndrome de
- Preaxial déficit polydactylie postaxiale hypospadias
- Prédisposition mendélienne aux infections mycobactériennes
- Préexcitation ventriculaire familiale, syndrome de
- Preeyasombat Viravithya, syndrome de
- Prékallicréine, déficit congénital en
- Prieto Badia Mulas, syndrome de
- Prieur Griscelli, syndrome de
- Primrose, syndrome de
- Proconvertine, déficit constitutionnel en
- Progéria
- Progéria petite taille nævi pigmentés
- Progéria type Ruvalcaba
- Progéroïde syndrome néonatal
- Progéroïde syndrome type de Barsy
- Progéroïde syndrome typePetty
- Progéroïde syndrome type Penttinen
- Prognathisme dominant
- Prolactinome, familial
- Prolapsus valvulaire mitral, familial
- Prolidase, déficit en
- Proline oxydase, déficit en (hyperprolinémie type 1)
- Properdine, déficit en
- Propionyl-CoA carboxylase, déficit en
- Propping Zerres, syndrome de, syndrome ADULT, syndrome de pigment anormal-ectrodactylie-hypodontie.hypoplasie mammaire, hypodontie, hypotrichose, onychodysplasie
- Protée, syndrome de
- Protéine C, déficit congénital en
- Protéine kinase associée à la chaîne zêta, déficit en
- Protéine R, déficit en
- Protéines d'adhésion leucocytaires déficit d'expression des
- Protéine S, déficit acquis en
- Protéine S, déficit congénital en
- Protéines de la voie finale commune du complément, déficit en
- Protéine trifonctionnelle mitochondriale, déficit en
- Protéinose alvéolaire pulmonaire
- Proteus like syndrome retard mental œil anomalies
- Prothrombine, déficit en
- Protoporphyrie érythropoïétique
- Proud Levine Carpenter, syndrome de
- 'Prune belly' syndrome
- Pseudo-achondroplasie
- Pseudo-adrénoleucodystrophie néonatale
- Pseudo anodontie maxillaire hypoplasie genu valgum
- Pseudo-déficit en arylsulfatase A
- Pseudo-Gaucher
- Pseudohermaphrodisme féminin
- Pseudo hermaphrodisme féminin anomalies anorectales
- Pseudo hermaphrodisme féminin type Genuardi
- Pseudohermaphrodisme masculin par déficit en 17-bêta-hydroxystéroïde déshydrogénase
- Pseudohermaphrodisme masculin par déficit en 5-alpha-réductase de type 2
- Pseudohermaphrodisme masculin par insensibilité aux androgènes
- Pseudohermaphrodisme masculin par résistance à la LH
- Pseudohermaphrodisme retard mental
- Pseudo hermaphrodisme squelette anomalies
- Pseudohyperaldostéronisme
- Pseudohypoaldostéronisme type 1
- Pseudohypoaldostéronisme type 2
- Pseudo Leprechaunisme de Patterson
- Pseudo Marfan syndrome
- Pseudomongolisme
- Pseudomyxome péritonéal
- Pseudo-obstruction intestinale chronique, idiopathique
- Pseudo obstruction intestinale type neuronal
- Pseudo œdème de la papille blepharophimosis main anomalie
- Pseudoprogéria
- Pseudotoxoplasmose, syndrome
- Pseudo trisomie 13, syndrome
- Pseudo-Turner, syndrome
- Pseudo-Willebrand
- Pseudoxanthome élastique
- Pseudo-Zellweger, syndrome
- Pterygium antecubital, syndrome du
- Pterygium colli retard mental anomalies des doigts
- Pterygium de la conjonctive
- Pterygium multiples, forme létale, syndrome des
- Pterygium multiples, syndrome des
- Pterygium retard mental dysmorphie faciale
- Ptosis-colobome-retard mental
- Ptosis colobome trigonocéphalie
- Ptosis paralysie des cordes vocales
- Ptosis strabisme diastasis des droits
- Ptosis strabisme pupilles ectopiques
- PTS2, déficit en
- Puberté précoce centrale
- Puberté précoce dépendant des gonadotrophines
- Puberté précoce indépendante des gonadotrophines chez la fille
- Puberté précoce indépendante des gonadotrophines chez le garçon
- Puberté précoce limitée aux garçons
- Purétique, syndrome
- Purine nucléoside phosphorylase, déficit en
- Purpura de Henoch-Schoenlein
- Purpura fulminans
- Purpura rhumatoïde
- Purpura thrombopénique auto-immun
- Purpura thrombopénique idiopathique
- Purpura thrombotique thrombocytopénique
- Purpura vasculaire
- Purtilo, syndrome de, Maladie lymphoproliférative liée à l'X
- Purpura immunoïde
- Pycnoachondrogenèse
- Pycnodysostose
- Pydactylie en miroir segmentation et membres anomalies
- Pyle, maladie de, Dysplasie métaphysaire
- Pyoderma gangrenosum
- Pyodermite phagédénique
- Pyomyosite
- Pyrimidine 5' nucléotidase, déficit en
- Pyrimidinémie familiale
- Pyropoikilocytose
- Pyruvate carboxylase, déficit en
- Pyruvate décarboxylase déficit en
- Pyruvate déshydrogénase (PD), déficit en
- Pyruvate kinase, déficit en

## Q
- QT long familial, syndrome du
- QT court, syndrome du
- Québec, syndrome plaquettaire du

## R
- Rabson-Mendenhall, syndrome de, insulinorésistance sévère, acanthosis nigricans, hyperkératose
- Rachis rigide cardiomyopathie
- Rachitisme vitamino-résistant
- Radiculomégalie des canines, cataracte congénitale
- Radio-digito-faciale, dysplasie
- Radio-rénal, syndrome
- Radius absence anomalies anogénitales
- Radius aplasie petite taille pouce bifide facies anomalie
- Rage
- Raine, syndrome de, microcéphalie, ostéosclérose, fente palatine, hyperplasie des gencives, nez hypoplasique, exophtalmie
- Rajab - Spranger, syndrome de
- Rambaud Gallian Touchard, syndrome de
- Ramer Zonana Ladda, syndrome de, mobilité articulaire, problèmes cutanés, fente labiale ou palatine, retard de croissance et psychomoteur
- Ramon, syndrome de
- Ramos Arroyo Clark, syndrome de
- Ramsay Hunt, syndrome
- Rapadilino syndrome
- Rapp Hodgkin, syndrome de
- Rasmussen Johnsen Thomsen, syndrome de
- Rathbun, maladie de
- Rayner Lampert Rennert, syndrome de
- Rayon radial agénésie
- Rayon radial hypoplasie atrésie des choanes
- Ray Peterson Scott, syndrome de
- Reardon Hall Slaney, syndrome de
- Reardon Wilson Cavanagh, syndrome de
- Récepteur de l'interféron gamma, déficit en
- Recklinghausen, maladie de
- Rectocolite hémorragique
- Refetoff, syndrome de
- Refsum forme infantile, maladie de
- Refsum, maladie de
- Reginato Schiapachasse, syndrome de, Cranio-ostéo-arthropathie COA, Maladie de Currarino, hippocratisme digital, clinodactylie, éruption cutanée eczémateuse, arthropathie, néoformation osseuse périostée, troubles de l'ostéolyse crânienne, élargissement des fontanelles et des os wormiens surnuméraires, éventuelle cardiopathie congénitale
- Régression caudale, séquence de
- Régression testiculaire, syndrome de
- Rein en éponge
- Rein en fer à cheval
- Reinhardt Pfeiffer, syndrome de
- Rein thoracique fusions vertébrales
- rénale, dysplasie mésomélie fusion radio-humérale
- Rendu-Osler, maladie de
- Renier Gabreels Jasper, syndrome de
- Réno-ano-génital, syndrome
- Réno-hépato-pancréatique, dysplasie Dandy-Walker
- Rénotubulaire dysgénésie
- Résistance à la LH
- Résistance à la TSH
- Résistance aux androgènes, syndrome de
- Résistance aux glucocorticoïdes
- Résistance aux hormones thyroïdiennes, syndrome de
- Résistance aux récepteurs des œstrogènes, syndrome de
- Résistance héréditaire aux anti-vitamine K
- Résistance ovarienne aux gonadotrophines
- Retard de croissance alopécie pseudoanodontie atrophie optique
- Retard de croissance, aminoacidurie, cholestase, surcharge en fer, acidose lactique, et mort néonatale précoce
- Retard de croissance et mental type Myhre : dysmorphie faciale, brachydactylie, hypoacousie, déficience intellectuelle
- Retard de croissance hydrocéphalie poumons hypoplasie
- Retard de croissance hypoplasie malaire micrognathisme
- Retard de croissance sensibilité à la mitomycine
- Retard de développement hypotonie hypotrophie des extrémités
- Retard de langage asymétrie faciale strabisme incisure du lobe
- Retard d ossification du crâne membraneux
- Retard mental arachnodactylie hypotonie télangiectasie
- Retard mental arachnodactylie raideurs
- Retard mental athétose microphtalmie
- Retard mental calvitie luxation de la rotule acromicrie
- Retard mental cataracte pavillon de l’oreille calcifié myopathie
- Retard mental dysmorphie hyperlaxité
- Retard mental dysmorphisme hypogonadisme diabète sucre
- Retard mental dysplasie squelettique paralysie
- Retard mental-épilepsie-anomalies endocrines
- Retard mental épilepsie nez bulbeux
- Retard mental face inhabituelle pieds mains anomalies
- Retard mental facies anomalies type Davis Lafer
- Retard mental facies particulier hypothyroïdisme
- Retard mental facies particulier retard de croissance
- Retard mental facies particulier type Ampola
- Retard mental gynécomastie obésité lié à l'x
- Retard mental hypocuprémie hypobêtalipoprotéinémie
- Retard mental hypoplasie nasale obésité hypoplasie génitale
- Retard mental hypotonie hyperpigmentation
- Retard mental hypotrichie brachydactylie
- Retard mental inexpliqué
- Retard mental lié à l'X, avec convulsions, petite taille et hypoplasie de l'étage moyen de la face
- Retard mental lie a l'x dysmorphie atropie cérébrale
- Retard mental lie a l'x épilepsie psoriasis
- Retard mental lié à l'X, habitus marfanoïde
- Retard mental lie a l'x microcéphalie pieds bots
- Retard mental lié à l'X, non spécifique
- Retard mental lie a l'x petite taille obésité
- Retard mental lié à l'X, psychose, macroorchidisme
- Retard mental lié à l'X, type Allan-Herndon
- Retard mental lie a l'x type Atkin
- Retard mental lie a l'x type Brooks
- Retard mental lie a l'x type De Silva
- Retard mental lie a l'x type Gu
- Retard mental lie a l'x type Hamel
- Retard mental lié à l'X, type Juberg-Marsidi
- Retard mental lié à l'X, type Martinez
- Retard mental lie a l'x type Raynaud
- Retard mental lie a l'x type Schutz
- Retard mental lie a l'x type Snyder
- Retard mental lie a l'x type Wittwer
- Retard mental limite lie a l'x anomalie de MAOA
- Retard mental luxation de hanche g6pd variant
- Retard mental microcéphalie anomalies phalangiennes et faciales
- Retard mental microcéphalie facies particulier
- Retard mental minceur colobome
- Retard mental myopathie petite taille défaut endocrinien
- Retard mental nanisme surdité anomalies génitales
- Retard mental nevi multiple
- Retard mental ostéosclérose
- Retard mental papillomatose nasale
- Retard mental paraplégie spastique progressive
- Retard mental petite taille anomalies oculaires articulaires
- Retard mental petite taille cœur squelette anomalies
- Retard mental petite taille cubitus anormal
- Retard mental petite taille facies particulier
- Retard mental petite taille fente palatine facies particulier
- Retard mental petite taille hypertélorisme syndrome lie a l'X
- Retard mental petite taille hypogonadisme lie a l'X
- Retard mental petite taille mains contractures
- Retard mental petite taille microcéphalie œil anomalie
- Retard mental petite taille phalanges absence
- Retard mental-polydactylie-cheveux incoiffables
- Retard mental sévère lie a l'x type Gustavson
- Retard mental type Buenos Aires
- Retard mental type Mietens Weber
- Retard mental type Smith Fineman Myers
- Retard mental type Wolff
- Rétention des chylomicrons
- Rétine pigmentaire retard mental surdité
- Rétine télangiectasies hypogammaglobulinémie
- Rétinite pigmentaire
- Rétinite pigmentaire, retard mental
- Rétinite pigmentaire, surdité
- Rétinite pigmentaire, surdité hypogénitalisme
- Rétinite ponctuée albescente
- Rétinoblastome
- Rétino-choroïdopathie vitreuse dominante
- Rétino-hépato-endocrinologique, syndrome
- Rétinopathie anémie cns, anomalies
- Rétinopathie aplasie médullaire anomalies neurologiques
- Rétinoschisis avec héméralopie précoce
- Rétinoschisis juvénile
- Rétinoschisis lié à l'X
- Retour veineux pulmonaire anormal
- Retour veineux systémique anormal
- Rétrécissement aortique sous-valvulaire
- Rétrécissement aortique valvulaire de l'enfant
- Rett like syndrome
- Rett, syndrome de
- Revesz Debuse, syndrome de, rétinopathie exsudative, une insuffisance médullaire, anémie aplasique, hypoplasie cérébelleuse.
- Reye, syndrome
- Reynolds, syndrome de, ictère, calcinose cutanée, télangiectasie, sclérodermie
- Rhabdomyome cardiopathie anomalies génitales
- Rhabdomyosarcome
- Rhizomelique syndrome
- Rhumatisme articulaire aigu
- Richards Rundle, syndrome de
- Richiera Costa Guion Almeida, nanisme de
- Richieri Costa Colletto Otto, syndrome de
- Richieri Costa Colletto, syndrome de
- Richieri Costa Da Silva, syndrome de
- Richieri Costa Gorlin, syndrome de
- Richieri Costa Guion Almeida, syndrome de, dysostose acrofaciale
- Richieri Costa Guion Almeida Cohen, syndrome de
- Richieri Costa Guion Almeida Ramos, syndrome de
- Richieri Costa Guion Almeida Rodini, syndrome de
- Richieri Costa Orquizas, syndrome de
- Richieri Costa Silveira Pereira, syndrome de
- Ricker, syndrome de, Dystrophie myotonique, troubles de la conduction cardiaque
- Rickettsiose
- Rieger, syndrome de, syndrome d'Axenfeld-Rieger
- Riley-Day, syndrome de, Dysautonomie familiale
- Rippberger Aase, syndrome de
- Ritscher-Schinzel, syndrome de, syndrome 3C, anomalies crâniofaciales, hypertélorisme, colobome, fente palatine, anomalies cérébelleuses, malformation de Dandy-Walker, hypoplasie cérébrale du vermis,  anomalies cardiaques, tétralogie de Fallot, communication atrioventriculaire
- Rivera Perez Salas, syndrome de
- Roberts, syndrome de
- Robinow, forme dominante, syndrome de
- Robinow like, syndrome
- Robinow Sorauf, syndrome de
- Robinow, syndrome de forme récessive
- Robin séquence de oligodactylie
- Robinson Miller Bensimon, syndrome de
- Rodini Richieri Costa, syndrome de
- Roifman - Melamed, syndrome de
- Rokitansky, séquence de
- Rokitansky, syndrome de
- Romano-Ward, syndrome de
- Rombo, syndrome de
- Rommen Mueller Sybert, syndrome de
- Rosenberg Chutorian, syndrome de
- Rosenberg Lohr, syndrome de
- Rothmund-Thomson, poïkilodermie de
- Rotor, syndrome de
- Rotule aplasie coxa vara synostose tarsienne
- Rotule hypolasique malformations squelettiques
- Rotule hypoplasie retard mental
- Roussy-Levy, maladie de
- Roy Maroteaux Kremp, syndrome de
- Rozin Hertz Goodman, syndrome
- Rubéole congénitale
- Rubinstein-Taybi like, syndrome de
- Rubinstein-Taybi, syndrome de
- Rudd Klimek, syndrome de
- Rüdiger, syndrome de, ectrodactylie, division palatine, anodontie, néphropathie, imperforation anale
- Ruiter-Pompen-Wyers, syndrome de, Maladie de Fabry
- Russell, Cachexie diencéphalique de, retard de croissance staturo-pondérale, émaciation,  hyperkinésie, tumeurs hypothalamiques
- Russell Weaver Bull, syndrome de
- Rutherfurd, syndrome de, hypertrophie gingivale, dystrophie cornéenne, cécité
- Rutledge Friedman Harrod, syndrome de
- Ruvalcaba Churesigaew Myhre, syndrome de
- Bannayan-Riley-Ruvalcaba, syndrome de
- Ruzicka Goerz Anton, syndrome de
- Rythme troubles myopie

## S
- Saal Bulas, syndrome de
- Saal Greenstein, syndrome de
- Sabinas, syndrome de
- Sabouraud, syndrome de
- Saccharopine déshydrogénase, déficit en
- Saccharopinurie, déficit en saccharopine déshydrogénase, hyperlysinémie type II
- Sackey Sakati Aur, syndrome de, déficience intellectuelle, retard de croissance, front proéminent, cheveux clairsemés, surdité, malformations cardiaques.
- Sacrum, agénésie du
- Sacrum anomalie antérieure
- Saethre-Chotzen, syndrome de
- Saito Kuba Tsuruta, syndrome de
- Sakati Nyhan, syndrome de
- Salcedo, syndrome de
- Salerno-Andria, syndrome de
- Salla, maladie de
- Sallis Beighton, syndrome de
- Salmonellose
- Salti Salem, syndrome de
- Sammartino Decreccio, syndrome de
- Samson Gardner, syndrome de
- Samson Viljoen, syndrome de
- Sanderson Fraser, syndrome de
- Sandhaus Ben Ami, syndrome de
- Sandhoff, maladie de
- Sandrow Sullivan Steel, syndrome de
- Sanfilippo, maladie de
- Sanjad-Sakati, syndrome de
- Santavuori, maladie de
- Santos Mateus Leal, syndrome de
- SAPHO, syndrome
- Sarcocystose
- Sarcoïdose
- Sarcome de Kaposi
- Sarcome d'Ewing
- Sarcome ostéogène
- Sarcosinémie
- Sarcosporidiose
- Sato-Ilida, syndrome de
- Satoyoshi, syndrome de
- Saul Wilkes Stevenson, syndrome de
- Say Barber Hobbs, syndrome de
- Say Barber Miller, syndrome de
- Say-Barber-Biesecker-Young-Simpson, syndrome de, Syndrome d'hypothyroïdie-blépharophimosis-dysmorphie-polydactylie post-axiale-déficience intellectuelle
- Say Carpenter, syndrome de
- Say Field Coldwell, syndrome de
- Say Meyer, syndrome de
- SCAD, déficit en
- Scaphocéphalie
- Scapulo iliaque dysostose
- SCARF syndrome, craniosténose, pectus carinatum, sternum court, hyperextensibilité articulaire, anomalies vertébrales, cutis laxa
- Scarlatine staphylococcique
- Schaap Taylor Baraitser, syndrome de
- SCHAD, déficit en, ACADS, Déficit en acyl-coenzyme A déshydrogénase des acides gras à chaîne courte
- Scheie, maladie de
- Scheuermann, maladie de dominante
- Schiel Stengel Rutkowski, syndrome de
- Schimke, syndrome de
- Schindler, maladie de
- Schinzel-Giedion, syndrome de
- Schinzel, syndrome de
- Schisis association
- Schizencéphalie
- Schizophrénie, formes génétiques
- Schizophrénie retard mental surdité rétinite
- Schlegelberger Grote, syndrome de
- Schmidt, syndrome de
- Schmitt Gillenwater Kelly, syndrome de
- Schneckenbecken, dysplasie de
- Schnitzler, syndrome de
- Schofer Beetz Bohl, syndrome de
- Scholte Begeer Van Essen, syndrome de
- Schopf-Schulz-Passarge, syndrome de
- Schrander Stumpel Theunissen Hulsmans, syndrome de
- Schroer Hammer Mauldin, syndrome de
- Schwannome malin
- Schwartz-Jampel, syndrome de
- Schwartz Newark, syndrome de
- Schweitzer Kemink Malcolm, syndrome de
- Sclérocornée syndactylie ambiguïté sexuelle
- Sclérodermie
- Sclérose en plaques
- Sclérose en plaques, ichtyose déficit en facteur 8
- Sclérose latérale amyotrophique
- Sclérose latérale primitive
- Sclérose mésangiale diffuse
- Sclérose tubéreuse de Bourneville
- Sclérostéose
- Scoditti Geminiani Colonna, syndrome de
- Scoliose idiopathique de l'adolescent
- SCOT, déficit en, Déficit en OXCT1, Déficit en succinyl-CoA:3-oxoacide CoA transférase
- Scott Bryant Graham, syndrome de, syndactylie des doigts et des orteils, dysmorphie faciale, micrognathie, déficit intellectuel
- Scott, syndrome de
- Scott Taor, syndrome de, syndrome coxo-podo-patellaire, syndrome, dysplasie ischio-patellaire, syndrome de la petite rotule, aplasie ou hypoplasie de la rotule, anomalies pelviennes, malformations du pied, éventuelle hypertension artérielle pulmonaire.
- SC phocomélie, dysmorphie faciale, yeux proéminents, bec de lièvre, fissure palatine, tétraphocomélie et hypertrophie génitale.
- Seaver Cassidy, syndrome de
- Sebastian, syndrome de
- Sébocystomatose
- Seckel like syndrome type Buebel
- Seckel like syndrome type Majoor Krakauer
- Seckel, syndrome de
- Sedlackova, Syndrome de, Délétion 22q11.2, Syndrome cardio-facial de Cayler, Syndrome de DiGeorge, Syndrome de Shprintzen, Syndrome de Takao, malformations cardiaques, malformations conotroncales, communication interventriculaire, tronc artériel commun, tétralogie de Fallot, interruption de l'arc aortique, fente palatine ou labio-palatine, insuffisance vélopharyngienne, hypernasalité, dysphagie, ptosis, hypertélorisme, plis épicanthaux, immunodéficience secondaire, aplasie/hypoplasie thymique, purpura thrombopénique immunologique, arthrite juvénile idiopathique, hypocalcémie, hypoparathyroïdie, malformations gastro-intestinales, malrotation intestinale, imperforation anale, surdité, anomalies rénales (agénésie rénale), anomalies dentaires due à l'hypoplasie de l'émail, anomalies squelettiques, scoliose, pied bot, difficultés d'apprentissage, retard de développement, maladies psychiatriques, anxiété, dépression, schizophrénie, risque éventuel d'une apparition de la maladie de Parkinson
- Seemanova Lesny, syndrome de
- Seemanova, syndrome de type 2
- Segawa, syndrome de
- Seghers, syndrome de
- Segmentation costovertébrale, anomalie mésomélie
- Selig Benacerraf Greene, syndrome de
- Sellars Beighton, syndrome de
- Semialdéhyde succinique déshydrogénase, déficit en
- Séminome
- Semmekrot Haraldsson Weemaes, syndrome de
- Sengers Hamel Otten, syndrome de
- Sengers, syndrome de
- Senior loken, syndrome de
- Senior, syndrome de, syndrome de BOD, Syndrome de brachymorphie-onychodysplasie-dysphalangie
- Sensenbrenner, syndrome de, anomalies squelettiques congénitales, craniosynostose / dolichocéphalie, thorax étroit, pectus excavatum, brachydactylie, syndactylie, clinodactylie, hypotélorisme, narines antéversées, néphronophtise, fibrose hépatique et des anomalies oculaires, nystagmus, myopie, dystrophie de la rétine, rétinites pigmentaires
- Senter, syndrome de
- Seow Najjar, syndrome de
- Sequeiros Sack, syndrome de
- Séquence d’anomalies du mésoderme inférieur
- Séquence de disruption vasculaire
- Séquence de Potter fente cardiopathie
- Séquestration pulmonaire
- Sérotoninergique, syndrome
- Setleis, syndrome de
- Sézary, syndrome de
- Shapiro, syndrome de
- Sharma Kapoor Ramji syndrome
- Sharp, syndrome de
- Shigellose
- Shith ilkins, syndrome de
- Shokeir, syndrome de
- Short, syndrome de
- Shprintzen, syndrome de, Syndrome de Sedlackova, Délétion 22q11.2, Syndrome cardio-facial de Cayler, Syndrome de DiGeorge, Syndrome de Takao, malformations cardiaques, malformations conotroncales, communication interventriculaire, tronc artériel commun, tétralogie de Fallot, interruption de l'arc aortique, fente palatine ou labio-palatine, insuffisance vélopharyngienne, hypernasalité, dysphagie, ptosis, hypertélorisme, plis épicanthaux, immunodéficience secondaire, aplasie/hypoplasie thymique, purpura thrombopénique immunologique, arthrite juvénile idiopathique, hypocalcémie, hypoparathyroïdie, malformations gastro-intestinales, malrotation intestinale, imperforation anale, surdité, anomalies rénales (agénésie rénale), anomalies dentaires due à l'hypoplasie de l'émail, anomalies squelettiques, scoliose, pied bot, difficultés d'apprentissage, retard de développement, maladies psychiatriques, anxiété, dépression, schizophrénie, risque éventuel d'une apparition de la maladie de Parkinson
- Shprintzen Goldberg craniosynostose syndrome
- Shprintzen omphalocèle syndrome
- Shulman, syndrome de
- Shunt artério-veineux cérébral
- Shwachman-Diamond, syndrome de
- Shy-Drager, syndrome de
- Sialidose types 1 et 2
- Sialurie type français
- sidérose
- Sidransky Feinstein Goodman, syndrome de
- Siegler Brewer Carey, syndrome de
- Silengo Lerone Pelizza, syndrome de
- Sillence, syndrome de
- Silver-Russell, syndrome de
- Simosa, syndrome de
- Simpson-Golabi-Behmel, syndrome de
- Singh Chhaparwal Dhanda, syndrome de
- Singh-Williams-Mac Alister, syndrome de
- Sipple, syndrome de
- Sirénomélie
- Sirop d'érable, maladie du
- Sitostérolémie
- Situs inversus-cardiopathie
- Situs inversus lié à l'X
- Sjögren-Larsson like, syndrome
- Sjögren-Larsson, syndrome de
- Skin peeling, syndrome
- Skeeter, syndrome
- Slavotinek Hurst, syndrome de
- Sly, maladie de
- Smith Fineman Myers, syndrome de
- Smith-Lemli-Opitz, syndrome de
- Smith-Magenis, syndrome de
- Smith Martin Dodd, syndrome de
- Sneddon, syndrome de
- Sneddon-Wilkinson, maladie de
- Sohval Soffer, syndrome de
- Solomon, syndrome de
- Sommer Hines, syndrome de
- Sommer Rathbun Battles, syndrome de
- Sommer Young Wee Frye, syndrome de
- Sondheimer, syndrome de
- Sonoda, syndrome de
- Sorsby, syndrome de
- Sotos, syndrome de
- Sourcils duplication syndactylie
- Sourcils et cils absence de retard mental
- Spasmes infantiles
- Spasmes infantiles pouces larges
- Spasticité exostoses multiples
- Spasticité retard mental
- Spectre oculo-auriculo-vertébral (OAV), microsomie hémifaciale, malformations auriculaires-oculaires, anomalies vertébrales, malformations du coeur, des reins, atteinte du système nerveux central et/ou système digestif
- Spellacy Gibbs Watts, syndrome de
- Sphérocytose héréditaire
- Spherophakie brachymorphie
- Sphingomyélinase, déficit en
- Spina bifida
- Spina bifida hypospadias
- Spinocérébelleuse dystrophie cornéenne, dégénérescence
- Spinocérébelleuse type book, dégénérescence
- Splénomégalie myéloïde
- Spondylarthrite ankylosante
- Spondylocamptodactylie syndrome
- Sporotrichose
- Sprengel, anomalie de
- Sprue non tropicale secondaire
- Squelettocardiaque avec thrombocytopenie, syndrome
- Stalker-Chitayat, syndrome de
- Stampe-Sorensen, syndrome de
- Stargardt, maladie de
- STAR protéine, déficit en
- Stéatocystome dents néonatales
- Stéatohépatite non alcoolique
- Steele-Richardson-Olszewski, maladie de
- Steinert, maladie de
- Steinfeld, syndrome de
- Stein-Leventhal, syndrome de
- Sténose congénitale du canal médullaire cervical
- Sténose de l'aqueduc de Sylvius, liée à l'X
- Sténose des branches pulmonaires
- Sténose des veines pulmonaires
- Sténose pulmonaire-taches café au lait
- Sténoses multiples brachydactylie
- Sténose sous-pulmonaire
- Sténose subaortique petite taille
- Sténose supravalvulaire aortique
- Sténose supravalvulaire pulmonaire
- Sténose valvulaire pulmonaire
- Stérilité masculine par délétions de l'Y
- Stern-Lubinsky-Durrie, syndrome de
- Sternum, malformation dysplasie vasculaire
- Stéroïde déshydrogénase anomalies dentaires déficit en
- Stéroïde sulfatase, déficit en
- Stérol 27-hydroxylase, déficit en
- Stérol C5 - désaturase, déficit en
- Stérol-delta8-isomérase, déficit en
- Stevens-Johnson, syndrome de
- Stickler, syndrome de
- Stiff baby, syndrome
- Stiff-man, syndrome
- Still de l'adulte, maladie de
- Stimmler, syndrome de
- Stoelinga De Koomen Davis, syndrome de
- Stoll Alembik Dott, syndrome de
- Stoll Alembik Finck, syndrome de
- Stoll Geraudel Chauvin, syndrome de
- Stoll Kieny Dott, syndrome de
- Stoll Levy Francfort, syndrome de
- Stomatocytose héréditaire avec hématies déshydratées
- Stomatocytose héréditaire avec hématies hyperhydratées
- Stormorken Sjaastad Langslet, syndrome de
- Stratton Garcia Young, syndrome de
- Stratton Parker, syndrome de, Syndrome de petite taille-os wormiens-dextrocardie, dextrocardie, petite taille, brachycamptodactylie, hypoplasie rénale, cryptorchidie bilatérale, hypospadias, agénésie anorectale/imperforation de l'anus, asymétrie corporelle, retard de développement, hémi-macrocéphalie, dysmorphie faciale
- Strümpell-Lorrain, maladie de
- Stuccokératose
- Sturge Weber, anomalie de
- Stuve Wiedemann, syndrome de
- Substance blanche hypoplasie corps calleux agénésie retard mental
- Succinate coenzyme Q réductase, déficit en
- Succinique acidemie acidose lactique congénitale
- Succinyl-CoA acétoacétate transférase, déficit en
- Sucrase-isomaltase, déficit en
- Sugarman, syndrome de
- Sugio-Kajii, syndrome de
- Sujansky Leonard, syndrome de
- Sulfatases, déficit multiple en
- Sulfatidose juvénile type Austin
- Sulfite et xanthine oxydase, déficit en
- Sulfite oxydase, déficit en
- Summit, syndrome de
- SUNCT, syndrome, Céphalée névralgique unilatérale brève avec injection conjonctivale
- Surcharge en acide sialique libre, maladie de
- Surdité-acidose tubulaire-anémie
- Surdité alopécie hypogonadisme
- Surdité atrophie optique
- Surdité atrophie optique démence
- Surdité branchiogénique
- Surdité cécité hypopigmentation
- Surdité cheveux dépigmentés contractures
- Surdité congénitale onychodystrophie récessive
- Surdité de conduction micrognathie
- Surdité de conduction oreille externe anomalie
- Surdité de perception non syndromique, dominante, DFNA
- Surdité de perception non syndromique, récessive, DFNB
- Surdité diverticulose neuropathie
- Surdité dysplasie épiphysaire petite taille
- Surdité dysplasie squelettique lèvre anomalie
- Surdité-dystonie-atrophie optique, syndrome
- Surdité email hypoplasie ongles anomalie
- Surdité goitre épiphyses ponctuées
- Surdité hypogonadisme
- Surdité hypospadias synostose métacarpes et métatarses
- Surdité insensibilité à l'aldosterone
- Surdité isolée, de transmission mitochondriale
- Surdité liée à l'X, DFN
- Surdité liée à l'X, DFN3
- Surdité lymphœdème leucémie
- Surdité mixte avec fistule périlymphatique, liée à l'X
- Surdité mixte retard mental brachydactylie
- Surdité nanisme pituitaire
- Surdité néphrite malformation anorectale
- Surdité neuropathie périphérique artériopathie
- Surdité neurosensorielle non syndromique, dominante, DFNA
- Surdité neurosensorielle non syndromique, récessive, DFNB
- Surdité non syndromique, liée à la connexine 26
- Surdité oligodontie
- Surdité onychodystrophie type dominant
- Surdité oreille anormale paralysie faciale
- Surdité progressive cataracte forme autosomique dominante
- Surdité progressive due à l'ankylose des osselets
- Surdité ptosis squelette anomalies
- Surdité symphalangisme
- Surdité valve mitrale squelette anomalies
- Surdité vitiligoachalasie
- Surfactant SP-B, déficit congénital en protéine du
- Susac, syndrome de
- Susceptibilité aux infections chroniques par le virus d'Epstein-Barr
- Sutherland Haan syndrome
- Sweeley-Klionsky, syndrome de, Maladie de Fabry
- Sweet, syndrome de
- Swyer, syndrome de
- Sybert, kératodermie de, kératose extremitatum hereditaria progrediens, excroissances en forme de corne sur la surface palmo-plantaire
- Sybert Smith, syndrome de
- Symcamptodactylie asymétrie scoliose
- Symphalangie anomalies multiples mains et pieds
- Symphalangisme brachydactylie
- Symphalangisme brachydactylie craniosynostose
- Symphalangisme distal
- Symphalangisme familial proximal
- Symphalangisme petite taille
- Symphalangisme type cushing
- Syndactylie cataracte retard mental
- Syndactylie dysplasie ectodermique fente labiopalatine
- Syndactylie entre 4 et 5
- Syndactylie-polydactylie-lobe de l'oreille anormal
- Syndactylie (terme générique)
- Syndactylie type 1
- Syndactylie type 1 microcéphalie retard mental
- Syndactylie type 2
- Syndactylie type 3
- Syndactylie type 4
- Syndactylie type 5
- Syndactylie type Cenani Lenz
- Syndrome génital oculocutané
- Syngnathie anomalies multiples
- Syngnathie fente palatine
- Synostose coronale syndactylie atrésie jéjunale
- Synostose humeroradiale
- Synostose humeroradiocubitale
- Synostose lambdoïde familiale
- Synostose microcéphalie scoliose
- Synostose radio-cubitale dominante
- Synostose radiocubitale retard mental hypotonie
- Synostose radiocubitale rétinite pigmentaire
- Synostoses multiples maladie des
- Synostose spondylocarpotarsienne
- Synovialosarcome
- Synovite-Acné-Pustulose-Hyperostose-Ostéite (SAPHO)
- Synovite uvéite neuropathie crânienne
- Synpolydactylie
- Synspondylisme congénital
- Synthèse des plasmalogènes, déficit isolé de la
- Syphilis congénitale
- Syringocystadénome papillifère
- Syringomes dents néonatales oligodontie
- Syringomyélie
- Syringomyelie hyperkératose

## T
- Tabatznik, syndrome de
- Tache de vin nævus hydrocéphalie
- Taches café au lait, maladie des
- Tachyarythmie atriale avec intervalle PR court
- Tachycardie atriale chaotique
- Tachycardie hisienne
- Tachycardie hypertension microphtalmie hyperglycinurie
- Tachycardie ventriculaire incessante du nouveau-né
- Tachycardie ventriculaire polymorphe catécholergique
- Tajara Pinheiro, syndrome de
- Takao, Syndrome de, syndrome de Sedlackova, Syndrome de Délétion 22q11.2, Syndrome cardio-facial de Cayler, Syndrome de DiGeorge, Syndrome de Shprintzen,  malformations cardiaques, malformations conotroncales, communication interventriculaire, tronc artériel commun, tétralogie de Fallot, interruption de l'arc aortique, fente palatine ou labio-palatine, insuffisance vélopharyngienne, hypernasalité, dysphagie, ptosis, hypertélorisme, plis épicanthaux, immunodéficience secondaire, aplasie/hypoplasie thymique, purpura thrombopénique immunologique, arthrite juvénile idiopathique, hypocalcémie, hypoparathyroïdie, malformations gastro-intestinales, malrotation intestinale, imperforation anale, surdité, anomalies rénales (agénésie rénale), anomalies dentaires due à l'hypoplasie de l'émail, anomalies squelettiques, scoliose, pied bot, difficultés d'apprentissage, retard de développement, maladies psychiatriques, anxiété, dépression, schizophrénie, risque éventuel d'une apparition de la maladie de Parkinson
- Takayasu, artérite de
- Tamari Goodman, syndrome de
- Tang Hsi Ryu, syndrome de
- Tangier, maladie de
- TAP, déficit en
- TAR syndrome
- Tarui, maladie de
- Taurodontisme
- Tau syndrome
- Taybi Linder, syndrome de
- Taybi, syndrome de
- Tay-Sachs, maladie de
- Tay, syndrome de
- Teebi Al Saleh Hassoon, syndrome de
- Teebi Kaurah, syndrome de
- Teebi Naguib Al Awadi, syndrome de
- Teebi Shaltout, syndrome de
- Teebi, syndrome de
- Télangiectasie hémorragique familiale
- Télangiectasie rétinienne congénitale
- Telecanthus anomalies associées
- Telecanthus hypertélorisme strabisme pes cavus (pied creux)
- Telfer Sugar Jaeger, syndrome de
- Tel Hashomer camptodactylie
- Temtamy Shalash, syndrome de
- Tendons extenseurs des doigts, anomalie des
- Tératome
- Tératome dandy walker hernie diaphragmatique
- Ter Haar Hamel Hendricks, syndrome de
- Ter Haar, syndrome de
- Testotoxicose
- Tétanos
- Tétra-amélie hypoplasie pulmonaire
- Tétra-amélie multimalformations
- Tétra-amélie-syrinx
- Tétralogie de Fallot
- Tétralogie de Fallot petite taille retard mental
- Tétraploïdie
- Tétrasomie 5p
- Tétrasomie 9p
- Tétrasomie 12p
- Tétrasomie 15q
- Tétrasomie 18p
- Tétrasomie 21q
- Tétrasomie x
- Thakker Donnai, syndrome de
- Thalamique, dégénérescence
- Thalassémie alpha
- Thalassémie alpha liée à l'X avec retard mental
- Thalassémie bêta
- Thanos Stewart Zonana, syndrome de
- Theile, syndrome de
- Theodor Hertz Goodman, syndrome de
- Thiemann maladie de
- Thies-Reis, syndrome de
- Thiolase, déficit en
- Thiopurines méthyltransférase déficit en
- Thomas Jewtt Raines, syndrome de
- Thomas, syndrome de
- Thomas Soulier, syndrome de
- Thompson Baraitser, syndrome de
- Thong Douglas Ferrante, syndrome de
- Thoraco-abdominal, syndrome
- Thoraco-laryngo-pelvique, dysplasie
- Thoraco-pelvique, dysostose
- Thrombasthénie de Glanzmann
- Thromboangéite oblitérante
- Thrombocytémie essentielle
- Thrombocytopathie asplénie miosis
- Thrombocytopenie absence de cubitus
- Thrombocytopenie amégacaryocytaire
- Thrombocytopenie anomalies congénitales multiples
- Thrombocytopénie-Aplasie Radiale, syndrome TAR
- Thrombocytopenie cassures chromosomiques
- Thrombocytopenie hypoplasie cérébelleuse petite taille
- Thrombocytopenie pierre robin, syndrome de
- Thrombomoduline, anomalies génétiques de la
- Thrombopénie de May-Hegglin
- Thrombopénie familiale, liée à l'X
- Thrombopénie induite par l'héparine
- Thrombopénie materno-fœtale et néonatale allo-immune
- Thrombopénie de Paris-Trousseau
- Thrombophilie (d'origine génétique)
- Thrombophilie par mutation du facteur V
- Thrombose de la veine porte
- Thymus rein anus poumon dysplasie
- Thyro-cérébro-rénal, syndrome
- Thyroïde rein doigts anomalies
- Thyroïdite de Hashimoto
- Tibia absent polydactylie kyste arachnoïdien
- Tibia aplasie ectrodactylie
- Tibia aplasie ectrodactylie hydrocéphalie
- Tibia et radius anormaux ostéopénie fractures
- Tibia hypoplasie polydactylie pouce triphalange
- Tietz, syndrome de ; voir Piébaldisme
- Tissu conjonctif dysplasie type spellacy
- Tissu sous cutané épais facies grossier macrocéphalie
- Tollner Horst Manzke, syndrome de
- Toluène exposition anténatale au
- Tome BruneFardeau, syndrome de
- Toni-Debré-Fanconi, maladie de
- Tonoki Ohura Niikawa, syndrome de
- Toriello Carey, syndrome de
- Toriello Lacassie Droste syndrome
- Toriello, syndrome de
- Torres Aybar, syndrome de
- Torsade-de-pointes à couplage court, syndrome
- Torticolis chéloïdes cryptorchidisme
- Tortuosité artérielle
- Tosti Misciali Barbareschi syndrome
- Tourette, syndrome de
- Townes-Brocks, syndrome de
- Toxiques avec effet stabilisant de membrane, intoxication aiguë par les
- Toxocarose
- Toxopachyostéose diaphysaire
- Toxoplasmose
- Toxoplasmose congénitale
- Trachée agénésie
- Trachéobronchomégalie
- Trachéopathie chondro-ostéoplastique
- Tranebjaerg Svejgaard syndrome de
- Transcobalamine II, déficit en
- Transporteur cérébral de la carnitine, déficit en
- Transporteur de la créatine, déficit en
- Transporteur de la cystine, déficit en
- Transposition corrigée
- Transposition des gros vaisseaux
- TRAPS syndrome, dysfonctionnement du récepteur TNF1 (facteur de nécrose tumorale)
- Treacher-Collins, syndrome de
- Treft SanbornCarey, syndrome de
- Tremblement essentiel familial
- Tremblement essentiel nystagmus ulcéré
- Tremblement orthostatique primaire (TOP)
- Trevor maladie de
- Trichinellose
- Trichinose
- Tricho-dental, syndrome
- Tricho-dento-osseux, syndrome type 1
- Trichodermal, syndrome, retard mental
- Tricho-dermo-dentaire, syndrome
- Trichodysplasie, xérodermie
- Trichoépithéliome multiple familial
- Trichofollicullome
- Tricho-hépato-entérique, syndrome
- Trichomalacie
- Trichomégalie cataracte sphérocytose
- Trichomégalie rétine dégénérescence retard de croissance
- Tricho-oculo-dermo-vertébral, syndrome
- Tricho-odonto-onychial dysplasie
- Tricho-odonto-onycho-dermal, syndrome
- Tricho-odonto-onycho-dysplasie, syndactylie dominante
- Tricho-rétino-dento-digital, syndrome
- Tricho-rhino-phalangien type 1, syndrome
- Tricho-rhino-phalangien type 2, syndrome
- Tricho-rhino-phalangien type 3, syndrome
- Trichostasis spinulosa
- Trichothiodystrophies (terme générique)
- Trichothiodystrophie avec photosensibilité
- Trichothiodystrophie type B
- Trichothiodystrophie type D
- Trichothiodystrophie type E
- Trichothiodystrophie type F
- Trichothiodystrophie type G
- Trigonocéphalie
- Trigonocéphalie anomalies des extrémités
- Trigonocéphalie dysplasie osseuse généralisée
- Trigonocéphalie nez bifide anomalies des extrémités
- Trigonocéphalie petite taille retard de croissance
- Trigonocéphalie ptosis colobome
- Trigonocéphalie ptosis retard mental
- Trigonomacrocéphalie tibia anomalie polydactylie
- Trihydroxycholestanoyl-CoA oxydase, déficit isolé en
- Trimethadione exposition anténatale a la
- Triméthylaminurie (TMAU)
- Triopie, Duplication oculaire unilatérale, Diplophtalmie unilatérale, Triophtalmie
- Triose phosphate-isomérase, déficit en
- Triphallia
- Triple A syndrome, achalasie-addisonisme-alacrymie, insuffisance surrénale, déficit isolé en glucocorticoïdes, neurodégénérescence
- Triple H (HHH) syndrome, hyperornithinémie-hyperammoniémie-homocitrullinurie
- Triple X
- Triploïdie
- Trismus pseudo-camptodactylie syndrome
- Trisomie 1 en mosaïque
- Trisomie 1p21 p32
- Trisomie 1q12 q21
- Trisomie 1q32 qter
- Trisomie 1q42 11 q42 12
- Trisomie 1q42 qter
- Trisomie 2 en mosaïque
- Trisomie 2p
- Trisomie 2p13 p21
- Trisomie 2pter p24
- Trisomie 2q
- Trisomie 2q37
- Trisomie 3 en mosaïque
- Trisomie 3p
- Trisomie 3p25
- Trisomie 3q
- Trisomie 3q13 2 q25
- Trisomie 4p
- Trisomie 4q
- Trisomie 4q21
- Trisomie 4q25 qter
- Trisomie 5p
- Trisomie 5pter p13 3
- Trisomie 5q
- Trisomie 6p
- Trisomie 6q
- Trisomie 7 en mosaïque
- Trisomie 7p
- Trisomie 7p13 p12 2
- Trisomie 7q
- Trisomie 8
- Trisomie 8p
- Trisomie 8q
- Trisomie 9 en mosaïque
- Trisomie 9p partielle
- Trisomie 9q21
- Trisomie 9q32
- Trisomie 10p
- Trisomie 10pter p13
- Trisomie 10q partielle
- Trisomie 12 en mosaïque
- Trisomie 12p
- Trisomie 12q
- Trisomie 13
- Trisomie 13p
- Trisomie 13q
- Trisomie 14 en mosaïque
- Trisomie 14qprox
- Trisomie 14qter
- Trisomie 15 en mosaïque
- Trisomie 15q
- Trisomie 16 en mosaïque
- Trisomie 16p
- Trisomie 16q
- Trisomie 17 en mosaïque
- Trisomie 17p
- Trisomie 17p11 2
- Trisomie 17q22
- Trisomie 18
- Trisomie 18 en mosaïque
- Trisomie 18p
- Trisomie 18q
- Trisomie 19q
- Trisomie 20 en mosaïque
- Trisomie 20p
- Trisomie 22
- Trisomie 22q11 q13
- Trisomie X
- Trisomie xp3
- Trisomie xpter xq13
- Trisomie xq
- Trisomie xq25
- Trochlée de l'humérus aplasie
- Tronc artériel commun
- Trouble de conduction cardiaque familial
- Troubles bipolaires (formes génétiques)
- Troubles de l'hormono-synthèse avec ou sans goître
- Troubles du spectre de l'alcoolisation fœtale
- Trueb Burg Bottani syndrome
- Trypanosomiase africaine
- Trypanosomiase américaine
- Tsao Ellington, syndrome de
- Tsukahara Azuno Kajii, syndrome de
- Tsukahara Kajii, syndrome de
- Tsukuhara, syndrome de, syndrome de Giuffré-Tsukahara, synostose radio-ulnaire, microcéphalie, scoliose, déficience intellectuelle
- Tube neural, anomalie du, liée à l'X
- Tube neural, anomalies de fermeture du
- Tuberculose
- Tubulopathie proximale diabète sucré ataxie cérébelleuse
- Tucker, syndrome de
- Tuffli Laxova, syndrome de, anomalies des dents, des ongles et de la peau, kyste surrénalien
- Tularémie
- Tumeur de la crête neurale
- Tumeur des cordons sexuels et du stroma
- Tumeur desmoïde
- Tumeur de Wilms
- Tumeur de Wilms-pseudohermaphrodisme
- Tumeur du cœur de l'adulte
- Tumeur du cœur de l'enfant
- Tumeur du sac vitellin
- Tumeur du sinus endodermique
- Tumeur du tronc cérébral
- Tumeur épithéliale du thymus
- Tumeur maligne ovarienne germinale
- Tumeur neuroendocrine
- Tumeur primitive neuro-ectodermique
- Tumeurs des os (terme générique)
- Tumeurs des parties molles (terme générique)
- Tumeurs du cerveau (terme générique)
- Tumeurs germinales malignes (terme générique)
- Tumeurs mesenchymateuses malignes (terme générique)
- Tumeur stromale gastrointestinale
- Tumeur virilisante de l'ovaire
- Tungland Savage Bellman, syndrome de, perte auditive, fonction anormale des glandes salivaires
- Tungose
- Tunnel ventricule gauche-aorte
- Turcot, syndrome de
- Turner-Kieser, syndrome de
- Turner, syndrome de
- Tyrosine hydroxylase, déficit en
- Tyrosinémie type 1
- Tyrosinémie type 2
- Tyrosine oxydase, déficit transitoire en
- Tyrosine transaminase, déficit en

## U
- Uhl, anomalie d'
- Ulbright Hodes, syndrome d'
- Ulérythème ophriogène
- Ulick, syndrome d'
- Upington, maladie d'
- UrbanRogers Meyer, syndrome d'
- Urban Schosser Spohn, syndrome de
- Uridine monophosphate synthase, déficit en
- Urofacial, syndrome
- Urticaire chronique avec macroglobulinémie
- Urticaire familiale au froid
- Urticaire pigmentaire
- Urticaire-surdité-amylose rénale
- Usher, syndrome d'
- Utérus double-hémivagin-agénésie rénale

## V
- VACTERL association, VATER, malformations vertébrales, atrésie anale, anomalies cardiaques, fistule trachéo-oesophagienne, anomalie rénale, anomalie des membres
- VACTERL hydrocéphalie
- Van Buchem, maladie de
- Van de Berghe Dequeker, syndrome de
- Van der Bosch, syndrome de
- Van der Strom, syndrome de
- Van der Woude, syndrome de
- Varadi-Papp, syndrome de
- Varicelle congénitale
- Vascularite cryoglobulinémique
- Vascularite cutanée
- Vascularites systémiques (terme générique)
- Vascularite urticarienne hypocomplémentémique de Mac Duffie
- Vascularite virale non liée aux virus HBV et HCV
- Vasculopathie cérébrorétinienne
- Vasquez Hurst Sotos, syndrome de
- VATER association
- Vater-like, syndrome, avec hypertension pulmonaire, anomalies des oreilles, et retard de croissance
- Veino-occlusive hépatique, maladie
- Veino-occlusive pulmonaire, maladie
- Vélocardiofacial, syndrome
- Velofaciosquelettique syndrome
- Ventricule droit à double issue
- Ventricule gauche à double issue
- Ventruto Catani, syndrome de
- Verloes Bourguignon, syndrome de
- Verloes David, syndrome de
- Verloes - Deprez, syndrome de
- Verloes Gillerot Fryns, syndrome de
- Verloes Van Maldergem Marneffe, syndrome de
- Verloove Van Horick Brubakk, syndrome de
- Vermis cérébelleux, agénésie du
- Verneuil maladie de, voir Hidradenitis suppurativa
- Vieillissement premature type Okamoto
- Vitiligo
- Vitiligo retard mental dysmorphisme facial duplication urétrale
- Vitréorétinopathie exsudative familiale
- Vizianagaram, syndrome de, syndrome de Castro Gago-Pombo-Novo
- VLCAD, déficit en, Déficit en acyl-coenzyme A déshydrogénase des acides gras à chaîne très longue
- Vogt-Koyanagi-Harada, maladie de
- Vohwinkel, syndrome de, Kératodermie palmoplantaire mutilante, kératodermie en nid d'abeilles sur les surfaces palmoplantaires.
- Voies biliaires anomalie insuffisance rénale
- Von Gierke, maladie de
- Von Hippel-Lindau, maladie de
- Voûte crânienne, absence de
- Vuopala, maladie de

## W
- Waaler Aarskog, syndrome de
- Waardenburg, syndrome de (terme générique)
- Waardenburg type 1, syndrome de
- Waardenburg type 2, syndrome de
- Waardenburg type 3, syndrome de
- Waardenburg type 4, syndrome de
- Wagner, maladie de
- WAGR syndrome, syndrome de Délétion 11p, tumeur de Wilms, aniridie, anomalies génito-urinaires, déficience intellectuelle
- Waldenström, macroglobulinémie de
- Waldmann, maladie de
- Walker Dyson, syndrome de
- Walker-Warburg, syndrome de
- Wallis Zieff Goldblatt, syndrome de
- Warburg Sjo Fledelius, syndrome de
- Warburg Thomsen, syndrome de
- Warburton Anyane Yeboa, syndrome de
- Warfarine, exposition anténatale à la
- Warman Mulliken Hayward, syndrome de
- Watson, syndrome de
- Weaver, syndrome de
- Weaver Williams, syndrome de
- Weber-Cockayne, syndrome de, épidermolyse bulleuse, ulcérations, cicatrices néovascularisées, surdité, une atrésie du pylore, une hernie hiatale
- Wegener, maladie de
- Weill Marchesani, syndrome de
- Weismann Netter Stuhl, syndrome de
- Weissenbacher Zweymuller, syndrome
- Wellesley Carman French, syndrome de
- Wells Jankovic, syndrome de
- Wells, syndrome de
- Werdnig-Hoffman, maladie de
- Wermer, syndrome de
- Werner, syndrome de
- Wernicke, Encéphalopathie de
- Wernicke, aphasie de
- Wernicke-Korsakoff, Syndrome de
- Westerhof Beemer Cormane, syndrome de
- Westphall, maladie de
- West, syndrome de
- Weyers, dysostose acrofaciale de
- WHIM, syndrome
- White Murphy, syndrome de
- Wieacker-Wolff, syndrome de
- Wiedemann-Beckwith, syndrome de
- Wiedemann Oldigs Oppermann, syndrome de
- Wiedemann Rautenstrauch, syndrome de
- Wildervanck, syndrome de
- Wilkie Taylor Scrambler, syndrome de
- Willebrand, maladie de
- Williams-Beuren, syndrome de
- Williams, syndrome de
- Willi-Prader, syndrome de
- Wilson, maladie de
- Wilson Turner, syndrome de
- Winchester, maladie de
- Winkelman Bethge Pfeiffer, syndrome de
- Winship Viljoen Leary, syndrome de
- Wisconsin, syndrome du
- Wiskott-Aldrich, syndrome de
- Wissler-Fanconi, syndrome de
- Witkop, syndrome de, hypodontie, dysplasie unguéale
- WL, syndrome, surdité, symphalangisme de type Hermann, fusion huméro-radiale, fusions cervicales
- Wolcott-Rallison, syndrome de
- Wolff-Parkinson-White, syndrome de
- Wolff Zimmermann, syndrome de
- Wolf-Hirschhorn, syndrome de
- Wolfram, syndrome de
- Wolman, maladie de
- Woodhouse Sakati, syndrome de
- Woods Black Norbury, syndrome de
- Worster Drought, syndrome
- Worth, syndrome de
- W, syndrome, Syndrome de Pallister W, déficience intellectuelle, spasticité, dysmorphie faciale, hypertélorisme, fentes palpébrales, fente labiale, paralysie pseudobulbaire, camptodactylie, clinodactylie, cubitus valgus bilatéral, pieds creux
- WT membres-sang, syndrome, anémie hypoplasique, pancytopénie, anomalies squelettiques, malformations radiales et ulnaires
- Wyburn-Mason, syndrome de, Syndrome de Bonnet-Dechaume-Blanc, syndrome métamérique artérioveineux cérébro-facial

## X
- Xanthine déshydrogénase, déficit en
- Xanthinurie
- Xanthomatose cérébrotendineuse
- Xérocytose héréditaire
- Xeroderma pigmentosum
- X fragile, syndrome de l’
- XK syndrome, Syndrome d'aprosencéphalie, Syndrome de Garcia-Lurie
- Xylitol déshydrogénase, déficit en

## Y
- Yersiniose
- Yeux de chat, syndrome des
- Yeux de poisson, maladie des
- Yorifuji Okuno, syndrome de
- Young Madders, syndrome de
- Young McKeever Squier, syndrome de
- Young, syndrome de, syndrome d'azoospermie-infections pulmonaires-sinusite, infections sino-pulmonaires, bronchectasies, obstruction du transport des spermatozoïdes
- Yunis Varon, syndrome de

## Z
- Zadik Barak Levin, syndrome de
- ZAP70, déficit en, déficit en protéine kinase associée à la chaîne zêta 70
- Zellweger, syndrome de
- Zimmer Taub Sova syndrome de
- Zinsser-Cole-Engman, syndrome de
- Zlotogora, syndrome de
- Zollinger-Ellison, syndrome de
- Zori Stalker Williams, syndrome de
- Zunich-Kaye, syndrome de

## 0, 1 ou 2 à 49 (maladies dont le nom commence par un numéro)
- 2,4-Diénoyl-CoA réductase, déficit en
- 2,8 dihydroxy-adénine urolithiase
- 3-bêta-hydroxystéroïde déshydrogénase, déficit en
- 3C syndrome
- 3-hydroxy 3-méthylglutaryl-CoA (HMG) synthétase, déficit en
- 3-hydroxy 3-méthylglutaryl-CoA lyase, déficit en
- 3-hydroxyacyl-CoA déshydrogénase des acides gras à chaîne courte, déficit en
- 3-hydroxyacyl-CoA déshydrogénase des acides gras à chaîne longue, déficit en
- 3-méthylcrotonyl-CoA carboxylase, déficit en
- 3-méthylcrotonyl glycinurie
- 3-méthylglutaconyl-CoA hydratase, déficit en
- 4-alpha-hydroxyphénylpyruvate hydroxylase, déficit en
- 5-alpha-réductase de type 2, déficit en
- 5-oxoprolinase, déficit en
- 6-pyruvoyl-tétrahydroptérine synthase, déficit en
- 7-déhydrocholestérol réductase, déficit en
- 11-bêta-hydroxylase, déficit en
- 11-bêta-hydroxystéroïde déshydrogénase type 2, déficit en
- 17-alpha-hydroxylase, déficit en
- 17-bêta-hydroxystéroïde déshydrogénase, déficit en
- 18-hydroxylase, déficit en
- 21-hydroxylase, déficit en
- 47 XXX syndrome
- 47 XXY syndrome
- 47 XYY syndrome
- 48 XXXX syndrome
- 48 XXXY syndrome
- 48 XXYY syndrome
- 49 XXXXX syndrome
- 49 XXXXY syndrome.

### Pages connexes
- Maladies rares